# 中国放送
株式会社中国放送（ちゅうごくほうそう、RCC Broadcasting Co.,Ltd. 略称 RCC）は、広島市中区に本社を置き、広島県を放送対象地域とするラテ兼営の特定地上基幹放送事業者である。
AMラジオ（中波放送）はJRNとNRNのクロスネット局。コールサインはJOER（広島 1350kHz）とJOEO（福山 1530 kHz）の2通り。
テレビはTBSテレビ（JNN）系列のフルネット局。コールサインはJOER-DTV（広島 18ch）、リモコンキーIDはNHK広島の隣の「3」。Gガイドの番組データの配信を行っている。
キャッチコピーは「広島家族。RCC」（2012年（平成24年）4月1日から使用）。
旧局名は広島放送（HBS、Hiroshima Broadcasting of Systems）。
　

## 概要
- 広島県内では正式名称より略称のRCC（アールシーシー。旧社名のRadio Chugoku Companyに由来）と呼ぶ方が一般的である。
- 主要株主は中国新聞社およびその関連会社2社、フジタ、TBSホールディングス（TBSHD）、広島銀行など[6]。歴代の社長には中国新聞社出身者が多く、前社長の青木暢之や前社長の畑矢健治も中国新聞社の出身である。
  - 開局時は中国・毎日・朝日の各新聞社が均等に株式を保有し、役員も前述3社から派遣され、更に前述各社制作による『3社ニュース』も放送されていたが、キー局と新聞社の系列が明確化する流れで、1988年（昭和63年）に中国新聞社保有の広島ホームテレビ（HOME）株と朝日新聞社保有のRCC株のそれぞれ多数を交換し、より中国新聞色が強まった。
- TBSテレビ系列局の中では、東北放送（TBC）、静岡放送（SBS）、RSK山陽放送（RSK）とならびJNN基幹局（5社連盟）に次ぐ有力な局とされている。
- RCCラジオは、JRN・NRNの両方に加盟している。なかでもNRNにおいてはネットワークラインへの送り出し可能な設備があり、事実上の基幹局と位置づけられている模様である。
- また、1978年（昭和53年）11月23日早朝5時の基点時間において、国際電気通信連合の取り決めによる日本のラジオ局の周波数間隔の変更（10kHzステップ→9kHzステップ）が行われた際も、RCC広島本局の周波数は1350kHzで変更されていない。府中中継局が使用している1530kHzと、当時三原中継局が使用していた720kHzも変更がなく、実際に変更が行われたのは三次中継局（当時放送局扱い）の1460kHz→1458kHzと、当時の福山放送局の1060kHz→1062kHzであった。
  - なお、福山放送局については1994年（平成6年）11月14日から、三原中継局については1995年（平成7年）2月13日から府中中継局と同じ1530kHzに統一され、AMステレオ放送が実施されたが、2001年（平成13年）にステレオ放送は取りやめになった。
- 夜間における緊急事態発生に備え、局アナ1人と制作・技術・報道部門のスタッフ数人が、局に毎日交替で泊まり込む宿直勤務制度を敷いている。
- ロゴマークは1960年代半ばから使われている局ロゴ（社旗や社章にも使われていた正式ロゴ、社屋落成から2000年代初期までは2つある鉄塔の落成時からある方に看板も設置されていた）と2022年（令和4年）10月1日の開局70周年を迎えるにあたり同年1月1日より正式に導入されたゴシック体（「広島家族。」と「中国放送」などの和文）と丸みを帯びた書体（RCC）のロゴ・森本千絵のデザインによるシンボルマークが存在する。後者は2021年（令和3年）12月18日からテレビでの地上波デジタル放送の受信機表示やウォーターマークで先行して使用を開始し、その後RCC文化センター・RCCフロンティアなどの関連会社も同様のロゴに変更された[注 1][注 2]。
  - 従来の局ロゴは2022年（令和4年）1月以後も社屋壁面の看板に限定して使用している。鉄塔は暫く旧ロゴが残され、70周年記念事業のPR動画（放送開始・終了時も使用）ではCG処理で鉄塔のデザインを「RCC」の新ロゴに差し替えていたが、同年4月にPR動画と同じデザインに塗り直された。
  - 本社駐車場入口の表札・社旗は同時期にシンボルマークと「RCC」の新ロゴの組み合わせ、広島県ローカルのニュース・津波・地震の速報用テロップは3月から新ロゴ（それまでは従来の局ロゴ）に改められ、社屋看板を除き対外的には新ロゴマークで統一されている。社屋看板を掛け替えない代わりとして、2022年（令和4年）9月に本社前の駐車場に新ロゴの看板、合わせて正門に時計台が設置された。
  - かつては2006年（平成18年） - 2011年（平成23年）まで使用していたテレビ用の「ついてるね。RCC」とラジオ用の「青春ラジオRCC」、2012年（平成24年）4月1日から2021年（令和3年）12月31日まで採用されていた「広島家族。RCC」のローマン体・明朝体ロゴと「グレー・マゼンタ・ブルー」のトリコロールによるシンボルマーク（2022年（令和4年）からのシンボルマークもこのカラーを継承している）が存在した。

## 番組の傾向
- 広島県内で最も早く開局した老舗であり、テレビでは『イマナマ!』『元就。』『千鳥の出没!ひな壇団』等、地元密着のローカル番組を積極的に制作している。また、この他にも毎年2月には全国ネットの特別番組を制作しており、JNN28局向けに放送される。
- RCCラジオのプロ野球中継は、地元広島東洋カープ戦を消化試合も含め全試合を試合終了まで中継している。成績が低迷した2006年（平成18年）から2010年（平成22年）までの一時期、ナイターオフ編成期間かつBクラス確定後の消化試合に入ると、番組編成の都合で途中から開始したり、全く中継しない場合もあったが、2012年（平成24年）以降は全試合中継に戻った。
- 一時期、メジャーデビュー前から『たむたむたいむ（広島）』等RCCの番組に出演し、その後も1999年（平成11年）の急逝までRCC番組にたびたび出演していたシンガーソングライター・村下孝蔵の特別番組（ラジオ）が、命日前後に放送され、その際の司会は、村下と親交が深かったタレントの西田篤史が務めていたが、西田のRCCへのレギュラー出演が途絶えて以降は放送されていなかった。その後、村下の没後20年となる2019年（令和元年）からは再び西田をパーソナリティに『歌人・村下孝蔵　色褪せぬ歌』シリーズとして『中四国ライブネット』枠で毎年5 - 6月に特番が組まれている。

## 本社・放送局・支局・支社所在地
本社
広島県広島市中区基町21番3号
郵便番号：730-8504
福山放送局
広島県福山市北美台13番13号
郵便番号：720-0023
旧称、福山支社。福山放送局と改称したのは、スタジオやラジオ副調整室を持ち、機能上、ほぼ独立して放送を出せるほどの能力をもっているため。しかしラジオ主調整室と放送運行機能等はあくまでも本社にあり、福山放送局制作の番組はたとえ広島県東部向け生放送番組であっても「番組素材」として1度本社に送られ、本社の主調整室を経由して再び広島県東部の各送信所に送られ、放送されることから、福山放送局のスタジオは「サテライトスタジオ」であり、福山放送局は正確には独立した放送局ではない。福山地区での放送開始当時、北美台（現住所）に送信設備と共にスタジオ・事務所などの機能があったが、その後福山市延広町の広島総合開発ビル（広島相互銀行→広島総合銀行→もみじ銀行の福山支店が入居していた。移転後に建て替えられたため現存しない）に事務所・スタジオなどを移転、北美台には送信設備のみを残して事務所・スタジオなどはそのまま永らく閉鎖されていた。その後、備後ローカル放送枠の縮小、備後AMステレオ放送取りやめ等の経費節減策の一環として、閉鎖されていた昔の丈夫な造りの建物を改修。事務所・スタジオなどを復活させて、2001年秋に北美台へ機能を再統合した。
呉支局
広島県呉市中央2丁目5番14号 呉中央レックスマンション805号室
三次支局
広島県三次市十日市東1丁目2番43号 ヴァインケラービル3階D号室
東京支社
東京都港区新橋2丁目12番17号 新橋I-Nビル4階
大阪支社
大阪府大阪市北区中之島2丁目3番18号 中之島フェスティバルタワー24階
出典

## 呼出符号（コールサイン）
| 呼出符号 | 利用目的                                 | 有効期間                          | 備考                                                 |
| -------- | ---------------------------------------- | --------------------------------- | ---------------------------------------------------- |
| JOER     | 中波AM放送（広島本局）                   | 1952年10月1日 - 現行              | 一時期AMステレオ放送を行う                           |
| JOER-TV  | 地上アナログテレビジョン放送（広島本局） | 1959年4月1日 - 2011年7月24日      | 地上アナログ放送終了に伴い停波                       |
| JOER-DTV | 地上デジタルテレビジョン放送             | 2006年10月1日 - 現行              | テレビ・音声多重・文字・データ放送の免許も兼ねている |
| JOER-TAM | 地上アナログ音声多重放送                 | 1980年4月1日 - 2011年7月24日      | 地上アナログ放送終了に伴い停波                       |
| JOEE     | 中波AM放送（三原局）                     | 1968年12月20日 - （廃止時期不明） |                                                      |
| JOEE-TV  | 地上アナログテレビジョン放送（尾道局）   | 1962年4月1日 - 2011年7月24日      | 地上アナログ放送終了に伴い停波                       |
| JOEO     | 中波AM放送（福山局）                     | 1959年2月1日 - 現行               |                                                      |
| JOEW     | 中波AM放送（三次局）                     | 1960年12月20日 - （廃止時期不明） |                                                      |

## 資本構成
企業・団体の名称、個人の肩書は当時のもの。出典：

### 概要（資本構成）
筆頭株主は中国新聞社。中国新聞社の創業家である山本家が個人大株主となっている。中国新聞系が33.3%以上の株式を保有し、株主総会での拒否権を有している。一方、キー局のTBSも、2005年度に毎日新聞社の出資分の株式を取得して保有している。
以下、☆印は中国新聞系（関連会社および創業家一族）。

### 2021年3月31日
| 資本金      | 発行済株式総数 | 株主数 |
| ----------- | -------------- | ------ |
| 3億8250万円 | 76,500株       | 220    |

| 株主                      | 株式数  | 比率  |
| ------------------------- | ------- | ----- |
| ☆中国新聞社               | 7,640株 | 9.99% |
| ☆中国新聞情報文化センター | 7,630株 | 9.97% |
| ☆中国文化企画センター     | 7,620株 | 9.96% |
| フジタ                    | 5,564株 | 7.27% |
| TBSホールディングス       | 4,628株 | 6.04% |
| 個人                      | 4,550株 | 5.95% |
| 広島銀行                  | 3,825株 | 5.00% |

## 沿革

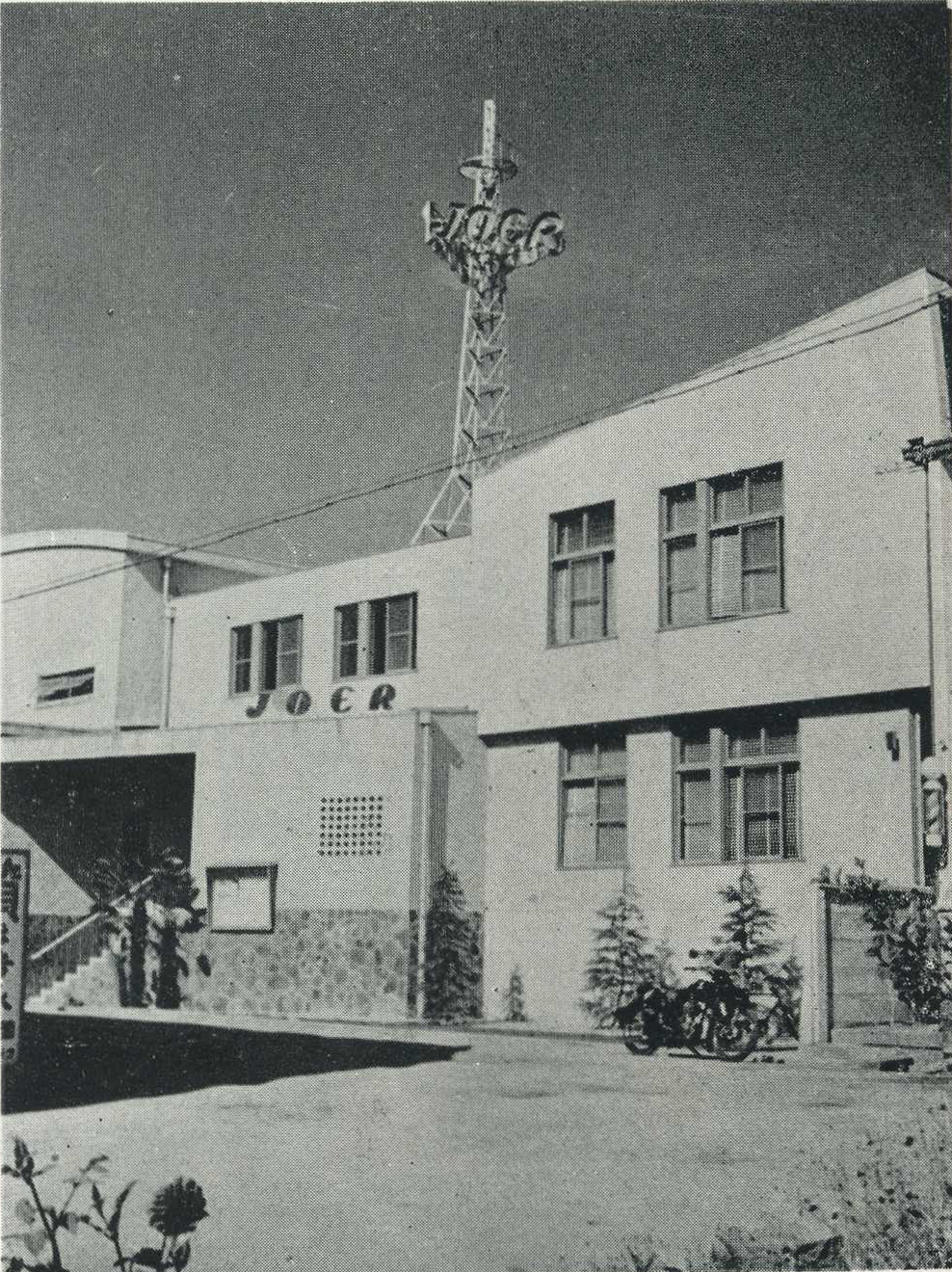
開局直後のラジオ中国

2021年（令和3年）末まで使用されたロゴ

### 1950年代まで
- 1951年（昭和26年）4月21日 電波監理委員会からラジオ放送の予備免許を取得（コールサイン：JOER、周波数：1260kc、出力：1kW）[注 3][23]。
- 1952年（昭和27年）
  - 5月7日　広島放送株式会社を設立[2][注 4][23]。
  - 8月8日　株式会社ラジオ中国に改称[2][23]。
  - 9月17日 送信所の放送機器据付工事を完了、試験電波を発射[23]。
  - 9月26日 ラジオ放送の本免許を取得、サービス放送を開始[23]。当初のスタジオおよび主調整室は、当時の中国新聞社社屋の屋上に8畳ほどの広さの小屋が仮設され、翌年に放送会館が完成するまでの間1年ほど使用された[24]。
  - 9月27日 開局祝賀公開録音大会を、広島市児童文化会館で開催[23]。
  - 10月1日　ラジオ中国（Radio Chugoku Company、略称RCC）として全国16番目に開局。この日の午前6時30分、ラジオ本放送を開始[10]。
    - 当初放送時間は原則、放送開始が6時30分、放送終了が23時だった。しかし開局のこの日は第25回衆議院議員総選挙があり、臨時として早くも終夜放送を行った[23]（後述の通りレギュラーでの終夜放送開始は18年後の1970年（昭和45年）10月から）。

  - 10月5日 開局後初めて広島カープ（現：広島東洋カープ）の公式戦（対大洋ホエールズ〔現：横浜DeNAベイスターズ〕戦、広島県総合グランド野球場）を中継する[23]。
- 1953年（昭和28年）
  - 2月5日 中国駅伝競走大会のラジオでの初の実況中継放送を行う[23]。
  - 3月23日 ラジオの1日の放送時間をこの日から1時間延長し、原則、放送開始が6時、放送終了が23時30分となる[23]。
  - 6月23日 ラジオ中国放送合唱団を発足。当初団員は20名だった[23]。
  - 7月15日 13回連続のラジオドラマ『ピカドン物語』放送開始[23]。
  - 8月1日 ラジオ周波数を1240kcに変更[23]。
  - 8月6日 広島平和記念式典の初のラジオ中継を行う（この年は第8回）[23]。
  - 9月27日 開業（開局）1周年記念『RCCフェスティバル』を、広島市児童文化会館で開催[23]。
  - 10月1日 開局1周年
    - 「ラジオ中国の歌」を制定（作詞：内田一郎、作曲：芥川也寸志）[23]。
    - ラジオ中国放送劇団を結成[23]。

  - 11月10日 放送会館が完成（住所：広島市上柳町68）。この日から、同会館での放送業務を開始[23]。
  - 12月6日 第1回中国こども音楽会を、中国新聞社と共同で主催[23]。
  - 12月25日 ラジオ中国放送楽団が発足[23]。
- 1954年（昭和29年）
  - 1月1日 瀬戸内海4局共同制作によるラジオ新春特集番組『初春唄の旅』を放送[23]。
  - 3月1日 精工舎の時報用時計を設置、ラジオでの時報放送を開始[23]。
  - 4月1日 南海放送、大分放送との3局共同制作ラジオ番組『内海連絡船』放送開始[23]。
  - 4月20日 アナログ・テレビ放送局免許申請[23]。
  - 4月21日 民放大会番組コンクールで、『サンデーコーラス ロシア民謡集』が連盟奨励賞を受賞[23]。
  - 6月1日 ハワイのワイルク放送局と交歓放送を始める[23]。
  - 8月6日 「第9回広島平和式典」を、ラジオで全国ネット中継を行う[23]。
  - 9月22日 開業（開局）2周年記念『皆さまの放送大会』を、広島市児童文化会館で開催[23]。
- 1955年（昭和30年）
  - 3月1日 完成した広島市公会堂に放送設備を設置[23]。
  - 4月7日 郷土人の作詞作曲の歌を紹介する音楽ラジオ番組『広島スーベニヤ』放送開始[23]。
  - 8月6日 「第1回原水爆禁止世界大会」を、広島市公会堂からラジオ中継[23]。
  - 9月23日～25日 開業（開局）3周年記念『みなさまの放送大会』を、広島市児童文化会館で開催[25]。
  - 12月31日 民放ラジオネットワーク番組『ゆく年くる年』にて、厳島神社から中継を行う[25]。
- 1956年（昭和31年）
  - 2月5日 超短波(VHF)移動無線装置を設置。この日放送の中国駅伝中継に使用[25]。
  - 4月21日 民放大会番組コンクールにて、郷土番組の部で『倉橋島』が会長賞を、洋楽番組の部で『未来にまで唄う歌』連盟賞をそれぞれ受賞[25]。
  - 7月1日 ラジオ中国放送要項を制定[25]。
  - 9月5日 本社社屋増築工事が落成[25]。
  - 10月1日 ラジオの放送出力を3kWに増力[注 5][25]。
  - 11月1日 ラジオの1日の放送時間を1時間延長、放送終了を24時とする[25]。
- 1957年（昭和32年）
  - 4月21日 民放大会番組コンクールの児童番組の部で『こどもクラブ・仲よしコーラス』が連盟会長賞受賞[25]。
  - 5月5日 川崎球場から、プロ野球公式戦「大洋ホエールズ 対 広島カープ」のラジオ実況中継を、自社スタッフによる自主制作で行う[25]。
  - 7月1日
    - ラジオの1日の放送開始時刻を繰り上げ、午前5時30分とする[25]。
    - 社外モニター制を実施[25]。

  - 8月6日 市場幸介作曲・指揮による、原爆がテーマの交響組曲「広島1957年」を放送（演奏：ラジオ中国放送管弦楽団、同放送合唱団、同放送効果団）[25]。
  - 10月1～3日 開業（開局）5周年記念『皆様の放送大会』を、広島市公会堂で開催[25]。
  - 10月22日 アナログ・テレビ放送の予備免許を取得[25]。
- 1958年（昭和33年）
  - 2月27日 郵政省にFM放送開設の免許を申請[25]。
  - 7月24日 ラジオ福山放送局の予備免許を取得（周波数：1060kc、出力：100W）[25]。
  - 7月29日 広島市民球場で開催されたプロ野球オールスター戦の模様を、ラジオで全国中継[25]。
  - 8月6日 原爆ラジオ特別番組、3元中継『平和への道』を放送。広島市公会堂の原水爆禁止大会会場、平和行進を行っている神奈川県江の島、スタジオを結ぶ3元中継による番組[25]。
  - 11月25日 月刊PR紙「ラジオ中国ニュース」を発行開始[25]。
  - 12月20日 自社で建設していた、テレビ送信所として建設予定の黄金山山頂への道路が完成、広島市へ寄贈する[25]。
- 1959年（昭和34年）
  - 2月1日 ラジオの福山放送局が開局する[13]（コールサイン:JOEO 周波数：1060kc 出力：100W。その後1960年（昭和35年）12月20日に三次中継局、1968年（昭和43年）12月20日に三原中継局が開局している）。
  - 2月26日 本社と東京支局間の打ち合わせ専用線が開通[26]。
  - 3月13日 アナログ・テレビの試験、サービス放送を開始（コールサイン：JOER-TV、アナログ：4ch、映像出力：5kW、音声出力：1.25kW）[26]。当初マスター（東芝製）は黄金山送信所内に置かれた[27]。
  - 3月17日 初のテレビ自主制作番組（第1号）『日立コンサート』を、広島市公会堂から放送[28]。
  - 4月1日 アナログ・テレビ放送開局、本放送開始[11]（NHK大阪教育テレビジョン・札幌テレビ・東北放送・北日本放送・四国放送・高知放送・熊本放送・南日本放送と同日）。
    - 開局当初はオープンネットで、ラジオ東京テレビ（KRT・現在のTBSテレビ）・日本テレビ・フジテレビ・日本教育テレビ（NET・現在のテレビ朝日）の番組から任意の番組をネットして番組を編成していた。
    - 開局したこの日、導入したテレビ中継車（東芝製）[27]を使い、自社初のテレビ野球中継、プロ野球オープン戦「広島 対 西鉄」を、広島市民球場から放送[26]。

  - 4月10日 ラジオ東京（KRT）テレビ制作の皇太子明仁親王（後の明仁上皇）結婚特番（成婚パレード）を放送。
  - 4月30日 この月行われた広島市長選で帰り咲き当選を果たした浜井信三を迎え、初のテレビ報道番組『新市長にきく』を放送[26]。
  - 5月22日 放送番組審議会を設置（12委員で構成）[26]。
  - 7月21日 広島市金座街で街頭録音「原水爆禁止世界大会に望む」を実施、4日後の25日にラジオ放送[26]。
  - 8月1日 この日発足したJNN（Japan News Network）に加盟。KRTテレビ（翌1960年11月29日からTBSテレビ）系列としての第1歩を記す。
  - 8月6日 原爆死没者慰霊式・平和式典をこの年からテレビ・ラジオの双方で中継[26]。
  - 9月23日 八海事件第一次差し戻し審判決を、広島高等裁判所から全国へテレビ放送[26]。
  - 10月1日 ラジオ本局の放送出力を10kWに増力[26]。
  - 10月31日 ラジオワイド番組『広島ダイアル』放送開始[26]。
  - 11月8日 プロ野球東西対抗戦を、広島市民球場からテレビ中継[26]。
  - 12月31日 年末年始のテレビ番組『ゆく年くる年』にて、広島平和記念聖堂のミサを全国中継[26]。

### 1960年代
- 1960年（昭和35年）
  - 2月25日 東京支社にラジオスタジオが完成[26]。
  - 4月1日 呉アナログ・テレビ中継局が開局（VHF9ch）[11]。
  - 4月5日 ラジオ広島親局の周波数を1370kcに変更[26]。
  - 5月3日 ラジオのプロ野球ナイター中継を開始[26]。
  - 7月22～29日 「全国高等学校野球選手権大会」（通称:夏の甲子園）の広島県予選大会をラジオ中継[26]。
  - 10月3日 テレビ教育放送を開始（日曜日・祝日等を除く）[26]。
  - 12月1日 広島のアナログ・テレビ局(JOER-TV)の映像出力を10kW、音声出力を2.5kWに増力[11]。
  - 12月20日 三次ラジオ中継局が開局（周波数：1560kc 出力：100W 開局時は中継局の為、コールサインはなし。）[14]。
- 1961年（昭和36年）
  - 4月21日 民放大会番組コンクール ラジオ報道社会番組の部で、録音構成『青い服の詩』が連盟奨励賞を受賞[26]。
  - 8月30日 ラジオ、広島放送局(JOER)の送信所を広島市南観音町から佐伯郡廿日市町（現廿日市市）に移転[26]。
  - 10月15日 A5サイズの月刊PR誌「放送RCC」発刊[26]。
  - 10月19日 現在も使用している基町放送会館での業務を開始[26]。
  - 10月24日 2インチVTRを設置[26]。
  - 11月3日 自社制作初のテレビスタジオ番組『RCCへの招待』放送[26]。
  - 12月18日 ラジオ、広島放送局(JOER)の廿日市送信所が、完全無人化による運用を開始[26]。
- 1962年（昭和37年）
  - 2月26日 教育放送運営委員会を発足[29]。
  - 3月15日
    - 機構改革を実施。企画調査室を新設[29]。
    - 自社テレビ番組『婦人ニュース』放送開始[29]。

  - 4月1日 尾道アナログ・テレビ放送局が開局（コールサイン：JOEE-TV、アナログ：10ch、映像出力：1kW、音声出力：0.25kW）[12]。
  - 4月10日 自社テレビ番組『テレビホール』放送開始[29]。
  - 4月13日 広島県議会にて、当時の大原博夫知事による「大判小判事件」と呼ばれるスキャンダルが表面化したことで、それをめぐるテレビ番組『広島県政に望む』を放送[29]。
  - 5月1日 三次アナログ・テレビ中継局が開局（VHF9ch）[12]。
  - 5月10日 自社テレビ番組『RCCシネサロン』放送開始[29]。
  - 6月16日 自社テレビ料理番組『料理コーナー』放送開始[29]。
  - 8月6日 自社制作初のテレビドラマ番組『地表』を放送（作：藤本義一、出演：毛利菊枝、露口茂ほか）[29]。
  - 9月1日 広島テレビ（HTV）開局により、日本テレビ・フジテレビ制作番組の大半、日本教育テレビ（NET・現在のテレビ朝日）制作の番組の一部が同局に移行。これにより、テレビのネット番組のほとんどがTBS系列となる。
  - 10月1日 ラジオ、広島親局の周波数をの周波数を1350kcに変更[29]。
  - 10月3日 自社テレビ番組『ホームコーナー』放送開始[29]。
  - 10月12日 三次市南畑敷町に「三次放送局事務所」を開設[29]。
  - 11月17日 自社制作で初の芸術祭参加のテレビ番組『夢女』を放送[29]。
- 1963年（昭和38年）
  - 2月27日 開局10周年記念事業として、広島県内の学校・諸施設へテレビ140台を寄贈[29]。
  - 4月21日 民放大会番組コンクール 邦楽番組の部で、『組曲・瀬戸内』が銀賞を受賞[29]。
  - 5月1日 三次市に駐在員を配置、報道・営業活動を始める[29]。
  - 7月26日 プロ野球オールスター戦を、広島市民球場からテレビで独占中継[29]。
  - 8月6日 原爆の日のテレビ特別番組として、広島 - アウシュビッツ巡礼団の記録を描いた『平和の道5万キロ』を放送[29]。
  - 8月7日 広島市提供のテレビ広報番組『市民とともに』放送開始[29]。
  - 8月29日 自社制作のテレビドラマ『みかん』を全国放送（作：田中澄江、出演：南美江 ほか）[29]。
  - 9月4日 ニュース用のファクシミリ（FAX）を設置、運用開始[29]。
  - 11月5日 社内機構改革を実施。企画局、ラジオ局、テレビ局を新設。企画調査室、営業局、編成局を廃止[29]。
- 1964年（昭和39年）
  - 3月14日 テレビ、広島局の黄金山送信所（JOER-TV）が完全自動化される[29]。
  - 4月4日 自社制作のテレビ番組『女性サロン』放送開始[29]。
  - 4月21日 民放大会番組コンクールで、以下の6番組が受賞[30]。
    - 会長賞:『三原猿騒動始末記』、『小中学生作文コンクール・エンピツさんマイクさん』、「原水禁運動の系統的取材報道並びに番組制作」（以上ラジオ）
    - 連盟賞:『管弦楽と人声のための作品・ひろしま』（ラジオ）、『ひき裂かれたヒロシマ～18年目の素顔』、『ふるさと発見～芸北1』（以上テレビ）

  - 6月22日 東京支社が中央区銀座東7丁目に移転[30]。
  - 7月1日 福山アナログ・テレビ中継局開局（VHF7ch）[31]。
  - 8月6日 自局で同時ネット放送している（放送当時）NETのテレビ番組『木島則夫モーニングショー』にて、原爆記念日の模様を平和公園から同番組を通じて全国中継[30]。
  - 9月5日 教育放送協力校16校にテレビ受像機を寄贈[30]。
  - 10月1日 初のUHFアナログ・テレビ中継局、府中アナログ・テレビ中継局が開局（UHF59ch）[32]。
  - 10月15日 国鉄（当時）山陽線（国有鉄道線路名称）電化完成に伴い、自社制作のテレビ番組『山陽線物語』を放送[30]。
- 1965年（昭和40年）
  - 2月1日 カープキャンプだより「日南だより」が、この年からスタート（ラジオ・テレビ）[30]。
  - 2月14日 第1回RCC教育放送研究大会を、安芸群府中町で開催[30]。
  - 4月1日 竹原アナログ・テレビ中継局が開局（UHF59ch）[33]。
  - 4月21日 民放大会番組コンクールの番組活動賞揚部門で、自社の児童合唱団の活動「仲よしコーラス」が連盟会長賞を受賞[30]。
  - 5月2日 JRN（Japan Radio Network）発足・加盟。
  - 5月3日
    - NRN（National Radio Network）発足・加盟。
    - この日から、JRNとNRNのラジオ・ラインネットワークの番組を開始[30]。

  - 8月7日 広島県立屋内プールが完成、同プール開きをテレビ中継[30]。
  - 8月25日 第1回広島県学童水泳教室を開催。テレビ中継も行う[30]。
  - 8月30日 八海事件第二次差し戻し審判決を全国中継[30]。
  - 9月6日 自社初の海外取材班を米へ派遣[30]。
  - 10月1日 三次ラジオ中継局の周波数が、1500kcに変更[30]。
  - 10月5日 社内機構改革を実施。役員室、文化局を新設。企画局を廃止。福山放送局を支社に昇格[30]。
  - 11月3日 自社制作のローカルテレビ番組『六時だ!クイズだ!』放送開始[30]。
  - 11月19日 第8回全国高校ラジオ作品コンクールで、自社提出の広島養護学校高等部制作『おかあさん』が最優秀賞を受賞[30]。
  - 11月25日 三原アナログ・テレビ中継局が開局（UHF49ch）[33]。
  - 12月1日 広島駅の三代目としての民衆駅が完成。記念テレビ中継番組『民衆駅誕生』を放送[30]。
  - 12月4日 3カ月前に自社で初めて米に送り込んだ海外取材班による自社制作テレビ番組『アメリカの土』放送開始（連続13回）[30]。
  - 12月20日 竹原アナログ・テレビ中継局が開局（UHF59ch）[33]。
  - 12月23日 油木アナログ・テレビ中継局が開局（UHF59ch）[33]。
  - 12月24日 東城アナログ・テレビ中継局が開局（VHF10ch）[33]。
  - 12月25日 因島アナログ・テレビ中継局が開局（UHF50ch）[33]。
- 1966年（昭和41年）
  - 3月20日 カラーテレビ放送開始[34]。
  - 4月1日 大柿アナログ・テレビ中継局が開局（UHF49ch）[35]。
  - 4月4日 主婦向けのラジオワイド番組『奥様午前10時です』放送開始[36]。
  - 4月21日 民放大会番組コンクールのテレビ報道活動部門で、「八海事件を通じての裁判制度に対する報道キャンペーン」が連盟会長賞を受賞[36]。
  - 4月25日 加計アナログ・テレビ中継局が開局（VHF5ch）[35]。
  - 5月25日 吉田アナログ・テレビ中継局が開局（UHF58ch）[35]。
  - 7月14日 ラジオ番組『録音風物誌』（地方民間放送共同制作協議会（通称:火曜会）の番組）のコンクールで、自社制作の『牛蛙の挽歌』が銀賞を受賞[36]。
  - 7月15日 社内機構改革を実施。審議室を新設。役員室を廃止[36]。
  - 8月10日 呉事務所を開設[36]。
  - 10月3日 野球解説者 石本秀一によるラジオ番組『野球今昔』放送開始[36]。
  - 10月20日 東芝アンペックス社製のハイバンドカラーVTR VR-2000を導入、稼働開始[34]。
  - 11月5日 西条テレビ中継局が開局（VHF9ch）[37]。
  - 11月22日 世羅・甲山アナログ・テレビ中継局が開局（UHF57ch）[37]。
  - 12月20日 西城・庄原アナログ・テレビ中継局が開局（VHF10ch）[37]。
  - 12月22日 米RCA社製のテレシネ用カラービディコンカメラ（品番：TK-27）を設置[36]。
- 1967年（昭和42年）
  - 3月11日 ステーンベック社製の高速フィルム編集機（品番:ST600W）を設置[36]。
  - 4月1日 商号を株式会社中国放送に改称[36]。ラテ兼営局で正式社名に“ラジオ”を付けていた最後の局。
  - 4月2日 開局15周年記念の自社制作のテレビ番組『瀬戸内海』が放送開始。地域・歴史文化・観光・開発の各編を1年間に渡り放送[36]。
  - 4月15日 呉アナログ・テレビ中継局の出力が74Wに増力、運用開始[38]。
  - 4月21日 民放大会番組コンクールのラジオ社会教養部門で、「このねがいを若人に」が銅賞を受賞[36]。
  - 5月1日 自社ラジオ番組で、広島市長を歴任した浜井信三が語る回顧録のラジオ番組『ヒロシマ22年』放送開始（連続108回）[36]。
  - 5月25日 上下アナログ・テレビ中継局が開局（VHF10ch）[37]。
  - 8月5日 原爆ドームの修復工事の完工式を、TBS系・朝日放送発[注 6]の全国テレビ番組『ポーラ婦人ニュース』で全国にテレビ中継する[36]。
  - 9月10日 カラー用フィルムプロジェクターを新設[36]。
  - 10月1日 自社初のカラーフィルムによるテレビ番組『瀬戸内海・観光編シリーズ』が放送開始[39]。
  - 10月8日 自社の報道記者が、当時の佐藤栄作首相の東南アジア5カ国訪問の取材記者の一員として同行する[40]。
  - 年内 「RCC15年のあゆみ 1952-1967」を発行（中国放送・編、32ページ）[41]。
- 1968年（昭和43年）
  - 2月11日 自社のテレビ番組『瀬戸内海・宮島』が、米ハワイのテレビ局、KIKUにて放送される[40]。
  - 2月29日 報道用の小型モノクロテレビ中継車を装備[40]。
  - 3月3日 尾道大橋の開通式を、自社のテレビ番組『瀬戸内海』にてテレビ中継[40]。
  - 3月25日 日本コロムビア製の自動テレビスポット編集装置を新設[40]。
  - 4月1日
    - パーソナリティによる自社のラジオ情報番組『RCCモーニングダイアル』放送開始[40]。
    - 黒瀬アナログ・テレビ中継局が開局（UHF46ch）[42]。

  - 4月20日 幻のフィルムと言われた、原爆被災記録映画『広島・長崎における原爆の影響』をテレビで初公開[40]。
  - 5月4日
    - 自社制作のテレビワイドショー番組『3時です、土曜日です』放送開始[40]。
    - 番組制作の取材為、自社の職員3人をソ連（ボルゴグラード）に派遣[40]。

  - 5月10日 白木アナログ・テレビ中継局（UHF57ch）と向原アナログ・テレビ中継局（UHF48ch）が共に開局[42]。
  - 5月27日 福山支社が市内延広町1丁目に移転。同支社内にスタジオと現像室を設置[40]。
  - 5月30日 番組制作の取材為、自社のカメラマン2人を米ハワイに派遣[40]。
  - 6月14日 昭和42年度の民放連盟賞にて、自社の「広島県の民謡」事業が金賞を受賞[40]。
  - 7月10日 ラジオにて、原爆犠牲者の身元不明者の遺族探しのキャンペーンを行う[40]。
  - 7月13日 ラジオ番組『録音風物誌』のコンクールで、自社制作の『ある日の小牛市から』が金賞を受賞[40]。
  - 7月16日 広島大学の学術調査隊の台湾での調査に、自社の報道部員2人を同行取材として派遣[40]。
  - 7月20日 5月に自社の職員がソ連に行って取材した自社制作テレビ番組の第1弾『こんにちはボルゴグラード』を放送。同年8月6日には同第2弾『ひろしま・ボルゴグラード』を放送[40]。
  - 8月3日 中国・四国地方の放送局では初めて、カラーフィルム現像装置を設置[40]。
  - 8月9日 5月に自社のカメラマンが米ハワイに行って取材した自社制作テレビ番組『観てきたハワイ』放送開始（全3回）[40]。
  - 9月20日 テレビ・ラジオ共用の自動番組送出装置（APC）として、東芝製のAPC463-TOSBAC3300を新設する[40]。
  - 9月23日・10月10日 7月に自社の職員が台湾に行った際に取材した自社制作テレビ番組『素顔の台湾』を両日の2回シリーズで放送[40]。
  - 9月30日 メキシコオリンピックの民放ラジオ共同取材班の一員として、自社の職員1人をメキシコに派遣[40]。
  - 10月11日 社内機構改革を実施。報道局、放送実施局、技術本部を新設。技術局を廃止[40]。
  - 10月18日 牛田アナログ・テレビ中継局（VHF 9ch）が開局[42]。
  - 11月28日 第1回RCC視聴者懇談会を、福山市で開催[40]。
  - 12月1日 吉舎アナログ・テレビ中継局（VHF 10ch）が開局[42]。
  - 12月20日 ラジオの三原中継局が開局する（周波数：720kc 出力：100W 開局時は中継局の為、コールサインはなし。）[43]。
- 1969年（昭和44年）
  - 2月15日 大門アナログ・テレビ中継局が開局（UHF59ch）[44]。
  - 3月26日 テレビのステーションブレイクをカラー化[45]。
  - 4月1日 鞆アナログ・テレビ中継局が開局（UHF41ch）[44]。
  - 4月10日 テレビローカルニュースを全面カラー化[45]。
  - 5月12日 ラジオにて、「原爆犠牲者たずね人」キャンペーンを行う（同年10月30日まで）[45]。
  - 8月6日 「幻の映画は語る－原爆映画ノーカット運動」を通じて、文部省（当時）がカットした部分をスライドにてテレビ公開する[45]。
  - 8月17日 機動隊による広島大学封鎖解除を、翌18日までテレビ中継[45]。
  - 8月22日 テレビ、当時ソ連のモスクワ放送から寄贈された同局制作の番組『ヒロシマ』を特別放送[45]。
  - 8月23日 ラジオ、モスクワ放送から寄贈された同局制作の番組『音楽だより』を特別放送[45]。
  - 8月29日 第12回録音風物誌コンクールで、『無縁仏のつぶやき』が銀賞を受賞[45]。
  - 8月31日 テレビ、ローカル番組『討論・紛争は収拾できるか』を、坂田道太文部大臣（当時）と飯島宗一広島大学学長（当時）が出演して放送[45]。
  - 10月6日 ラジオ、被爆後の歴史を被団協の森滝市郎理事長（当時）が語るローカル番組『ヒロシマ25年』放送開始（全421回）[45]。
  - 10月11日 ラジオ、毎週土曜日の3時間半の生ワイドラジオ番組『サタデー』放送開始[45]。
  - 11月1日
    - 大朝アナログ・テレビ中継局が開局（UHF46ch）。自社のUHFサテライト局では初の全固体化装置導入、バッテリーを結合して高効率かつ安定な無停電放送設備をこの局で自社で初めて実用化した[44]。
    - 岩国通信部を開設[45]。
    - JNN連絡用ファックス受信装置を設置[45]。

  - 11月28日 三原中之町アナログ・テレビ中継局が開局（UHF57ch）[注 7][44]。

### 1970年代
- 1970年（昭和45年）
  - 1月2日 自社のラジオ番組『広島県の民謡』が、米ロサンゼルス市のホームキャスト放送局で放送開始[45]。
  - 2月3日 広島市の本社と東京・福山・岩国・呉間の各拠点に、カラー写真電送装置を設置[45]。
  - 3月18日 幻の原爆映画『広島・長崎 1945年夏』を、TBS系のニュース番組『JNNニュースデスク』にて全国放送[45]。
  - 3月20日 仁方アナログ・テレビ中継局が開局（UHF46ch）[44]。
  - 3月30日 テレビ、広島・福山のブロック別放送設備が完成・運用開始[45]。
  - 3月 東芝製のカラーテレビ中継車を導入[46]。
  - 4月15日
    - この日のプロ野球セ・リーグ公式戦「広島 対 巨人」戦にて、自社初のカラーによるナイター中継を行う[47]。
    - 自社のラジオ「大久野島毒ガス障害者問題をめぐる放送」が、1969年度民放連盟賞の金賞を受賞[47]。

  - 4月22日 倉橋アナログ・テレビ中継局が開局（UHF59ch）[48]。
  - 5月1日 テレビの自社制作番組が全てカラー放送となる[47]。
  - 5月4日 広島県知事選挙の「政見放送」を、テレビにて初めて実施（ラジオは前月の26日に実施）[注 8][47]。
  - 5月7日 原爆関係のラジオ番組制作に対して、第7回放送批評家賞（ギャラクシー賞）を受賞[47][49]。
  - 5月9日 本社の増築工事が完成[47]。
  - 6月28日 テレビにて、米軍撮影の原爆カラー映画を放送[47]。
  - 7月19日 プロ野球オールスター戦を、広島市民球場から、テレビ・ラジオで中継[47]。
  - 7月27日 テレビで、自社制作番組『ヒロシマとの対話』放送開始。1959年のノーベル平和賞受賞者であるフィリップ・ノエル＝ベーカー[50]を始め、世界の知識人16人へのフィルム・インタビューを放送[47]。
  - 8月6日 広島市民が作った原爆記録映画『ヒロシマ・原爆の記録』をテレビ初放映[47]。
  - 8月15日 大久野島毒ガス、過疎、原爆に関するラジオでの一連の報道で、「ラジオ特集班」が昭和45年度の日本ジャーナリスト会議賞を受賞[47]。
  - 9月15日 機構改革を実施。社長室、職員局、経理局、技術局、ラジオ本部を新設。審議室、総務局、ラジオ局、技術本部を廃止[47]。
  - 10月2日
    - 瀬野川アナログ・テレビ中継局が開局（UHF41ch）[48]。
    - 瀬野アナログ・テレビ中継局が開局（UHF57ch）[48]。

  - 10月3日 テレビ、自社を含む瀬戸内6局ネットの広域圏ワイド番組『ワイドサタデー』放送開始[47]。
  - 10月5日 『オールナイトニッポン』のネットを始め、ラジオの終夜放送を開始（当時は第1部・第2部とも放送）[47]。
  - 11月1日 河内アナログ・テレビ中継局が開局（UHF43ch）[51]。
  - 11月10日 左東アナログ・テレビ中継局が開局（UHF57ch）[51]。
  - 12月1日 広島ホームテレビ（UHT→HOME）開局によりNETテレビ制作の番組の大半、一部残っていた日本テレビ・フジテレビの番組が同局に移行。
  - 12月6日 「ヒロシマ会議」開催にちなみ、テレビの自社制作番組『現代における平和への条件』を放送（フィリップ・ノエル＝ベーカーらが出演）[47]。
  - 12月16日 八千代アナログ・テレビ中継局が開局（UHF50ch）[51]。
  - 12月18日 庄原アナログ・テレビ中継局が開局（UHF43ch）[51]。
  - 12月22日 佐伯アナログ・テレビ中継局が開局（UHF55ch）[51]。
- 1971年（昭和46年）
  - 1月8日 テレビ、自社制作の報道特集番組『シビルミニマム・公害点検』放送開始（全13回）[47]。
  - 1月24日 ビデオリサーチ社による初のテレビ視聴率調査が開始[47]。
  - 4月12日 自社制作のテレビ番組では初の生放送による平日帯番組『家庭ジャーナル』放送開始[52]。
  - 4月16日 天皇・皇后両陛下の原爆慰霊碑参拝の模様を、テレビ・ラジオで全国中継[52]。
  - 4月26日 ニュース専用のカラーテレビスタジオを新設、運用を開始[52]。
  - 5月26日 民放連記録保存所中国放送支所を設ける[52]。
  - 10月1日 小奴可アナログ・テレビ中継局が開局（UHF45ch）[53]。
  - 10月13日 自社制作のテレビ番組『シビルミニマム・公害点検』が、1971年民放連盟賞金賞を受賞[52]。
  - 11月12日 南加計アナログ・テレビ中継局が開局（UHF25ch）[53]
  - 12月1日 機構改革を実施。企画室を新設する[52]。
  - 12月15日 ラジオ本局（JOER）の放送出力を20kWに増力[52]。
- 1972年（昭和47年）
  - 4月3日 当時のアナウンス部長・村岡芳行が、TBS系の深夜のニュース番組『JNNニュースデスク』の毎週月～水担当として出演する（1973年3月末まで）[52]。
  - 4月9日 『日本サッカーリーグ試合「東洋 対 鋼管」戦』をテレビ中継。これを機に、東洋の同ホームゲームを全部中継する様になる[52]。
  - 5月19日 自社制作のテレビ報道番組『広域合併を考えるシリーズ』が放送開始[52]。
  - 6月15日 戸河内アナログ・テレビ中継局が開局（UHF55ch）[53]。
  - 6月24日 創立20周年記念として、TBSのテレビ番組『8時だョ!全員集合』の公開生放送を、同番組では初めて広島から全国ネットで生放送[28]。
  - 9月2日 創立20周年記念テレビ特別番組として、『ひろしま総点検』が放送開始（連続13回）[52]。
  - 10月1日 「RCC20年のあゆみ」を発行（中国放送・編、72ページ）[54]。
- 1975年（昭和50年）3月31日　関西地区のネットチェンジに伴い、朝日放送テレビ制作番組の大半が広島ホームテレビへ移行（ただし、一部の番組はテレビ新広島（TSS）開局まで引続きRCCで放送）、毎日放送制作番組が同局および広島テレビから移行し、既にRCCで放送されていた番組と併せて1本化される。
- 1976年（昭和51年）3月29日　広島地区初の夕方のローカルニュース番組『RCCニュース6』放送開始。

### 1980年代
- 1980年（昭和55年）4月1日 アナログ・テレビの音声多重放送開始。
- 1983年（昭和58年）3月「RCC30年のあゆみ」を発行（「RCC30年のあゆみ」編集委員会・編集、83ページ）。

### 1990年代
- 1990年（平成2年）1月 CI導入により「中国放送」の和文ロゴを略称ロゴに準じたデザインの斜体から、太ゴシック体の上側を丸く加工したデザインに変更し、社章も丸の中に手書き文字風の「RCC」を斜めに配置したデザインからグレーの「RCC」の略称ロゴをベースにマゼンタとブルーの横長の長方形で挟んだデザインに変更した（2021年（令和3年）12月末までの社旗・デジタルテレビの局アイコンはこのデザイン）。一方「RCC」の略称ロゴは大きく変わらなかったが、角丸をなくすなど微調整して文字間隔を狭めたものになった[55]。
- 1991年（平成3年）10月7日 福山支社（当時）が制作し、ラジオの福山・府中・三原各中継局だけで放送する朝のワイド番組『BINGO LIVE STATION 小川久志のきょうもいい朝』放送開始。この時から平日 9:00 - 10:55について備後地区と広島・備北地区は別編成となる（その後土曜日午後にも別編成の時間が設けられたが2001年（平成13年）3月末をもって解消）。
- 1992年（平成4年）10月1日 開局40周年のこの日を期してラジオの広島本局のAMステレオ放送開始。
- 1993年（平成5年）4月1日 『中国新聞文字ニュース』をフィラーとして流すことでテレビの終夜放送を開始（2005年（平成17年）4月からは『TBSニュースバード』（現在の「TBS NEWS」）に切り替え）。
- 1994年（平成6年）10月2日 - 10月16日 第12回アジア競技大会広島をTBSテレビ主導の共同制作で民放独占中継し、系列局にもネットした[56]。
- 1995年（平成7年）9月26日 福山支社を福山放送局に改称。
- 1998年（平成10年）2月2日 この日から専用郵便番号（730-8504）の使用を開始する。

### 2000年代
- 2001年（平成13年）11月12日 福山放送局が福山市延広町・広総ビルから同市北美台・ラジオ中継所構内に移転する。
- 2002年（平成14年）
  - 3月 ラジオコンセプトに「青春ラジオ・RCC」を採用（2012年（平成24年）まで使用）
  - 10月1日 開局50周年のこの日を期してラジオ本局の送信所を廿日市市から江田島市沖美町（当時は佐伯郡沖美町）に移転。
  - 10月 「中国放送の50年 その時、いつもそばにいた」を発行（中国放送50年史編さん委員会・編、408ページ）。
- 2004年（平成16年）8月1日 この日をもって基町クレドスタジオ廃止。同時にラジオの公開生放送番組がなくなる。
- 2006年（平成18年）
  - テレビ用ロゴと、ラジオ用ロゴを制定（2012年（平成24年）まで使用）
  - 局キャラクター「ツキぐま☆3兄弟」を使用開始
  - 1月17日 テレビ放送に於いて、「セントラルキャスティング方式」による愛媛県のあいテレビと共通の番組配信センター（統合マスター）の火入れ式を実施。CoBOS（コボス、Collaborated Broadcasting Operation Systemの略）と呼称する。APCとCMバンクは東芝製、番組サーバーはソニー製、営放システムはNEC製であった[57]。
  - 5月22日  テレビ放送の主調整室（マスター）をCoBOSに切り替え[57]。
  - 6月12日  あいテレビが主調整室（マスター）をCoBOSに切り替え。CoBOSの運用が開始される[57]。
  - 6月23日 この日から10:00 - 19:00に地上デジタル・テレビ放送の試験放送開始。
  - 7月下旬 - 9月3日 10:50 - 14:00、19:00 - 20:54に地上デジタル・テレビ放送のサービス放送実施。
  - 9月4日4:40 地上デジタル・テレビ放送全日サービス放送開始（広島県の中ではもっとも遅かった）。
  - 10月1日 5:15 地上デジタル・テレビの本放送を開始。
- 2008年（平成20年）4月1日 ラジオにおける緊急地震速報の運用を開始（BSSと共に中国地方の民放AMラジオ局では初）。

### 2010年代
- 2011年（平成23年）
  - 3月13日 ラジオの広島本局でのAMステレオ放送終了。
  - 7月20日 広島FMとともに、中国地方の民放ラジオ局では初めてIPサイマルラジオradikoに参加、この日から広島県内を対象に実用化試験配信を開始[58]。
  - 7月24日 正午で地上波アナログ・テレビ放送の一般放送終了。23時59分までに停波。なお、尾道市の備後地区基幹テレビ放送所に割り当てられたJOEE-TVのコールサインは、総務省の取り決めで親局以外の地上デジタル放送はすべてコールサインのない中継局扱いとなることからこの日を以て廃止となり、備後地区基幹テレビ放送所は福山市の中継局へ統合移転した。
- 2012年（平成24年）
  - 1月20日 radikoによる配信を本配信に移行[58]。
  - 4月1日 開局60周年記念ステーションキャッチコピー「広島家族。RCC」の使用を開始。テレビの制作・著作クレジットもこれに変更。
  - 5月 あいテレビとの統合マスター「CoBOS」の解消を決定。
- 2013年（平成25年）
  - 9月29日 CoBOS解消。RCCのテレビマスターは翌日30日より単独運用となる。
- 2014年（平成26年）
  - 4月1日 radikoによる有料配信サービスradiko.jpプレミアムによる日本全国への配信を開始。ただし、radiko.jpプレミアムで配信される番組は『RCCカープナイター/RCCカープデーゲーム中継』と『RadiPrism』に限られる。
  - 8月20日 広島市を中心とする豪雨被害の報道発信のため、radiko.jpプレミアムをエリアフリー化[59]。
    - その後も「広島県や広島東洋カープの情報を全国にお届けする」ことを名目として時限付きでエリア解放している。月・金は7:00 - 23:55、火 - 木は7:00 - 21:50、土は7:00 - 16:00、日は7:00 - 15:00。ただし、カープ戦延長の場合は試合終了まで解放する。

  - 12月22日 広島市周辺の難聴解消を目的としたFM局「FMRCC広島局」の免許申請を行う[60]。
- 2015年（平成27年）
  - 6月22日 「FMRCC広島局」の予備免許を受ける[61]。
  - 9月28日 ラジオのradiko.jpプレミアムで行っていた時間制限を廃止。
  - 12月1日 ラジオのFM補完中継局「FMRCC広島局」の本放送開始（ステレオ放送）[62]。
- 2016年（平成28年）
  - 5月30日 福山市周辺の難聴解消を目的としたFM局「FMRCC福山局」の免許申請を行う[63]。
  - 6月29日 「FMRCC福山局」の予備免許を受ける[64]。
  - 10月1日 FMRCC福山局の本放送開始[62]。
- 2017年（平成29年）
  - 5月 開局65周年。

### 2020年代
- 2020年（令和2年）
  - 3月1日 FMRCC西条局の本放送開始[62]。
  - 3月30日 『ごぜん様さま』と『おひるーな』とつながる番組が、リニューアルされる。
- 2021年（令和3年）
  - 3月2日 広島地区の民放初となる、フル4K HDR中継車（池上通信機製）を導入、運用開始[65]。
  - 4月11日 RCCPLAY!、RCCライブ配信チャンネル、RCC NEWSの3つを「IRAW byRCC」に統合。
- 2022年（令和4年）
  - 1月1日 開局70周年に先立ちCIを導入し、ロゴマークを一新すると共にシンボルマークを導入。
  - 5月 開局70周年。

## ラジオ

### 送信所・中継局

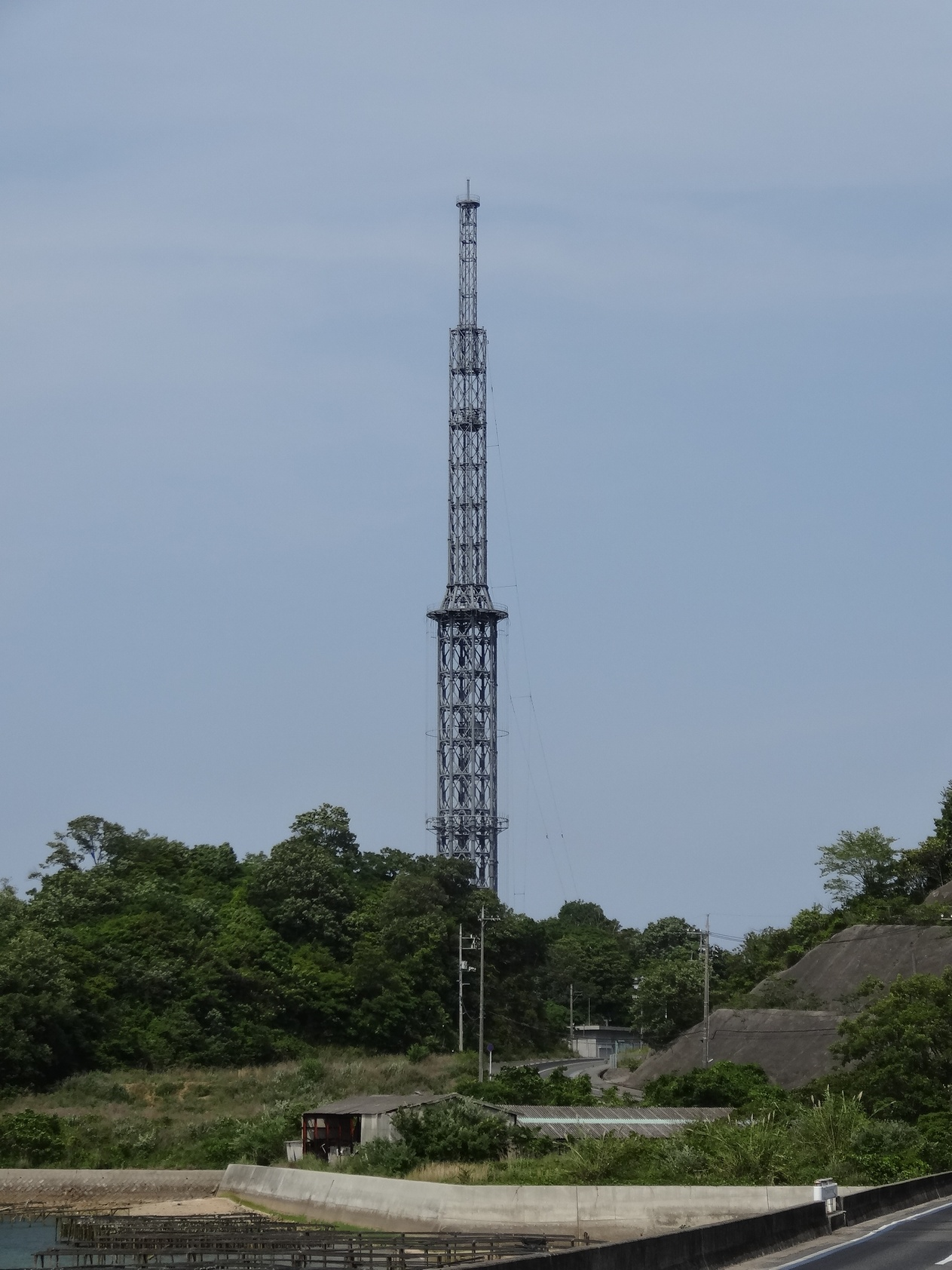
広島本局（江田島市沖美町）

| AM放送                 | AM放送       | AM放送  | AM放送     | AM放送                                                                         |
| 親局                   | 呼出符号     | 周波数  | 空中線電力 | 備考                                                                           |
| ---------------------- | ------------ | ------- | ---------- | ------------------------------------------------------------------------------ |
| 広島                   | JOER         | 1350kHz | 20kW       |                                                                                |
| 中継局                 | 呼出符号     | 周波数  | 空中線電力 | 備考                                                                           |
| 福山                   | JOEO         | 1530kHz | 1kW        |                                                                                |
| 三原                   |              | 1530kHz | 1kW        |                                                                                |
| 府中                   |              | 1530kHz | 100W       |                                                                                |
| 三次                   | JOEW（廃止） | 1458kHz | 100W       |                                                                                |
| 庄原                   |              | 1458kHz | 1kW        |                                                                                |
| 東城                   |              | 1458kHz | 100W       |                                                                                |
| FM放送（FM補完中継局） |              |         |            |                                                                                |
| 中継局                 | 呼出符号     | 周波数  | 空中線電力 | 備考                                                                           |
| 広島                   |              | 94.6MHz | 1kW        | 2015年6月22日予備免許交付、 同年7月8日より試験電波送信、 同年12月1日本放送開始 |
| 福山                   |              | 94.6MHz | 100W       | 2016年6月29日予備免許交付、 2016年10月1日本放送開始。                          |
| 久井                   |              | 94.6MHz | 100W       | 2017年10月1日本放送開始                                                        |
| 三次                   |              | 94.6MHz | 100W       | 2018年9月30日本放送開始                                                        |
| 西条                   |              | 94.6MHz | 100W       | 2020年3月1日本放送開始                                                         |

出典

### 聴取可能地域
広島県全域が放送対象地域になっている。広島本局の出力は中国・四国地方の民放AM局では最大級の20kWであり、近接する山口県、岡山県、島根県、鳥取県、香川県、愛媛県、徳島県西部、福岡県、大分県等の一部地域で直接受信ができる。しかし広島県内において、その地形的要素から、県東部での広島本局波の受信状態は必ずしも良好であるとは言えないため、併せて三原、福山、府中に3局、三次、庄原、東城に3局の中継局を持ち、それぞれ、1530kHz・1458kHzでの同期放送を行い、3波体制により広島県全域をカバーしている。

### ラジオカー

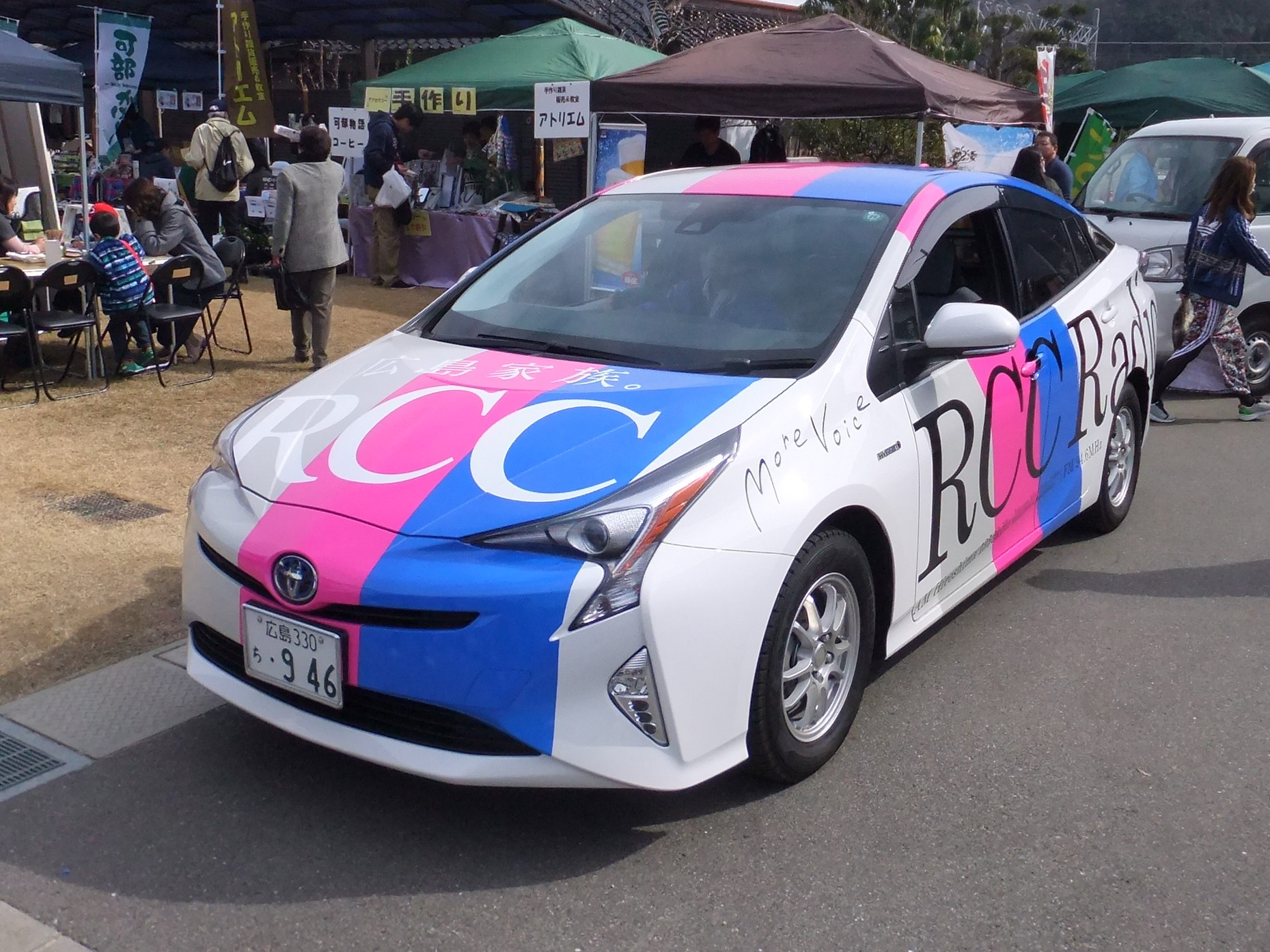
ラジオカー（車種：トヨタ・プリウス）
ナンバープレートは、先代・先々代の1350kHzを意味する番号から、FM補完中継局の94.6MHzを意味する番号に変わっている。

1975年（昭和50年）4月から放送開始した『なんでもジョッキー』で、『たむたむたいむ』に出演していた山手一義が取材先にアポ無しでラジオカーで行き、生中継する『山手一義の飛び込みインタビュー』を行い、放送開始当時他局は同様の事をしていなかった。
放送開始当初の通信機材は160MHzのFM送信機と、150MHz業務用無線機で、山手と放送機材を扱うスタッフで中継していた。
最初のラジオカーはマツダ・グランドファミリアバンで、当時は『ハロー号』と呼ばれた。1983年7月にマツダ・ボンゴに更新され『トピッカー』と呼ばれた。
『山手一義の飛び込みインタビュー』は20年続けられた。
現在行われているキャスタードライバーが登場したのは、1990年（平成2年）11月12日で、女性4人を公募し『おはようラジオ』から『なんでもジョッキー』まで出演。1991年（平成3年）10月には、『小川久司のきょうもいい朝!』放送開始に合わせて、備後ラジオカーを女性ドライバー3人で開始した。その頃のラジオカーは、広島・備後共に日産・パルサーセダンだった。
2017年時点で広島に1台体制で、女性4人がRCCフロンティアに所属。2人がペアを組んで取材を行い、1人がレポート、もう1人が技術担当をしている。

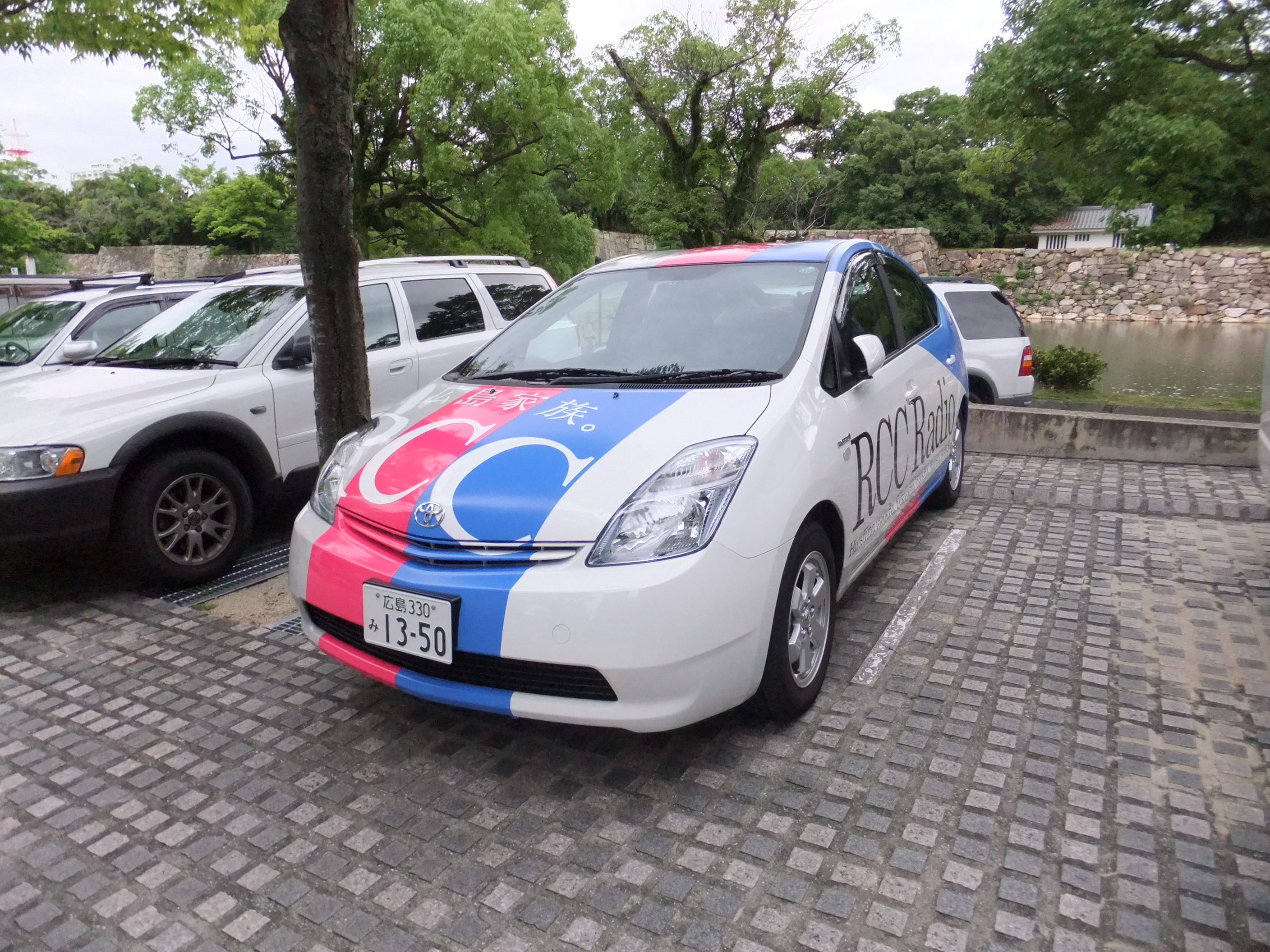
先代
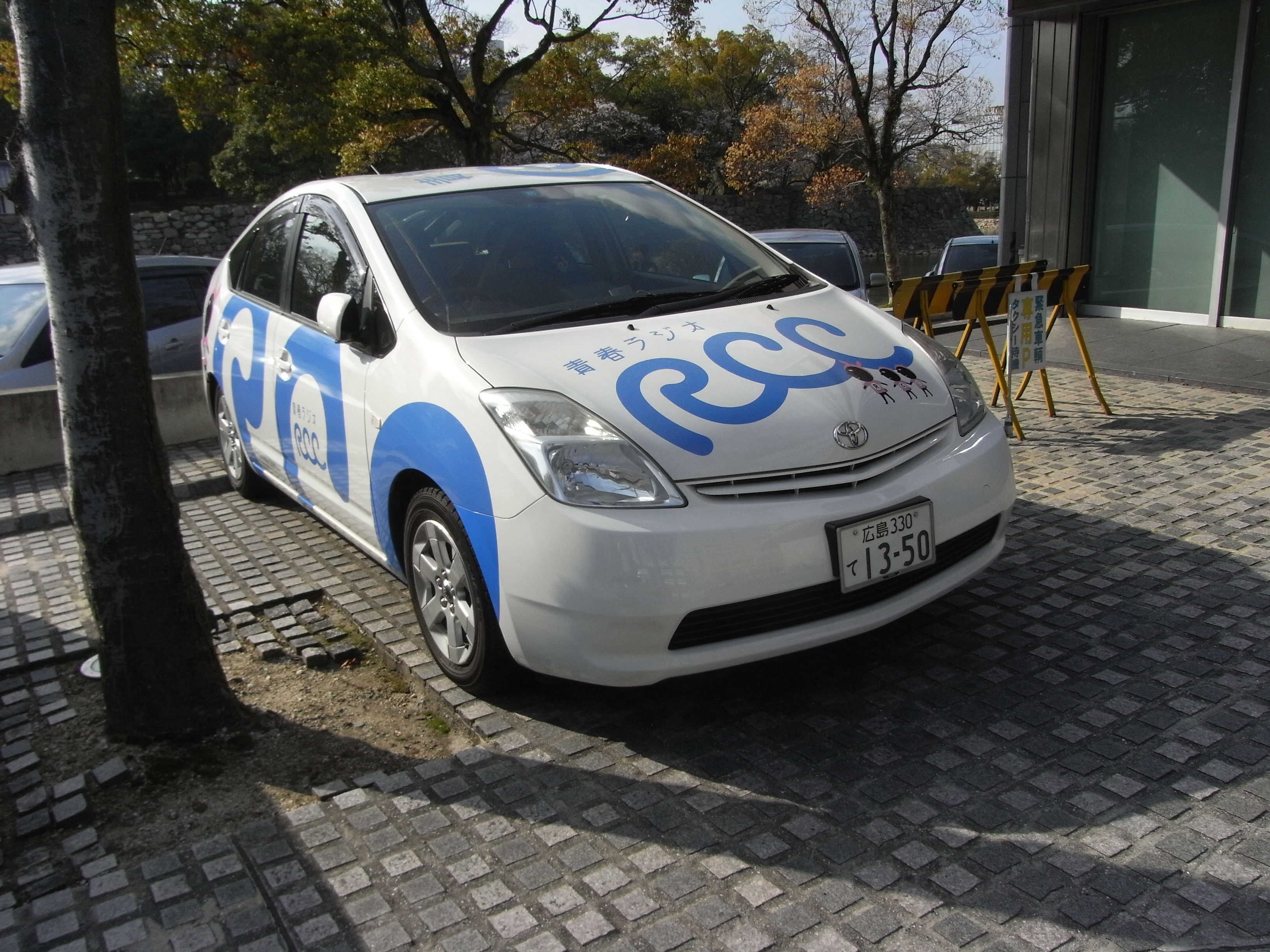
先々代

### 聴取率
広島県内にある競合局は少ないが（広島FMとNHKのみ）、RCCラジオは広島県内にある全てのラジオ局の中で常に聴取率首位を独走している。
レーティング期間になると「スペシャルウィーク」と題し、各番組から様々な豪華プレゼントが用意される。

### radikoへの対応状況
radiko（インターネットラジオのライブストリーミングサービス）については、2011年7月20日から広島県内での実用化配信実験を開始した後に、2012年1月23日から本配信へ移行。2014年4月1日から日本各地で一斉に運用を開始した「radiko.jpプレミアム（エリアフリー配信）（有料会員制）」にも対応しているが、radikoプレミアム運用開始の時点では、県外配信の対象を『RCCカープナイター』『RCCカープデーゲーム中継』『RadiPrism』（いずれも自社制作番組）に制限しており、それ以外については当面広島県内での配信に制限していた。
しかし、同年8月20日に広島市北部で発生した豪雨・土砂災害で大きな被害が出た事を受け、特別措置として当日朝からradikoプレミアムでの制限を解除し、自社制作番組の多い午前から夕方を中心に全国に向けた配信を行うようになる。その後も「今回の災害に関する情報を継続的に伝える」という観点から、ナイターシーズン中は原則7:00 - 当日のカープ中継終了まで、ナイターシーズン終了後の10月1日以降は以下の時間帯に放送される自社制作番組を中心にエリアフリー配信を実施した。
- 月・金曜 7:00 - 24:00（『本名正憲のおはようラジオ』開始から月曜は『RadiPrism』、金曜は『Canvas』終了まで）
- 火 - 木曜 7:00 - 19:00（『本名正憲のおはようラジオ』開始から『ココだけスポーツ&ニュース（ココスポ）』終了まで）
- 土曜 7:00 - 16:00（『一文字弥太郎の週末ナチュラリスト 朝ナマ!』開始から『俊雄と裕見子のおもいっきり土曜日』途中まで）
- 日曜 9:00 - 15:00（『新里カオリのうららか日曜日』開始から『ショコラジ』、『15時前の中国新聞ニュース』終了まで）

2015年9月28日をもってこの特別措置が終了し、他局と同様ほぼすべての番組がエリアフリーの対象となった。

### スタジオ
- 生放送は本社玄関ロビーに近接している「第1スタジオ」と「第2スタジオ」を交互に使用している。[注 20]2015年までは「第2スタジオ」「第3スタジオ」の名称だったが、翌2016年にかけて大規模な改装が行われ現在の名称となった。この他、録音番組で主に使われる「第3スタジオ」「第4スタジオ」がある。
- 福山放送局制作番組では、同局のスタジオを「第5スタジオ」（広島総合開発ビル入居時代）と呼称していた。現在では、通称「ばらスタジオ」（北美台社屋使用再開後）と呼称している。

### 番組
- 放送時間は5:00基点の24時間放送で、日曜（月曜）深夜 1:00 - 日曜（月曜）早朝 5:00休止。
- 野球シーズン（3月下旬 - 10月中旬）とシーズンオフ時で特に平日 17:57 - 21:00の番組の放送時間移動が大幅に行われる。
- 自社制作番組は太字。
- 2025年7月時点のもの

#### 平日
| 時 | 月曜日 | 火曜日 | 水曜日 | 木曜日 | 金曜日                                                      |
| --- | --- | --- | --- | --- | ----------------------------------------------------------- |
| 5 | 5:00 心のともしび（KBS京都） | 5:00 心のともしび（KBS京都） | 5:00 心のともしび（KBS京都） | 5:00 心のともしび（KBS京都） | 5:00 心のともしび（KBS京都）                                |
| 5 | 5:05 世の光 | | | |                                                             |
| 5 | 5:10 サウンドセレクション | 5:10 サウンドセレクション【再放送】                                                                                                | 5:10 サウンドセレクション【再放送】                                                                                                | 5:10 サウンドセレクション【再放送】                                                                                                | 5:10 サウンドセレクション【再放送】                         |
| 5 | 5:15 旬!SHUN!ピックアップ（文化放送）                                                                                              | 5:15 旬!SHUN!ピックアップ（文化放送）                                                                                              | 5:15 旬!SHUN!ピックアップ（文化放送）                                                                                              | 5:15 わくわくお届け便（文化放送）                                                                                                  | 5:15 旬!SHUN!ピックアップ（文化放送）                       |
| 5 | 5:30 Brand-New Morning（TBSラジオ） ▽5:55 吉田幸noコみみコミ                                                                       | | | |                                                             |
| 6 | | | | |                                                             |
| 6:30 本名正憲のおはようラジオ ▽6:54 ジャパネットたかた 朝のラジオショッピング ▽7:10 おはようフォーカス（企画ネット・ニッポン放送からCMのみ） ▽7:30 武田鉄矢・今朝の三枚おろし（文化放送） ▽8:00 話題のアンテナ 日本全国8時です（TBSラジオ） ▽8:14 Veryカープ！ハイライト（火～金曜日に放送） | | | | |                                                             |
| 7 | | | | |                                                             |
| 8 | | | | |                                                             |
| 9 | 9:00 平成ラヂオバラエティごぜん様さま ▽9:55・10:55 RCC NEWS                                                                        | 9:00 平成ラヂオバラエティごぜん様さま ▽9:55・10:55 RCC NEWS                                                                        | 9:00 平成ラヂオバラエティごぜん様さま ▽9:55・10:55 RCC NEWS                                                                        | 9:00 平成ラヂオバラエティごぜん様さま ▽9:55・10:55 RCC NEWS                                                                        | 9:00 平成ラヂオバラエティごぜん様さま ▽9:55・10:55 RCC NEWS |
| 10 | 9:00 平成ラヂオバラエティごぜん様さま ▽9:55・10:55 RCC NEWS                                                                        | 9:00 平成ラヂオバラエティごぜん様さま ▽9:55・10:55 RCC NEWS                                                                        | 9:00 平成ラヂオバラエティごぜん様さま ▽9:55・10:55 RCC NEWS                                                                        | 9:00 平成ラヂオバラエティごぜん様さま ▽9:55・10:55 RCC NEWS                                                                        | 9:00 平成ラヂオバラエティごぜん様さま ▽9:55・10:55 RCC NEWS |
| 11 | 11:55 お好み焼のある風景 | 11:55 お好み焼のある風景 | 11:55 サウンドセレクション【再放送】                                                                                               | 11:55 伊東平の生き物ミニ図鑑 | 11:55 軽マーケット新沢亮二の釣りラジオ                      |
| 12 | 12:00 ジェーン・スー 生活は踊る（TBSラジオ） ▽12:26 メタウォーター presents 水音スケッチ ▽12:55 RCC NEWS ▽13:30 吉田幸noこみみコミ | 12:00 ジェーン・スー 生活は踊る（TBSラジオ） ▽12:26 メタウォーター presents 水音スケッチ ▽12:55 RCC NEWS ▽13:30 吉田幸noこみみコミ | 12:00 ジェーン・スー 生活は踊る（TBSラジオ） ▽12:26 メタウォーター presents 水音スケッチ ▽12:55 RCC NEWS ▽13:30 吉田幸noこみみコミ | 12:00 ジェーン・スー 生活は踊る（TBSラジオ） ▽12:26 メタウォーター presents 水音スケッチ ▽12:55 RCC NEWS ▽13:30 吉田幸noこみみコミ | 12:00 花金ラジオ すっぴんブギ ▽12:55・13:55 RCC NEWS        |
| 13 | 12:00 ジェーン・スー 生活は踊る（TBSラジオ） ▽12:26 メタウォーター presents 水音スケッチ ▽12:55 RCC NEWS ▽13:30 吉田幸noこみみコミ | 12:00 ジェーン・スー 生活は踊る（TBSラジオ） ▽12:26 メタウォーター presents 水音スケッチ ▽12:55 RCC NEWS ▽13:30 吉田幸noこみみコミ | 12:00 ジェーン・スー 生活は踊る（TBSラジオ） ▽12:26 メタウォーター presents 水音スケッチ ▽12:55 RCC NEWS ▽13:30 吉田幸noこみみコミ | 12:00 ジェーン・スー 生活は踊る（TBSラジオ） ▽12:26 メタウォーター presents 水音スケッチ ▽12:55 RCC NEWS ▽13:30 吉田幸noこみみコミ | 12:00 花金ラジオ すっぴんブギ ▽12:55・13:55 RCC NEWS        |
| 14 | 14:00 まるっと日常ワイド えんまん。 ▽15:55 RCC NEWS                                                                                | 14:00 まるっと日常ワイド えんまん。 ▽15:55 RCC NEWS                                                                                | 14:00 まるっと日常ワイド えんまん。 ▽15:55 RCC NEWS                                                                                | 14:00 まるっと日常ワイド えんまん。 ▽15:55 RCC NEWS                                                                                | 12:00 花金ラジオ すっぴんブギ ▽12:55・13:55 RCC NEWS        |
| 15 | 14:00 まるっと日常ワイド えんまん。 ▽15:55 RCC NEWS                                                                                | 14:00 まるっと日常ワイド えんまん。 ▽15:55 RCC NEWS                                                                                | 14:00 まるっと日常ワイド えんまん。 ▽15:55 RCC NEWS                                                                                | 14:00 まるっと日常ワイド えんまん。 ▽15:55 RCC NEWS                                                                                | 15:00 WひろしのFRIDAYヒーロー ▽15:55 RCC NEWS               |
| 16 | 14:00 まるっと日常ワイド えんまん。 ▽15:55 RCC NEWS                                                                                | 14:00 まるっと日常ワイド えんまん。 ▽15:55 RCC NEWS                                                                                | 14:00 まるっと日常ワイド えんまん。 ▽15:55 RCC NEWS                                                                                | 14:00 まるっと日常ワイド えんまん。 ▽15:55 RCC NEWS                                                                                | 16:50 いいものテンミニッツ!（文化放送）                     |
| 17 | 17:00 ニュース・パレード（文化放送）                                                                                               | 17:00 ニュース・パレード（文化放送）                                                                                               | 17:00 ニュース・パレード（文化放送）                                                                                               | 17:00 ニュース・パレード（文化放送）                                                                                               | 17:00 ニュース・パレード（文化放送）                        |
| 17 | 17:15 イマドキショッピング!（文化放送）                                                                                            | 17:15 いいものテンミニッツ!（文化放送）                                                                                            | 17:15 健やかインフォメーション（CBCラジオ）                                                                                        | 17:15 いいものテンミニッツ!（文化放送）                                                                                            | 17:15 朗読のヒロバ（TBSラジオ）                             |
| 17 | 17:25 天気予報・交通情報 | | | |                                                             |
| 17 | 17:30 ネットワークトゥデイ（TBSラジオ）                                                                                            | | | |                                                             |
| 17 | 17:46 それ聴け!Veryカープ! ▽18:40 RCC NEWS                                                                                         | 17:46 カープナイター直前ライブ!カーチカチ!                                                                                         | 17:46 カープナイター直前ライブ!カーチカチ!                                                                                         | 17:46 カープナイター直前ライブ!カーチカチ!                                                                                         | 17:46 カープナイター直前ライブ!カーチカチ!                  |
| 17 | 17:46 それ聴け!Veryカープ! ▽18:40 RCC NEWS                                                                                         | 17:57 Veryカープ! RCCカープナイター                                                                                                | | |                                                             |
| 18 | | | | |                                                             |
| 19 | | | | |                                                             |
| 19:30 佐々木リョウのバリAじゃんラジオ | | | | |                                                             |
| 20 | 20:00 南一誠のゆめ語り・一誠一座                                                                                                   | | | |                                                             |
| 20 | 20:30 保田隆のHeart Beatラジオ | | | |                                                             |
| 21 | 21:00 ヨルノバ | 21:00 Veryカープ!中田廉の今夜もパンプアップ                                                                                        | 21:00 YONA2ラジオポストマンzzZ | 21:00 YONA2ラジオポストマンzzZ | 21:00 YONA2ラジオポストマンzzZ                              |
| 21 | 21:00 ヨルノバ | 21:50 サウンドセレクション【再放送】                                                                                               | | |                                                             |
| 21 | 21:00 ヨルノバ | 21:55 RCC NEWS | | |                                                             |
| 22 | 21:00 ヨルノバ | 22:00 Alice Hiroshima!Fun Radio | 22:00 松村邦洋のOH-!邦自慢（山口放送）                                                                                             | 22:00 ロヂウラベース（エフエム富士）                                                                                               | 22:00 メンバーのゆるリズム                                  |
| 22 | 22:55 RCC NEWS | 22:30 グレープのもう魔酔わない（東海ラジオ）                                                                                       | 22:30 芸人お試しラジオ「デドコロ」（火曜会）                                                                                       | 22:00 ロヂウラベース（エフエム富士）                                                                                               | 22:00 メンバーのゆるリズム                                  |
| 23 | 23:00 ザ・ギース尾関高文とOCHA NORMA広本瑠璃の年の差ラジオ                                                                         | 23:00 松ちゃん・大ちゃんのシンラジラ                                                                                               | 23:00 かわにしんち | 23:00 eSPORTS 戦の時間 | 23:00 STU48のちりめんパーティー                             |
| 23 | 23:30 天才ピアニストの むぎゅっとぷくっと（ABCラジオ）                                                                             | 23:30 バレッドグループ Presents 月刊PAMのラジオ編集会議                                                                            | 23:30 SETOUCHI STARTUPS SELECTION                                                                                                  | 23:30 DANSPEAK | 23:30 かが屋の鶴の間                                        |
| 23 | 23:30 天才ピアニストの むぎゅっとぷくっと（ABCラジオ）                                                                             | 23:30 バレッドグループ Presents 月刊PAMのラジオ編集会議                                                                            | 23:45 山口勝平のモンキーラジオ!（CRT栃木放送）                                                                                     | 23:30 DANSPEAK | 23:30 かが屋の鶴の間                                        |
| 0 | 0:00 レコメン!（文化放送） | 0:00 レコメン!（文化放送） | 0:00 レコメン!（文化放送） | 0:00 レコメン!（文化放送） | 0:00 嵐・相葉雅紀のレコメン!アラシリミックス（文化放送）    |
| 1 | 1:00 オールナイトニッポン（ニッポン放送）                                                                                          | 1:00 オールナイトニッポン（ニッポン放送）                                                                                          | 1:00 オールナイトニッポン（ニッポン放送）                                                                                          | 1:00 オールナイトニッポン（ニッポン放送）                                                                                          | 1:00 オールナイトニッポン（ニッポン放送）                   |
| 2 | 山田裕貴 | 星野源 | 乃木坂46 | ナインティナイン | 霜降り明星                                                  |
| 3 | 3:00 オールナイトニッポン0(ZERO)（ニッポン放送）                                                                                   | 3:00 オールナイトニッポン0(ZERO)（ニッポン放送）                                                                                   | 3:00 オールナイトニッポン0(ZERO)（ニッポン放送）                                                                                   | 3:00 オールナイトニッポン0(ZERO)（ニッポン放送）                                                                                   | 3:00 オールナイトニッポン0(ZERO)（ニッポン放送）            |
| 4 | キタニタツヤ | あの | 佐久間宣行 | マヂカルラブリー | 三四郎                                                      |
| 4 | 4:30 ロックバラードは眠らない | 4:30 上柳昌彦 あさぼらけ（ニッポン放送）                                                                                           | 4:30 上柳昌彦 あさぼらけ（ニッポン放送）                                                                                           | 4:30 上柳昌彦 あさぼらけ（ニッポン放送）                                                                                           | 三四郎                                                      |
| 4 | 4:45 解決！知っ得プレミアムショッピング（文化放送）                                                                                | 4:30 上柳昌彦 あさぼらけ（ニッポン放送）                                                                                           | 4:30 上柳昌彦 あさぼらけ（ニッポン放送）                                                                                           | 4:30 上柳昌彦 あさぼらけ（ニッポン放送）                                                                                           | 三四郎                                                      |
| 4 | 4:59 局名告知（radikoでは"一旦放送休止"扱いだが配信されている）                                                                    | | | |                                                             |

#### 週末
| 時 | 土曜日                                                                    | 日曜日                                                           |
| -- | ------------------------------------------------------------------------- | ---------------------------------------------------------------- |
| 5  | 5:00 心のともしび（KBS京都）                                              | 5:00 亀渕昭信のお宝POPS（火曜会）                                |
| 5  | 5:05 世の光                                                               | 5:00 亀渕昭信のお宝POPS（火曜会）                                |
| 5  | 5:10 サウンドセレクション【再放送】                                       | 5:00 亀渕昭信のお宝POPS（火曜会）                                |
| 5  | 5:15 まことの救い（ABCラジオ）                                            | 5:15 Buy Now（文化放送）                                         |
| 5  | 5:25 週刊 なるほど!ニッポン（ニッポン放送）                               | 5:15 Buy Now（文化放送）                                         |
| 5  | 5:30 おはよう!ニッポン全国消防団（ニッポン放送）                          |                                                                  |
| 5  | 5:35 1万年堂出版の時間                                                    |                                                                  |
| 5  | 5:40 熊木杏里 夢のある喫茶店（HBCラジオ）                                 |                                                                  |
| 5  | 5:50 いいものテンミニッツ！（文化放送）                                   |                                                                  |
| 6  | 6:00 土曜朝6時 木梨の会。（TBSラジオ）                                    | 6:00 旬!SHUN!ピックアップ（文化放送）                            |
| 6  | 6:00 土曜朝6時 木梨の会。（TBSラジオ）                                    | 6:15 三山ひろしの演歌の夜明け（スバルプランニング）              |
| 6  | 6:00 土曜朝6時 木梨の会。（TBSラジオ）                                    | 6:30 ～ココロもカラダもHappy!に～わかさ生活ラジオ（KBS京都）     |
| 7  | 7:00 週末ナチュラリスト ▽9:55 京橋の杜 on Saturday                        | 7:00 録音風物詩（火曜会）                                        |
| 7  | 7:00 週末ナチュラリスト ▽9:55 京橋の杜 on Saturday                        | 7:10 高橋一清 あの人・あの言葉                                   |
| 7  | 7:00 週末ナチュラリスト ▽9:55 京橋の杜 on Saturday                        | 7:20 Bingo Morning Attack（福山放送局制作）                      |
| 7  | 7:00 週末ナチュラリスト ▽9:55 京橋の杜 on Saturday                        | 7:45 まいどあり〜。（文化放送）                                  |
| 8  | 7:00 週末ナチュラリスト ▽9:55 京橋の杜 on Saturday                        | 8:00 地方創生プログラム ONE-J（TBSラジオ） ▽8:55 RCC NEWS        |
| 9  | 7:00 週末ナチュラリスト ▽9:55 京橋の杜 on Saturday                        | 8:00 地方創生プログラム ONE-J（TBSラジオ） ▽8:55 RCC NEWS        |
| 10 | 7:00 週末ナチュラリスト ▽9:55 京橋の杜 on Saturday                        | 10:00 松本裕見子のDear WOMAN                                     |
| 10 | 7:00 週末ナチュラリスト ▽9:55 京橋の杜 on Saturday                        | 10:30 新里カオリのうららかのたね                                 |
| 10 | 10:55 RCC NEWS                                                            |                                                                  |
| 11 | 11:00 ヒロマツ サタデー・ピットイン                                       | 11:00 さいねいレストラン                                         |
| 11 | 11:30 柳沼淳子のちょっと小耳に                                            | 11:30 小倉・IMALUの○○玉手箱（ABCラジオ）                         |
| 11 | 11:45 わくわくお届け便（文化放送）                                        | 11:45 ダイソーPresents 3時のヒロイン プチプラに恋してる          |
| 12 | 12:00 ばばラジCafe                                                        | 12:00 イモトアヤコのすっぴんしゃん（TBSラジオ）                  |
| 12 | 12:30 山野秀子のちいさなパティオ                                          | 12:30 さまぁ〜ずのさまラジ（ニッポン放送）                       |
| 12 | 12:55 RCC NEWS                                                            | 12:30 さまぁ〜ずのさまラジ（ニッポン放送）                       |
| 13 | 13:00 唐澤恋花のREN'S CHOICE                                              | 13:00 ごぜん様さま増刊号                                         |
| 13 | 13:00 唐澤恋花のREN'S CHOICE                                              | 13:30 新・流行音楽堂（かしわプロダクション）                     |
| 13 | 13:45 good day（ラジオ日本）                                              | 13:45 納得!お得!!ラジオショッピング（文化放送）                  |
|    | 14:00 Veryカープ!カープデーゲーム中継                                     |                                                                  |
| 14 | 14:00 ミュージック白書～Artist History～（かしわプロダクション）          | 14:00 ミュージック白書～Artist History～（かしわプロダクション） |
| 14 | 14:45 解決!知っ得プレミアム                                               | 14:45 イマドキショッピング（文化放送）                           |
| 15 | 15:00 GOGO競馬サタデー!（ラジオ関西）                                     | 15:00 GOGO競馬サンデー!（MBSラジオ）                             |
| 16 | 16:00 新・流行音楽堂（かしわプロダクション）                              | 16:00 東京ホテイソンのよいしらせらしいよ。                       |
| 16 | 16:30 Five S（栃木放送）                                                  | 16:30 吉田幸noみみコミ（日・夕）                                 |
| 16 | 16:45 まいどあり〜。（文化放送）                                          | 16:45 健やかインフォメーション（CBCラジオ）                      |
| 17 | 17:00 ベストミュージックコレクション・ジャパン（RNC西日本放送）           | 17:00 相川七瀬 ROCK GOES ON（かしわプロダクション）              |
| 17 | 17:30 Buy Now（文化放送）                                                 | 17:30 WE LOVE HIROSHIMA                                          |
| 17 | 17:45 ウィークエンドネットワーク（TBSラジオ）                             | 17:30 WE LOVE HIROSHIMA                                          |
| 17 | 17:50 STU48のちょっといいですか？                                         | 17:50 いいものテンミニッツ!（文化放送）                          |
|    | 18:00 Veryカープ！RCCカープナイター（週末）                               |                                                                  |
| 18 | 18:00 佐藤竹善 from Sing Like Talking「レコード部屋」（静岡放送）         | 18:00 中四国ライブネット（中四国民放ラジオAM局持ち回り制作）     |
| 18 | 18:30 ザ・ギース尾関高文とOCHA NORMA広本瑠璃の年の差ラジオ【再放送】      | 18:00 中四国ライブネット（中四国民放ラジオAM局持ち回り制作）     |
| 19 | 19:00 STU48のちりめんパーティ【再放送】                                   | 18:00 中四国ライブネット（中四国民放ラジオAM局持ち回り制作）     |
| 19 | 19:30 かが屋の鶴の間【再放送】                                            | 18:00 中四国ライブネット（中四国民放ラジオAM局持ち回り制作）     |
| 20 | 20:00 長谷川努の音楽大好き                                                | 20:00 ザ★横山雄二ショー【再放送】                                |
| 20 | 20:30 今晩は 吉永小百合です（TBSラジオ）                                  | 20:00 ザ★横山雄二ショー【再放送】                                |
| 20 | 20:55 RCC NEWS                                                            |                                                                  |
| 21 | 21:00 ものまね SHOW TIME（かしわプロダクション）                          | 21:00 長谷川努の音楽大好き【再放送】                             |
| 21 | 21:30 鹿見勇輔 福祉のラジオ                                               | 21:30 福山雅治と荘口彰久の「地底人ラジオ」（渋谷のラジオ）       |
| 22 | 22:00 ザ★横山雄二ショー                                                   | 21:30 福山雅治と荘口彰久の「地底人ラジオ」（渋谷のラジオ）       |
| 22 | 22:55 RCC NEWS                                                            | 21:30 福山雅治と荘口彰久の「地底人ラジオ」（渋谷のラジオ）       |
| 23 | 23:00 Sky presents 中村七之助のラジのすけ（ABCラジオ）                    | 23:00 Sky presents 藤原竜也のラジオ（ABCラジオ）                 |
| 23 | 23:30 SixTONESのオールナイトニッポンサタデースペシャル（ニッポン放送）    | 23:30 ごぜん様さま増刊号【再放送】                               |
| 0  | 23:30 SixTONESのオールナイトニッポンサタデースペシャル（ニッポン放送）    | 0:00 にゅっと前田の『うろ覚えじゃけえ』                          |
| 0  | 23:30 SixTONESのオールナイトニッポンサタデースペシャル（ニッポン放送）    | 0:10 吉田幸noみみコミ【再放送】                                  |
| 0  | 23:30 SixTONESのオールナイトニッポンサタデースペシャル（ニッポン放送）    | 0:25 放送終了                                                    |
| 0  | 23:30 SixTONESのオールナイトニッポンサタデースペシャル（ニッポン放送）    | （0:26 - 3:59） 放送休止                                         |
| 1  | 1:00 ニチレイ プレゼンツ オードリーのオールナイトニッポン（ニッポン放送） |                                                                  |
| 2  | 1:00 ニチレイ プレゼンツ オードリーのオールナイトニッポン（ニッポン放送） |                                                                  |
| 3  | 3:00 メンバーのゆるリズム【再放送】                                       |                                                                  |
| 4  | 4:00 かが屋の鶴の間【再放送】                                             | 4:00 明日への扉/栄光のレジェンド                                 |
| 4  | 4:30 ロックバラードは眠らない【再放送】                                   | 4:00 明日への扉/栄光のレジェンド                                 |
| 4  | 4:45 good day（ラジオ日本）                                               | 4:00 明日への扉/栄光のレジェンド                                 |
| 4  | 4:59 局名告知（radikoでは"一旦放送休止"扱いだが配信されている）           |                                                                  |

バックグラウンドがピンクの部分は『Veryカープ! RCCカープデーゲーム中継』、アザレアピンクの部分は『RCCカープナイター（週末）』編成時は休止。『中四国ライブネット』は一斉休止、未ネット、または裏送りとなる。

### 特別番組
| 番組名                                                                           | 放送時間                                                                    | 備考 |
| -------------------------------------------------------------------------------- | --------------------------------------------------------------------------- | --- |
| 特別番組                                                                         |                                                                             | |
| 天皇盃 全国都道府県対抗 男子駅伝競走大会                                         | 1月第3or第4日曜 12:15 - 15:15                                               | JRN各局（関西地区はMBSラジオ・WBS）＋LuckyFM - CRT - KBS（NRN単独加盟）・CRK - 岐阜放送ラジオ（独立局）へネット |
| RCCラジオ チャリティー ミュージックソン                                          | 12月24日12:00 - 12月25日12:00                                               | RCCは2008年より参加。 ニッポン放送を幹事局とするNRN系企画ネット |
| 広島平和記念式典中継 広島原爆の日関連特番                                        | 8月6日7:00 - 17:50まで断続編成                                              | 式典中継は『おはようラジオ』に内包して中継する。 その後も多くのワイド番組が原爆の日にちなんだ特集で放送し、『おひるーな』の時間帯を中心に別途報道特別番組を組む。 日曜日の場合は式典中継のみ単独特番として編成。ただし報道特番として組める時間が限られるため、断続編成は見送る。 |
| バリシャキうた自慢 in ひろしま フードスタジアム 冬の陣                           | 2月第1日曜 13:00 - 14:00                                                    | |
| ひろしま フードフェスティバル スペシャル                                         | 10月第4土曜・日曜 13:00 - 14:55                                             | いずれも本社近くの「北堀ラジオステージ」からの公開生放送。土曜日は『松ちゃん・大ちゃんのふくふくサタデー』、日曜日は主に平日のワイド番組のパーソナリティが集結する特番（タイトルは年によって異なる）。                                                                           |
| 演歌百撰                                                                         | 月1回 日曜 12:30 - 13:00                                                    | |
| ニューイヤー駅伝 （TBSラジオ）                                                   | 毎年1月1日 9:00 - 14:30                                                     | |
| 箱根駅伝実況中継 （文化放送）                                                    | 毎年1月2日・3日 8:30 - 14:00                                                | |
| ボートレースライブSG （文化放送）                                                | 毎月第4日曜 16:30 - 16:55                                                   | プロ野球中継や『RCCラジオ・チャリティー・ミュージックソン』と重ならない範囲でネット（重なる可能性がある場合はFMちゅーピーにて振替放送） 宮島競艇場での開催時は、ネットの有無に関係なくRCCからもパーソナリティーを派遣する                                                        |
| 日清チキンラーメン バースデースペシャル in 松ちゃん・大ちゃんの ふくふくサタデー | 8月第4土曜 13:00 - 14:00                                                    | |
| 小林克也の No.1 RADIO                                                            | 毎年11月23日 12:00 - 16:00                                                  | 2015年より放送。福山放送局制作。 |
| RCC終活博覧会 スペシャル                                                         | 3月第2土曜or日曜 13:00 - 14:55                                              | 2019年より放送。広島県立広島産業会館からの公開生放送で、2019年の場合、土曜日は『松ちゃん・大ちゃんのふくふくサタデー』、日曜日は『平成ラヂオバラエティごぜん様さま』の特番。 |
| RCCカープナイター                                                                | カープ戦は原則試合終了まで延長、その他のゲームは平日のみ最長21:50まで延長。 | 放送予定がない場合は『サウンドコレクション』（ニッポン放送）か『MUSIC★J』（STVラジオ）を放送。 21:00『 Veryカープ!バッチコイする応援団』2024年度の火曜は「Veryカープ! 中田廉の今夜もパンプアップ」、水～金曜は「夕刊Genadayおそばん」                                            |

#### 特例措置
中国放送の男性社員が新型コロナウイルスに感染したことを受けての臨時措置として、2020年7月18日から8月16日の予定で一部生放送を休止していたが、延長され8月31日までが休止対象となっていた。対象となるのは月曜夜の『ヨルノバ』、土曜昼の『松ちゃん・大ちゃんのふくふくサタデー』、日曜昼の『ショコラジ』であり、各番組の出演者やスタッフに罹患者や、社員との濃厚接触者はいないものの、スタジオの消毒や換気の関係などから休止が決まっており、月曜と土曜は臨時に東京からのネット番組を放送している（日曜も当初は同様の措置であったが、以降は外部制作会社配給番組や再放送番組で埋め合わせたり、本来ならナイター中継で休止予定であった『中四国ライブネット』の先行振替放送に充てるケースもある）。9月5日の『ふくふくサタデー』よりいずれの番組も放送を再開している。

### 過去に放送した番組

#### HFM開局前に放送したJFN系列の番組
- マクセル ユア・ポップス（エフエム東京制作）
- 荒野よりハードタイムズへようこそ（エフエム東京制作）

### BGM
- 交通情報：Ear Candy Jazz Factory「Autumn Foliage」[注 21]
- 天気予報：ラリー・カールトン「Shop 'Till You Drop」[注 22]
- 交通情報（クリスマス期間中）：デイヴ・ヴァレンティン「Santa Claus Is Coming to Town」
- 天気予報（クリスマス期間中）：ノーマン・ブラウン「The Christmas Song」

### 時報
時報は正報音のみで、予報音「プッ、プッ、ポーン」が（ハ高音）となっている。なお、サイマル放送を行なっているradikoでは時報音が流れず、この部分は無音となっている。
スポンサーがいない時間帯は、RCCラジオのイベント・交通啓発・番組の宣伝スポット後に「○時です。」と告知し時報音が放送される。全部の日のオールナイトニッポン2時台と平日のオールナイトニッポン0(ZERO)4時台と日曜・月曜22時台と毎年度上半期月曜18時台の始まりの時報音の部分は無音となっている。

#### 時報スポンサー
月曜日から金曜日の時報スポンサー一覧（2025年6月30日現在）
| 時    | スポンサー                                      | 番組名                                                           | 番組名                           | 番組名                           | 番組名                           | 番組名                                  |
| 時    | スポンサー                                      | 月曜日                                                           | 火曜日                           | 水曜日                           | 木曜日                           | 金曜日                                  |
| ----- | ----------------------------------------------- | ---------------------------------------------------------------- | -------------------------------- | -------------------------------- | -------------------------------- | --------------------------------------- |
| 5時   | 交通啓発 「レッツドライブマナー」               | 心のともしび                                                     | 心のともしび                     | 心のともしび                     | 心のともしび                     | 心のともしび                            |
| 6時   | 三和シャッター工業                              | Brand-New-Morning                                                | Brand-New-Morning                | Brand-New-Morning                | Brand-New-Morning                | Brand-New-Morning                       |
| 7時   | ウッドワン                                      | 本名正憲のおはようラジオ                                         | 本名正憲のおはようラジオ         | 本名正憲のおはようラジオ         | 本名正憲のおはようラジオ         | 本名正憲のおはようラジオ                |
| 8時   | 共盛自動車工業                                  | 本名正憲のおはようラジオ                                         | 本名正憲のおはようラジオ         | 本名正憲のおはようラジオ         | 本名正憲のおはようラジオ         | 本名正憲のおはようラジオ                |
| 9時   | 体育社                                          | 平成ラヂオバラエティごぜん様さま                                 | 平成ラヂオバラエティごぜん様さま | 平成ラヂオバラエティごぜん様さま | 平成ラヂオバラエティごぜん様さま | 平成ラヂオバラエティごぜん様さま        |
| 10時  | 近鉄不動産                                      | 平成ラヂオバラエティごぜん様さま                                 | 平成ラヂオバラエティごぜん様さま | 平成ラヂオバラエティごぜん様さま | 平成ラヂオバラエティごぜん様さま | 平成ラヂオバラエティごぜん様さま        |
| 11時  | チチヤス                                        | 平成ラヂオバラエティごぜん様さま                                 | 平成ラヂオバラエティごぜん様さま | 平成ラヂオバラエティごぜん様さま | 平成ラヂオバラエティごぜん様さま | 平成ラヂオバラエティごぜん様さま        |
| 12時  | むすび むさし                                   | ジェーンスー 生活は踊る                                          | ジェーンスー 生活は踊る          | ジェーンスー 生活は踊る          | ジェーンスー 生活は踊る          | 花金ラジオ すっぴんブギ                 |
| 13時  | 車検のコバック                                  | ジェーンスー 生活は踊る                                          | ジェーンスー 生活は踊る          | ジェーンスー 生活は踊る          | ジェーンスー 生活は踊る          | 花金ラジオ すっぴんブギ                 |
| 14時  | 堤田貴金属工業                                  | まるっと日常ワイド えんまん。                                    | まるっと日常ワイド えんまん。    | まるっと日常ワイド えんまん。    | まるっと日常ワイド えんまん。    | 花金ラジオ すっぴんブギ                 |
| 15時  | サンエール楓乃樹 『メープルもみじフィナンシェ』 | まるっと日常ワイド えんまん。                                    | まるっと日常ワイド えんまん。    | まるっと日常ワイド えんまん。    | まるっと日常ワイド えんまん。    | WひろしのFRIDAYヒーロー                 |
| 16時  | 三和シャッター工業                              | まるっと日常ワイド えんまん。                                    | まるっと日常ワイド えんまん。    | まるっと日常ワイド えんまん。    | まるっと日常ワイド えんまん。    | WひろしのFRIDAYヒーロー                 |
| 17時  | コトブキ技研工業                                | ニュース・パレード                                               | ニュース・パレード               | ニュース・パレード               | ニュース・パレード               | ニュース・パレード                      |
| 18時  | 交通啓発 「レッツドライブマナー」               | それ聴け!Veryカープ!                                             | Veryカープ!RCCカープナイター     | Veryカープ!RCCカープナイター     | Veryカープ!RCCカープナイター     | Veryカープ!RCCカープナイター            |
| 19時  | ごぜん様さまリニューアル                        | それ聴け!Veryカープ!                                             | Veryカープ!RCCカープナイター     | Veryカープ!RCCカープナイター     | Veryカープ!RCCカープナイター     | Veryカープ!RCCカープナイター            |
| 20時  | ごぜん様さまリニューアル                        | 南一誠のゆめ語り・一誠一座                                       | Veryカープ!RCCカープナイター     | Veryカープ!RCCカープナイター     | Veryカープ!RCCカープナイター     | Veryカープ!RCCカープナイター            |
| 21時  | ごぜん様さまリニューアル                        | ヨルノバ                                                         | Veryカープ!中田廉のパンプアップ! | YONA2 ラジオポストマンおそばん   | YONA2 ラジオポストマンおそばん   | YONA2 ラジオポストマンおそばん          |
| 22時  | ごぜん様さまリニューアル                        | ヨルノバ                                                         | Alice Hiroshima Fun♪Radio!       | 松村邦洋の OH-!邦自慢            | ロヂウラベース                   | メンバーのゆるリズム                    |
| 23時  | ごぜん様さまリニューアル                        | ザ・ギース尾関高文と OCHA NORMA広本瑠璃の 年の差ラジオ【再放送】 | 松ちゃん・大ちゃんのシンラジラ   | かわにしんち                     | eSPORTS 戦の時間                 | STU48のちりめんパーティー               |
| 翌0時 | ごぜん様さまリニューアル                        | レコメン!                                                        | レコメン!                        | レコメン!                        | レコメン!                        | 嵐・相葉雅紀のレコメン!アラシリミックス |
| 翌1時 | ごぜん様さまリニューアル                        | オールナイトニッポン                                             | オールナイトニッポン             | オールナイトニッポン             | オールナイトニッポン             | オールナイトニッポン                    |
| 翌2時 | なし                                            | 山田裕貴                                                         | 星野源                           | 乃木坂46                         | ナインティナイン                 | 霜降り明星                              |
| 翌3時 | なし                                            | オールナイトニッポン0(ZERO)                                      | オールナイトニッポン0(ZERO)      | オールナイトニッポン0(ZERO)      | オールナイトニッポン0(ZERO)      | オールナイトニッポン0(ZERO)             |
| 翌4時 | なし                                            | キタニタツヤ                                                     | あの                             | 佐久間宣行                       | マヂカルラブリー                 | 三四郎                                  |

土曜日・日曜日の時報スポンサー一覧（2025年7月5日現在）
| 時    | スポンサー                                      | スポンサー                                      | 番組名                                              | 番組名                                              | 番組名                                | 番組名                                |
| 時    | 土曜日                                          | 日曜日                                          | 土曜日                                              | 土曜日                                              | 日曜日                                | 日曜日                                |
| ----- | ----------------------------------------------- | ----------------------------------------------- | --------------------------------------------------- | --------------------------------------------------- | ------------------------------------- | ------------------------------------- |
| 5時   | 交通啓発 「レッツドライブマナー」               | 交通啓発 「レッツドライブマナー」               | 心のともしび                                        | 心のともしび                                        | 亀渕昭信のお宝POPS                    | 亀渕昭信のお宝POPS                    |
| 6時   | 三和シャッター工業                              | 三和シャッター工業                              | 土曜朝6時 木梨の会。                                | 土曜朝6時 木梨の会。                                | 旬!SHUN!ピックアップ                  | 旬!SHUN!ピックアップ                  |
| 7時   | ウッドワン                                      | ウッドワン                                      | 岡佳奈の 週末ナチュラリスト                         | 岡佳奈の 週末ナチュラリスト                         | 録音風物詩                            | 録音風物詩                            |
| 8時   | 共盛自動車                                      | 共盛自動車                                      | 岡佳奈の 週末ナチュラリスト                         | 岡佳奈の 週末ナチュラリスト                         | 地方創生プログラム ONE-J              | 地方創生プログラム ONE-J              |
| 9時   | 体育社                                          | 体育社                                          | 岡佳奈の 週末ナチュラリスト                         | 岡佳奈の 週末ナチュラリスト                         | 地方創生プログラム ONE-J              | 地方創生プログラム ONE-J              |
| 10時  | 近鉄不動産                                      | 近鉄不動産                                      | 岡佳奈の 週末ナチュラリスト                         | 岡佳奈の 週末ナチュラリスト                         | 松本裕見子のDear WOMAN                | 松本裕見子のDear WOMAN                |
| 11時  | チチヤス                                        | チチヤス                                        | ヒロマツ サタデー・ピットイン                       | ヒロマツ サタデー・ピットイン                       | さいねいレストラン                    | さいねいレストラン                    |
| 12時  | むすび むさし                                   | むすび むさし                                   | MAZDA ライフ&ミュージック                           | MAZDA ライフ&ミュージック                           | 鹿見勇輔 福祉のラジオ                 | 鹿見勇輔 福祉のラジオ                 |
| 13時  | 車検のコバック                                  | 車検のコバック                                  | 唐澤恋花のREN'S CHOICE                              | 唐澤恋花のREN'S CHOICE                              | ごぜん様さま増刊号                    | ごぜん様さま増刊号                    |
| 14時  | 堤田貴金属工業                                  | 堤田貴金属工業                                  | Veryカープ!RCCカープデーゲーム中継                  | ミュージック白書～Aritist History～                 | Veryカープ!RCCカープデーゲーム中継    | ミュージック白書～Artist History～    |
| 15時  | サンエール楓乃樹 『メープルもみじフィナンシェ』 | サンエール楓乃樹 『メープルもみじフィナンシェ』 | Veryカープ!RCCカープデーゲーム中継                  | GOGO競馬サタデー!                                   | Veryカープ!RCCカープデーゲーム中継    | GOGO競馬サンデー!                     |
| 16時  | 三和シャッター工業                              | 三和シャッター工業                              | Veryカープ!RCCカープデーゲーム中継                  | 新・流行音楽堂                                      | Veryカープ!RCCカープデーゲーム中継    | 東京ホテイソンのよいしらせらしいよ。  |
| 17時  | コトブキ技研工業                                | コトブキ技研工業                                | ベストミュージックコレクション・ジャパン            | ベストミュージックコレクション・ジャパン            | 相川七瀬のROCK GOES ON!               | 相川七瀬のROCK GOES ON!               |
| 18時  | 交通啓発 「レッツドライブマナー」               | 交通啓発 「レッツドライブマナー」               | Veryカープ!RCCカープナイター（週末）                | 佐藤竹善 from Sing Like Talking 「レコード部屋」    | Veryカープ!RCCカープナイター（週末）  | 中四国ライブネット                    |
| 19時  | ごぜん様さまリニューアル                        | ごぜん様さまリニューアル                        | Veryカープ!RCCカープナイター（週末）                | STU48のちりめんパーティ【再放送】                   | Veryカープ!RCCカープナイター（週末）  | 中四国ライブネット                    |
| 20時  | ごぜん様さまリニューアル                        | ごぜん様さまリニューアル                        | Veryカープ!RCCカープナイター（週末）                | 長谷川努の音楽大好き                                | Veryカープ!RCCカープナイター（週末）  | ザ★横山雄二ショー【再放送】           |
| 21時  | ごぜん様さまリニューアル                        | ごぜん様さまリニューアル                        | ものまねSHOWTIME                                    | ものまねSHOWTIME                                    | 長谷川努の音楽大好き【再放送】        | 長谷川努の音楽大好き【再放送】        |
| 22時  | ごぜん様さまリニューアル                        | なし                                            | ザ★横山雄二ショー                                   | ザ★横山雄二ショー                                   | 福山雅治と荘口彰久の 「地底人ラジオ」 | 福山雅治と荘口彰久の 「地底人ラジオ」 |
| 23時  | ごぜん様さまリニューアル                        | なし                                            | Sky presents 中村七之助のラジのすけ                 | Sky presents 中村七之助のラジのすけ                 | Sky presents 藤原竜也のラジオ         | Sky presents 藤原竜也のラジオ         |
| 翌0時 | ごぜん様さまリニューアル                        |                                                 | SixTONESのオールナイトニッポン サタデースペシャル   | SixTONESのオールナイトニッポン サタデースペシャル   | にゅっと前田の「うろ覚えじゃけぇ」    | にゅっと前田の「うろ覚えじゃけぇ」    |
| 翌1時 | ごぜん様さまリニューアル                        | なし                                            | ニチレイプレゼンツ オードリーのオールナイトニッポン | ニチレイプレゼンツ オードリーのオールナイトニッポン | 放送休止                              | 放送休止                              |
| 翌2時 | なし                                            | なし                                            | ニチレイプレゼンツ オードリーのオールナイトニッポン | ニチレイプレゼンツ オードリーのオールナイトニッポン | 放送休止                              | 放送休止                              |
| 翌3時 | なし                                            | なし                                            | メンバーのゆるリズム【再放送】                      | メンバーのゆるリズム【再放送】                      | 放送休止                              | 放送休止                              |
| 翌4時 | なし                                            | なし                                            | かが屋の鶴の間【再放送】                            | かが屋の鶴の間【再放送】                            | 明日への扉/栄光のレジェンド           | 明日への扉/栄光のレジェンド           |

### RCCフロンティア制作番組
・RCC制作番組（2025年7月現在）
| 番組名                                                    | 時間                                                                                               |
| --------------------------------------------------------- | -------------------------------------------------------------------------------------------------- |
| サウンドセレクション                                      | 毎週月曜 - 土曜 5時10分 - 5時15分 毎週火曜 - 金曜 21時50分 - 21時55分（再放送）                    |
| 吉田幸noこみみコミ                                        | 毎週月曜 - 金曜 5時55分 - 5時58分 毎週月曜 - 木曜 13時30分 - 13時33分                              |
| 本名正憲のおはようラジオ                                  | 毎週月曜 - 金曜 6時30分 - 9時                                                                      |
| 平成ラヂオバラエティごぜん様さま                          | 毎週月曜 - 金曜 9時 - 11時55分                                                                     |
| まるっと日常ワイド えんまん。                             | 毎週月曜 - 木曜 14時 - 17時                                                                        |
| 花金ラジオ すっぴんブギ                                   | 毎週金曜 12時 - 15時                                                                               |
| WひろしのFRIDAYヒーロー                                   | 毎週金曜 15時 - 16時50分                                                                           |
| それ聴け!Veryカープ!                                      | 毎週月曜 17時46分 - 19時30分                                                                       |
| 佐々木リョウのバリAじゃんラジオ                           | 毎週月曜 19時30分 - 20時                                                                           |
| 南一誠のゆめ語り・一誠一座                                | 毎週月曜 20時 - 20時30分                                                                           |
| 保田隆のHeartBeatラジオ                                   | 毎週月曜 20時30分 - 21時                                                                           |
| ヨルノバ                                                  | 毎週月曜 21時 - 22時55分                                                                           |
| ロックバラードは眠らない                                  | 毎週月曜（火曜） 4時30分 - 4時45分 毎週土曜（日曜） 4時30分 - 4時45分（再放送）                    |
| お好み焼のある風景                                        | 毎週月曜・火曜 11時55分 - 12時                                                                     |
| 伊東平の生き物ミニ図鑑                                    | 毎週木曜 11時55分 - 12時                                                                           |
| 軽マーケット新沢亮二の釣りラジオ                          | 毎週金曜 11時55分 - 12時                                                                           |
| 松ちゃん・大ちゃんのシンラジラ                            | 毎週火曜 23時 - 23時30分                                                                           |
| かわにしんち                                              | 毎週水曜 23時 - 23時30分                                                                           |
| SETOUCHI STARTUPS SELECTION                               | 毎週水曜 23時30分 - 23時45分                                                                       |
| eSports戦の時間                                           | 毎週木曜 23時 - 23時30分                                                                           |
| DANSPEAK                                                  | 毎週木曜 23時30分 - 0時（金曜）                                                                    |
| STU48のちりめんパーティ                                   | 毎週金曜 23時 - 23時30分 毎週土曜 19時 - 19時30分（再放送）                                        |
| かが屋の鶴の間                                            | 毎週金曜 23時30分 - 0時 毎週土曜 19時30分 - 20時（再放送） 毎週土曜（日曜） 4時～4時30分（再放送） |
| 週末ナチュラリスト                                        | 毎週土曜 7時 - 10時55分                                                                            |
| ヒロマツサタデー・ピットイン                              | 毎週土曜 11時 - 11時30分                                                                           |
| 柳沼淳子のちょっと小耳に!                                 | 毎週土曜 11時30分 - 11時45分                                                                       |
| ばばラジCafe                                              | 毎週土曜 12時 - 12時30分                                                                           |
| 山野秀子のちいさなパティオ                                | 毎週土曜 12時30分 - 12時55分                                                                       |
| 唐澤恋花のREN'S CHOICE                                    | 毎週土曜 13時00分 - 13時45分                                                                       |
| チチヤス チー坊Presents STU48のちょっと・・・いいですか？ | 毎週土曜 17時50 - 18時                                                                             |
| ザ・ギース尾関高文とOCHA NORMA広本瑠璃の年の差ラジオ      | 毎週月曜 23時 - 23時30分 毎週土曜 18時30分 - 19時（再放送）                                        |
| ザ★横山雄二ショー                                         | 毎週土曜 22時 - 22時55分 毎週日曜 20時 - 20時55分（再放送）                                        |
| 長谷川努の音楽大好き                                      | 毎週土曜 20時 - 20時30分 毎週日曜 21時00分 - 21時30分（再放送）                                    |
| 高橋一清・あの人 あの言葉                                 | 毎週日曜 7時10分 - 7時20分                                                                         |
| Bingo Morning Attack                                      | 毎週日曜 7時20分 - 7時45分                                                                         |
| 松本裕見子のDear WOMAN                                    | 毎週日曜 10時 - 10時30分                                                                           |
| 新里カオリのうららかのたね                                | 毎週日曜 10時30分 - 11時                                                                           |
| さいねいレストラン                                        | 毎週日曜 11時 - 11時30分                                                                           |
| ダイソーPresents 3時のヒロイン プチプラに恋してる         | 毎週日曜 11時45分 - 12時                                                                           |
| 鹿見勇輔 福祉のラジオ                                     | 毎週土曜 21時30分 - 22時                                                                           |
| メンバーのゆるリズム                                      | 毎週金曜 22時 - 23時 毎週土曜（日曜） 3時 - 4時（再放送）                                          |
| 吉田幸noみみコミ                                          | 毎週日曜 16時30分 - 16時45分 毎週日曜（月曜） 0時10分 - 0時25分（再放送）                          |
| 中四国ライブネット                                        | 毎週日曜 18時 - 20時                                                                               |
| Veryカープ！中田廉のパンプアップ                          | 毎週火曜 21時 - 21時50分                                                                           |
| YONA2 ラジオポストマンおそばんzzZ                         | 毎週水曜 - 金曜 21時 - 21時50分                                                                    |
| 平成ラヂオバラエティ ごぜん様さま増刊号                   | 毎週日曜 13時 - 13時30分 毎週日曜 23時30分 - 0時（月曜）（再放送）                                 |
| 東京ホテイソンのよいしらせらしいよ。                      | 毎週日曜 16時 - 16時30分                                                                           |
| RCC番組審議会だより                                       | 月イチ土曜 5時10分 - 5時15分                                                                       |
| カープナイター直前ライブカーチカチ！                      | 毎週火曜 - 金曜 17時46分 - 17時57分                                                                |
| Veryカープ！RCCカープナイター                             | 毎週火曜 - 金曜 17時57分 - 21時                                                                    |
| Veryカープ！RCCカープデーゲーム中継                       | 毎週土曜・日曜 14時 - 17時                                                                         |
| Veryカープ！RCCカープナイター（週末）                     | 毎週土曜・日曜 18時 - 21時                                                                         |

### 天気予報
| 月曜日 - 金曜日                   | 月曜日 - 金曜日 | 土曜日                     | 土曜日 |
| --------------------------------- | --------------- | -------------------------- | ------ |
| 番組名                            | 時間            | 番組名                     | 時間   |
| 本名正憲のおはようラジオ          | 7:25            | 岡佳奈の週末ナチュラリスト | 7:10   |
| 平成ラヂオバラエティ ごぜん様さま | 9:05            |                            |        |
| 平成ラヂオバラエティ ごぜん様さま | 11:35           |                            |        |
| 花金ラジオすっぴんブギ            | 14:50㊎         |                            |        |
| まるっと日常ワイド えんまん       | 16:45㊊ - ㊍    |                            |        |
| WひろしのFRIDAYヒーロー           | 16:40㊎         |                            |        |
| 交通情報・天気予報                | 17:25           |                            |        |

### 交通情報
| 月曜日 - 金曜日                   | 月曜日 - 金曜日     | 土曜日                     | 土曜日 |
| --------------------------------- | ------------------- | -------------------------- | ------ |
| 番組名                            | 時間                | 番組名                     | 時間   |
| 本名正憲のおはようラジオ          | 7:10                | 岡佳奈の週末ナチュラリスト | 7:50   |
| 本名正憲のおはようラジオ          | 7:47㊊㊍㊎ 7:48㊋㊌ | 岡佳奈の週末ナチュラリスト | 8:45   |
| 本名正憲のおはようラジオ          | 8:25㊊㊍㊎ 8:26㊋㊌ | 岡佳奈の週末ナチュラリスト | 9:45   |
| 本名正憲のおはようラジオ          | 8:47㊋㊌ 8:48㊊㊍㊎ | 岡佳奈の週末ナチュラリスト | 10:40  |
| 平成ラヂオバラエティ ごぜん様さま | 9:48㊊㊍㊎ 9:50㊋㊌ |                            |        |
| 平成ラヂオバラエティ ごぜん様さま | 10:50               |                            |        |
| 花金ラジオ すっぴんブギ           | 12:50㊎             |                            |        |
| まるっと日常ワイド えんまん。     | 14:50㊊ - ㊍        |                            |        |
| 花金ラジオ すっぴんブギ           | 14:45㊎             |                            |        |
| まるっと日常ワイド えんまん。     | 16:45㊊ - ㊍        |                            |        |
| WひろしのFRIDAYヒーロー           | 16:40㊎             |                            |        |
| 交通情報・天気予報                | 17:25               |                            |        |
| それ聴け!Veryカープ!              | 18:00㊊             |                            |        |

### ニュース
| 月曜日 - 金曜日                   | 月曜日 - 金曜日 | 土曜日 | 土曜日 | 日曜日                   | 日曜日 |
| --------------------------------- | --------------- | ------ | ------ | ------------------------ | ------ |
| 番組名                            | 時間            | 番組名 | 時間   | 番組名                   | 時間   |
| 本名正憲のおはようラジオ          | 7:55            |        | 10:55  | 日曜日の朝を笑顔に ONE-J | 8:55   |
| 本名正憲のおはようラジオ          | 8:50            |        | 12:55  |                          | 20:55  |
| 平成ラヂオバラエティ ごぜん様さま | 9:55            |        | 13:55  |                          |        |
| 平成ラヂオバラエティ ごぜん様さま | 10:55           |        | 22:55  |                          |        |
| ジェーン・スー 生活は踊る         | 12:55㊊-㊍      |        |        |                          |        |
| 花金ラジオ すっぴんブギ           | 12:55㊎         |        |        |                          |        |
| 花金ラジオ すっぴんブギ           | 13:55㊎         |        |        |                          |        |
| まるっと日常ワイド えんまん。     | 15:55㊊-㊍      |        |        |                          |        |
| WひろしのFRIDAYヒーロー           | 15:55㊎         |        |        |                          |        |
| それ聴け!Veryカープ!              | 18:40㊊         |        |        |                          |        |
|                                   | 21:55㊋-㊎      |        |        |                          |        |
|                                   | 22:55㊊         |        |        |                          |        |

### ラジオカー中継
| 月曜日 - 金曜日                   | 月曜日 - 金曜日 | 土曜日                     | 土曜日 |
| --------------------------------- | --------------- | -------------------------- | ------ |
| 番組名                            | 時間            | 番組名                     | 時間   |
| 平成ラヂオバラエティ ごぜん様さま | 10:40           | 岡佳奈の週末ナチュラリスト | 8:40   |
| 花金ラジオ すっぴんブギ           | 13:30㊎         | 岡佳奈の週末ナチュラリスト | 10:35  |
| まるっと日常ワイド えんまん。     | 14:25㊊ - ㊍    |                            |        |
| WひろしのFRIDAYヒーロー           | 15:25㊎         |                            |        |
| まるっと日常ワイド えんまん。     | 16:40㊊ - ㊍    |                            |        |

## テレビ

### ネットワークの移り変わり
- 1959年（昭和34年）
  - 4月1日 - テレビ放送開始。日本テレビ（NTV）・ラジオ東京テレビ（KRT／KRテレビ。現在のTBSテレビ）・フジテレビ（FTV→FTC→CX）・日本教育テレビ（NETテレビ・現在のテレビ朝日）の番組から任意の番組をネットするオープン編成であった。
  - 8月1日 - ニュースネットワーク・JNNの発足と同時に加盟。以降、ラジオ東京テレビを編成の中心とする。
- 1962年（昭和37年）9月1日 - 広島テレビ（HTV）開局により大半の日本テレビ（読売テレビなど系列局制作分を含む）・フジテレビ（関西テレビなど系列局制作分を含む）、一部のNETテレビ（毎日放送など系列局制作分を含む）の番組が同局へ移行。以降、TBSテレビ・NETテレビの2系列を編成の主軸とする。
- 1967年（昭和42年）6月 - 民間放送教育協会に加盟。
- 1970年（昭和45年）12月1日 - 広島ホームテレビ（UHT・現HOME）開局。これにより日本テレビ・フジテレビの番組の大半が広島テレビまたは広島ホームテレビに移行し、NETテレビ・毎日放送の番組の大半が広島ホームテレビに移行されるが、『モーニングショー』などのワイドショー番組は視聴者保護の観点から共有という形でネットを継続した。なお、編成やスポンサーの都合でNETテレビ・毎日放送の番組の相当数は、引き続き中国放送でも放送された他、また、編成によっては広島テレビ・広島ホームテレビから外れた日本テレビ・フジテレビの番組が最小限放送されることがあった。
- 1971年（昭和46年）4月1日 - NETテレビ制作のワイドショー番組のネットを打ち切り、広島ホームテレビに1本化。ただし、『八木治郎ショー』（毎日放送制作）についてはスポンサーなどの関係で広島ホームテレビへの移行が1971年（昭和46年）10月改編時となった（この間広島ホームテレビはドラマなどの再放送番組や外部配給番組を編成）。
- 1975年（昭和50年）
  - 3月31日 - 広島ホームテレビと関西発全国ネット番組を交換。JNNの準キー局が朝日放送テレビから毎日放送に変更され、腸捻転が解消されたことによる。なお、毎日放送制作番組については一部従前から中国放送にネットされていた番組もあったため、広島ホームテレビおよび広島テレビから移行されて1本化される形となった。また、朝日放送テレビ制作番組も、一部の番組は暫定的に中国放送の編成に残った。
  - 10月1日 - テレビ新広島（TSS）の開局により民間放送教育協会制作分と、個別に番販購入したごく一部の例外（『料理手帖』『宇宙魔神ダイケンゴー』など）を除くほとんどのNETテレビ系列（朝日放送テレビ制作分も含む）の番組が広島ホームテレビに移行され姿を消し、日本テレビ・フジテレビの番組の個別購入もほとんど行わなくなり、名実ともにTBSテレビ系列のフルネット局となる。
  - なお、民教協への加盟と、番組のネットおよび制作への参加を継続している。

### テレビ送信所・主な中継局・リモコンキーID

#### デジタル放送
親局
広島（絵下山＝広島市安芸区） JOER-DTV 18ch 3kW
中継局
呉 18ch 30W（休山）
佐東（広島市安佐南区） 18ch 3W
福山 16ch 100W（彦山） 備後地区地上デジタルテレビジョン放送基幹局
尾道 16ch 50W（高見山）
三原 16ch 1W
三次 18ch 30W
可部（広島市安佐北区） 18ch 10W
江田島大柿（江田島市大柿町） 18ch 10W
庄原西城（庄原市西城町） 16ch 3W
尾道因島（尾道市因島） 16ch 1W
竹原 18ch 10W
東広島西条（東広島市西条町） 16ch 1W
府中 16ch 10W
出典
- 地上デジタル放送においては、原則として親局は1社1局であり、他の局は全て中継局となる。このため、福山デジタルテレビ局には、コールサインはつかない。隣県の山口放送（日本テレビ系列）においても、下関市の関門デジタルテレビ局は中継局扱いとなり、独自コールサインはない。

#### リモコンキーID
アナログ親局がVHFだった民放では本州で唯一の『3』である。
アナログ親局は、4chだったが、RCCと同じTBS系列局で大阪親局アナログ4chを踏襲した毎日放送（MBS）や福岡親局アナログ4chを踏襲したRKB毎日放送とは異なり、アナログ親局の『4』には固執しなかった。
広島県のリモコンキーIDは最初にNHK広島の『1』『2』が決定し、アナログ親局と同じ『4』は後発の広島テレビ（HTV）が選択したため、RCCはTBSテレビ系列準拠の『6』ではなく、結果的に「リモコンの最上段でNHKと並び、チャンネル選択がしやすい」として、空いていた『3』を選択した。
RCC以外（HTV・HOME・tss）は全局キー局（日本テレビ・テレビ朝日・フジテレビ）に合わせたところ、広島県内のリモコンキーIDは山形県や大分県等と同様に開局順に並ぶ結果になった。
なお、TBS系列でリモコンキーID『3』を使用している局は、本局、テレビ山口（tys）、長崎放送（NBC）、熊本放送（RKK）、大分放送（OBS）、琉球放送（RBC）である。
このため、広島県で空いた『6』はそのまま空いており、スピルオーバーが届いているエリアで隣県の局に割り振られるのが常である。
本局を鳥取県・島根県で越境受信される場合はチャンネルポジションが『7』か『9』以降（前者はNHK鳥取放送局、後者はNHK松江放送局が『3』のため）に、山口県では『6』以降（『8』を除く）に設定される（テレビ山口が『3』のため）。

#### アナログ放送
2011年7月24日終了時点
親局
広島（黄金山＝広島市南区） JOER-TV 4ch 10kW
中継局
北広島千代田 59ch 100W
江田島大柿 49ch 100W
呉 9ch 74W（休山）
竹原・大崎上島 59ch 100W
三次 9ch 75W
東広島西条 9ch 3W
東広島黒瀬 60ch 10W
尾道 JOEE-TV 10ch 1kW（高見山） 備後地区基幹局
福山 7ch 100W（蔵王山）
福山西 33ch 10W（彦山）
府中（福山市新市町） 59ch 100W
安芸太田加計（安芸太田町加計） 5ch
地形の関係で難視聴地域が多く、放送回線（STL・TTL）は複雑、他に多くの中継局を持つ。

##### アナログ放送終了特別クロージング
2011年7月24日正午に地上アナログ放送が終了。その後はブルーバックによるお知らせ画面（総務省地デジコールセンターの電話番号を表記）を流し続けた。23時55分ごろから1959年（アナログ放送開始）から52年間を振り返るVTRが流され、続けて『中国地方の子守唄』をハープで演奏する映像（奏者は不明）が流れた後、ホワイトバックに「JOER-TV JOEE-TV 52年にわたるご視聴ありがとうございました。これからはデジタル放送でお楽しみ下さい。 RCC中国放送（正式ロゴマーク）」のテロップが表示された。完奏後、本名正憲アナウンサーの「JOER-TV、JOEE-TV。ご覧の放送は、RCC中国放送です。52年にわたり、アナログ放送をご覧いただき、ありがとうございました。これをもちまして、アナログ放送を終了いたします。これからは、デジタル放送で、RCCテレビをお楽しみ下さい。」のナレーションの後、23時59分にアナログ放送は停波した。RCCの社史『RCC開局60年 デジタル化の道のり [50-60年史]』には「アナログ放送終了3秒前（11時59分57秒）」、「中国地方の子守唄のハープ演奏」、「JOER-TV JOEE-TV 中国放送のテロップ」がそれぞれ掲載されている。

#### スタジオ
- Aスタジオ - ニュース・情報系生番組用のスタジオで、『イマナマ!』『Eタウンスポーツ』などの生番組で使用。セットは常設されている。かつては汎用スタジオとして『週刊パパたいむ』などで使用していた。
- Bスタジオ - 主に収録やイベントなどで使用。クロマキーと小規模のセットが常設されている。元々はラジオの「第1スタジオ」として公開放送等に使われるスタジオだったが、後にテレビスタジオに転用され、転用後はニュース・情報系生番組用のスタジオとして夕方の帯番組で使われていた。なお、ラジオの「第1スタジオ」は前述した「第2・3スタジオ」の大規模改装に伴う名称変更まで欠番状態だった。
- ニューススタジオ - 『JNNニュース』『報道特集』『Nスタ』のローカル枠、過去に放送されていた『RCCニュース』『ひろしまトピックス』などのスポットニュースで使用
  - スタジオ運用・機材メンテナンスなどの都合によってはスポットニュースでもAスタジオを使用する場合やAスタジオのセット改装などの理由でBスタジオに移動する場合もある。

#### 区域外再放送
以下のケーブルテレビで区域外再放送されている。
島根県
邑智郡美郷町の共同アンテナ（一部）
邑智郡邑南町の共同アンテナ（一部）
山口県
アイ・キャン（旧岩国市エリアと同市本郷町・美和町・由宇町と玖珂郡和木町エリアのみ） - 2009年5月13日より地上デジタル放送での再送信が開始された。
愛媛県
上島町CATV（弓削局のみ）
後発系列のあいテレビの難視聴対策のためで、あいテレビ共々配信。
以前は以下のケーブルテレビでも区域外再放送が行われていた。
岡山県
井原放送（井原市エリア、2007年終了、RSKテレビに集約）

### 現在放送中のテレビ番組

#### 自社制作番組
- 以下の番組の中には、関連会社のRCCフロンティアなどが制作協力している番組もある。

ローカル報道番組
- RCC NEWS（各報道番組に内包して放送）
- 広島平和記念式典中継（毎年8月6日）

（平日　2021年度の例）7:50頃（番組編成上は8:00） - 8:30に中継。『あさチャン!』は7:50頃で飛び降り（番組編成上は通常通り8:00まで同番組のまま）。中継終了後、『ラヴィット!』を30分遅れの録画ネット（8:30 - 10:25）で放送。
（土曜　2016年度の例）7:30 - 8:45に中継。その後『サワコの朝』（8:45 - 9:15）、『サタデープラス』（9:15 - 10:40）をいずれも75分遅れの録画ネットで放送。『王様のブランチ・第1部』は臨時非ネット。
（日曜　2017年度の例）8:00 - 8:45に中継。その後『サンデーモーニング』を45分遅れの録画ネット（8:45 - 10:39）で放送し、10:39 - 11:24はミニ番組や特別番組を編成。『サンデージャポン』は臨時非ネット。
ローカル情報番組
- イマナマ!（月曜 - 金曜 15:40 - 18:56）[注 40]
- ランキンLand!（金曜 10:30 - 11:22）[注 41]
- イマナマ!ワールド（原則日曜 15:54 - 17:00。放送時間が前後に移動したり、土曜に放送される場合もある）

ローカルバラエティー番組
- DTMクラブ（土曜 1:43 - 1:58（金曜深夜））
- アインシュタインの出没!ひな壇団（土曜 12:00 - 13:00。RSK山陽放送・テレビ山口でも遅れ放送。過去にはMBSテレビ・CBCテレビ・RKBテレビでも放送）
- レンタルクロちゃん[87]（日曜 0:28 - 0:43（土曜深夜））
- 元就。（日曜 12:54 - 13:54。前者の時間帯に全国ネットの特別番組が編成される場合は『サンデージャポン』を休止の上で9:54 - 10:54に繰り上げるか、休止するかのいずれかで対応）
- ノーヘン（不定期放送）
- HAYARIYA（不定期放送）

スポーツ番組
- ゴルフざんまい（日曜 6:15 - 6:45）
- Veryカープ!RCC カープナイター／RCC カープデーゲーム中継（広島県ローカル時）
S☆1 BASEBALL（全国ネット・一部地域ネット・ビジター球団地元局との局間ネット時）

※対巨人戦の週末・祝日デーゲームと日本シリーズを全国ネットで放送する際、前者はTBSテレビ・毎日放送が制作に加わり（名目上は中国放送・TBSテレビ製作著作、毎日放送制作協力〈ノンクレジットの場合あり〉だが、スコア表示など技術面の一部は毎日放送が、全国ネット時間帯のリアルタイム字幕放送と番組送出はTBSテレビが、ローカル放送時間帯は中国放送が担当）、後者はTBSテレビ主導制作（技術面・リアルタイム字幕放送・連動データ放送付加・番組送出も全て担当し、中国放送は制作協力扱いとなる）で放送する。
- （冠スポンサー名）スポーツスペシャル・中国実業団駅伝（毎年11月に放送）

※冠スポンサー（大会特別協賛社）は2008年度まではタマホーム、2009年度はアキュラホーム、2010年 - 2014年度は積和不動産中国、2015 - 2022年度は合人社グループ。
- LIONスポーツスペシャル・RCCひろしま女子駅伝競走大会

※毎年3月に放送。2020年は新型コロナウイルス感染拡大により開催・放送を中止（同年は3月1日〈日曜〉に開催予定だった）。
2021年は3月7日に開催されたが、地上波での単独番組としては放送せず、公式動画サイト「RCC PLAY!」で生配信し、3月17日に『イマナマ!』内でダイジェストを放送。
- BOAT RACEライブ

宮島競艇場開催分を広島テレビと分担して担当するが、名目上は中国放送の製作著作ながら、番組の実制作と配信は製作協力局のTOKYO MXが担当〈広島地区での地上波放送がない場合はTOKYO MXが製作著作〉。系列に関係なくネットワークが編成されるため、日本テレビ・フジテレビ・テレビ朝日系列局で放送される地域や、BS-TBS以外のキー局系BS放送でも放送される場合あり。
- HiFA 平和祈念 Balcom BMW CUP 広島国際ユースサッカー（1試合を深夜に録画放送。その他の試合もストリーミング配信を実施）

ひろしまフラワーフェスティバル特別番組
- 花の総合パレード（毎年5月3日。開催時期の異なる2023年は6月10日に放送）
- きんさいYOSAKOI（毎年5月5日。開催時期の異なる2023年は放送なし）

年1回放送の特別番組
- カープファン感謝デー（毎年11月下旬か12月上旬に放送、2006年度からHD制作。2017年からは『イマなまっ!』→『イマナマ!』に内包〈土曜・日曜開催時は同番組のスペシャル扱い〉して生中継を実施）

※単独番組時代の冠スポンサーは2006年まではキョーエイ産業、2007年（12月1日 14:54 - 15:54）はアーバンコーポレイション、2008年（12月7日 14:00 - 15:00）はDEODEO。
- JNN28局全国ネット番組（毎年2月放送。年度によりバラエティ番組とドキュメンタリー番組の場合あり。自社制作番組の『JNN企画大賞』受賞時は当該番組を1月に放送）
  - JNN企画大賞・命をつなぐ 動物園、もう一つの誓い（2020年1月18日〈土曜〉16:00 - 16:54。ナビゲーター：仲間由紀恵、レポーター：市川美織・高田夏帆）
  - 2021年は新型コロナウイルス感染拡大対策によるロケーション・遠距離往来の制限、スタッフの減少など制作状況の逼迫により中断。
  - 有吉弘行の故郷に帰らせていただきます。（2022年 - 2025年放送）
    - 第1弾：2022年2月27日〈日曜〉14:30 - 15:54。出演：有吉弘行・枡田絵理奈〈元TBSテレビアナウンサー、広島東洋カープ内野手・堂林翔太夫人〉・山根良顕・友近・新井貴浩〈出演当時TBSテレビ・中国放送野球解説者。翌2023年より広島東洋カープ監督〉・佐々岡真司〈出演当時広島東洋カープ監督。翌2023年より中国放送野球解説者〉。ナレーション：日村勇紀
    - 第2弾：2023年2月11日（土曜）14:00 - 15:24。出演：有吉弘行・枡田絵理奈・アンガールズ（田中卓志[注 42]・山根良顕）・谷繁元信（フジテレビ・ニッポン放送他野球解説者）・新井貴浩。ナレーション：日村勇紀
    - 第3弾：2024年2月10日（土曜）14:00 - 15:24。出演：有吉弘行・枡田絵理奈・アンガールズ。ナレーション：日村勇紀
    - 第4弾：2024年2月8日（土曜）14:00 - 15:24。出演：有吉弘行・アンガールズ。ナレーション：日村勇紀・枡田絵理奈

ミニ番組
- 元就。ひろしまテスト（火曜 18:56 - 19:00）
- こうじ君のなぜなぜ豆辞典（Season3）（水曜 18:56 - 19:00）
- つなぐ大地の絆〜Baton〜（木曜 18:56 - 19:00）
- 情熱サンフレッチェ（金曜 22:54 - 23:00）
- 広島大家族。プロジェクト（土曜 18:50 - 18:55）
- 元就。二百万一心（土曜 21:56 - 22:00）
- オシオシ★エンタ（月曜 2:28 - 2:30（日曜深夜））

県内各自治体の広報番組
- ピース!ピース!ふくやま（日曜 11:24 - 11:30、福山市広報番組）
- 鈴木福のミミヨリ!ひろしま（日曜 21:54 - 22:00、広島市広報番組）

#### ネット番組
民間放送教育協会制作番組
- 日本のチカラ（日曜 5:45 - 6:15）
- 民教協スペシャル（毎年2月11日に放送）

TBS系列番組
制作局の表記のない番組はTBSテレビ制作。太字は同時ネット。
- ひるおび・午前（水曜 - 木曜 10:25 - 11:30）[注 43][注 44][注 45]
- ゴゴスマ -GO GO!Smile!-（月曜 - 金曜 13:55 - 15:40、CBCテレビ制作）[注 46]
- ニューかまー（月曜 23:56 - 24:55）
- すぱいす。（火曜 1:50 - 2:20（月曜深夜）、BS-TBS制作）
- ねこ自慢（火曜 10:25 - 11:22、BS-TBS制作）
- 有田哲平とコスられない街（火曜 23:56 - 24:26）
- ジンギス談!（水曜 0:26 - 0:55（火曜深夜）、北海道放送制作）
- 世界くらべてみたら（水曜 19:00 - 20:00）[注 47][注 48]
- それって実際どうなの会 （水曜　20:00 - 20:54）
- ニノなのに（水曜 20:54 - 21:58）
- よしもと新喜劇（水曜 23:56 - 24:55、毎日放送制作）[注 49]
- 町中華で飲ろうぜ（木曜 0:55 - 1:25（水曜深夜）、BS-TBS制作）
- 歩道・車道バラエティ 道との遭遇（土曜 1:13 - 1:43（金曜深夜）、CBCテレビ制作）
- バナナマンの早起きせっかくグルメ!!（土曜 5:50 - 6:35）
- 王様のブランチ・第1部（土曜 9:30 - 11:45）[注 50]
- かまいたちの知らんけど（土曜 13:00 - 14:00、毎日放送制作）
- 週刊さんまとマツコ（土曜 17:00 - 17:30、2024年10月よりレギュラー放送を再開。特別番組などの編成の都合により別時間帯で放送する場合あり）
- RKB×三井松島レディス・2日目（5月第2週の土曜午後に放送〈放送時間は年度により異なる〉。翌日の最終日は全国ネット）
- 有吉ジャポンII ジロジロ有吉（日曜 0:43 - 1:13（土曜深夜））
- サンデージャポン（日曜 10:00 - 11:24）[注 51]
- 西乃風ブラン堂（月曜 1:58 - 2:28（日曜深夜）、毎日放送制作。広島県を扱う場合は中国放送・RCCフロンティアが制作協力として参加）[注 52]

テレビ東京系列番組
制作局の表記のない番組はテレビ東京制作。
- おとな旅あるき旅（月曜 9:55 - 10:25、テレビ大阪制作）
- 有吉ぃぃeeeee!そうだ!今からお前んチでゲームしない?（火曜 0:55 - 1:45（月曜深夜））
- 飯尾和樹のずん喫茶（火曜 9:55 - 10:25、BSテレ東制作）
- 怪獣8号（第2期）（水曜 1:25 - 1:55（火曜深夜））
- じっくり聞いタロウ〜スター近況（秘）報告〜（木曜 1:25 - 1:55（水曜深夜））
- すっかり にちようチャップリン（土曜 0:43 - 1:08（金曜深夜））
- となりのスゴイ家（土曜 6:35 - 7:30、BSテレ東制作）
- 日経スペシャル ガイアの夜明け（第2・4・5月曜 0:58 - 1:58（日曜深夜）） [注 53]
- ナゼそこ?（土曜または日曜午後を中心に不定期放送）
- 世界!ニッポン行きたい人応援団（土曜または日曜午後を中心に不定期放送）
- デカ盛りハンター（土曜または日曜午後を中心に不定期放送）
- 土曜スペシャル（土曜または日曜午後を中心に不定期放送）
- 何を隠そう…ソレが!（土曜または日曜午後を中心に不定期放送、土曜が多い）

その他（独立局・製作委員会方式など）
- Music B.B.Japan（火曜 2:25 - 2:55（月曜深夜））
- 小田井涼平のレトロマングルメ（火曜 11:22 - 11:30、群馬テレビ制作）
- いろはに千鳥（水曜 0:55 - 1:25（火曜深夜）、テレビ埼玉制作）
- ばっどがーる（水曜 2:00 - 2:30（火曜深夜））
- JNN NEWS（フィラー枠）
- ダグアウト!!!（BSJapanext→BS10制作。広島東洋カープのOBが出演する回を中心に不定期放送）

### 過去に放送したテレビ番組

#### 過去の制作番組
ローカル報道番組
- RCCスコープ（1990年4月 - 1994年4月）
- RCC today（1995年10月 - 1996年3月）
- ニュースひろしまの森（1996年4月 - 1998年3月）
当初は17:00からスタート。途中に「JNNニュースの森」を内包するスタイルで、ニュース中心の内容とした。前半の1時間は東京からの生中継もあり、元アナウンサーの徳丸文がリポーターを担当した他、気象予報士の森田正光も出演していた。
その後、1997年4月より「川島宏治の広島大百科」開始に伴い18時台後半のみとなった。
- RCCニュース・ブリッジ（1998年3月 - 2000年6月）
- ナイトプレス（1999年4月 - 2001年9月）
- RCCニュースサタデー
- RCCサンデースポーツ&ニュース→RCCサンデースポーツ
- RCCニュース6（2012年4月 - 2019年12月）

ローカル情報番組
- 家庭ジャーナル（1971年 - 1983年）
- ウイズYOU（1983年 - 1987年）
- 中国ウィークエンドけいざい→RCCエコノPRAZA（1988年 - 1992年）
経済情報番組。土曜午前中に放送。
- 橋本くんと寺内くん（1987年 - 1988年、橋本くんとは橋本雅明アナウンサーを指す）
- 週刊パパたいむ（1992年4月 - 2003年6月）
- なんでもワイド（1994年4月 - 1996年3月）
- 瀬戸内海21（1996年4月 - 1999年3月）
1967年の開局15周年を機に制作された特別番組『瀬戸内海』の企画を継承した情報番組。
- 川島宏治の広島大百科（1997年4月 - 2000年6月）
- RCCときめきストリート（2000年7月 - 2001年9月）
- モテモテ6（ロック）（2000年4月 - 2001年9月、2000年7月以降は「RCCときめきストリート」に内包）
- ごじごじテレビ→ごじテレ。（2001年10月 - 2005年3月）
- RCCイブニングワイド
  - イブニング・ニュース広島（2005年3月28日 - 2009年3月27日）
  - イブニング・ふぉー（2005年3月28日 - 2012年3月29日）
- ひとくふう発見伝 元就。東広島外伝（2012年度に6回放送）
- イマなま3チャンネル（2012年4月2日 - 2014年9月19日）
- シンデレラエクスプレス（ラジオ版も放送されていた）
- 火曜ランキン!
- イマオシ3
- RCCプロジェクト Eタウンスポーツ

2000年10月から2015年3月14日まで放送されていた『Eタウン』をリニューアル・改題。
ローカルバラエティー番組
- KEN-JIN（1997年4月 - 2004年3月）→KEN-JIN DX（2004年4月 - 2005年4月）
- 姫のお夜食（2000年4月 - 2001年9月〈断続放送〉）
- 女子アナ天国マル生じゃ（2001年10月 - 2002年3月）
※マル生は「生」の字を丸囲みしたもの。
- モテモテロックnight（2001年10月 - 2004年3月）
2001年4月から2001年9月まで放送されていた『モテモテ6（ロック）』をリニューアル・改題。
- TIM神様の宿題（2003年7月10日 - 2009年3月19日）
- あぐり家日和（2004年4月 - 2005年3月）
- コンプレX（2005年4月 - 12月）
- 旬感!ブランチ（2005年4月 - 2006年3月）→『旬感!アミーゴ』（2006年4月 - 2007年3月）
- なんナン!?（2005年4月 - 2006年9月）
- ぶらぴ（2006年4月19日 - 2008年3月19日）
- オトメキ（2008年4月30日 - 2009年3月18日）
- アォーン!（2009年4月17日 - 2014年3月14日）
- ミラクルマジカル宣伝部（2014年4月 - 2015年3月）
- ミマせん?（2015年4月 - 2016年3月）
- カンムリ（2016年4月29日 - 2020年3月27日）※山陰放送・RSKテレビ・テレビ山口・あいテレビにもネット。
- つじもと地産地消漫菜食堂（2009年4月29日 - 2013年3月23日）
- よしもとFUNFAN TV
- サウナぼっち。

スポーツ番組
- HOT DOG（1997年4月 - 9月）
風見しんごが司会のスポーツ情報番組。
- ひろしまスポーツ天国（1997年10月 - 1999年3月）→スポ天!!（1999年4月3日 - 2002年3月）
「HOT DOG」の後継番組。当初は土曜18:00枠で放送され、『Eタウン』開始後は午前中へ枠移動。
- じゃんが×2スタジアム〜ひろしまスポーツ応援団〜（2009年4月29日 - 2010年3月17日）
- レッツゴーカープ
- JUKEN 週刊サンフレッチェ（住建産業〈現：ウッドワン〉の冠提供番組として放送）
- RINRINトライアングル
中国地方の競輪（広島競輪場・玉野競輪場・防府競輪場）についての情報番組。岡山県・香川県ではRSKテレビではなくテレビせとうち（テレビ東京系列）で、山口県ではテレビ山口ではなく山口放送（NNN/NNS）で放送された。
- 週刊!JTサンダーズ（2015年1月 - 3月、2016年1月 - 3月）;スポーツ番組
- ゴルフの花道シリーズ

スポーツ中継番組
- ひろしまピースカップ・アジアクラブバレーボール選手権（AVCアジアクラブ選手権の前身大会）
予選リーグはRCCローカルで深夜録画、準決勝・決勝戦はJNN全国ネットで土曜・日曜午後に生中継で放送された。
- 中国駅伝（全国都道府県対抗男子駅伝へ移行するため大会自体が終了）
- 中国山口駅伝（テレビ山口と共同制作。2006年以降はラジオでは山口放送からのネット受けで放送。2019年を最後に大会自体が終了）

※以下は競技自体は継続中
- - 中国女子駅伝（中国放送での放送当時は広島市内での開催だったが、2015年に『中国女子世羅駅伝』として世羅町での開催に移行）
  - 中国中学校駅伝（1990年代に放送後、長らくテレビ放送が途絶えていたが、2023年には久々に地上波テレビ放送とIRAW by RCCでのストリーミング配信を実施）
  - Jリーグ中継（サンフレッチェ広島ホームゲーム。年度により放送の有無あり。2022年はJリーグ公式映像に独自の実況と映像を挿入する形式で放送）[注 54]
  - 全国高等学校ラグビー・広島県大会決勝（年度により完全版とダイジェスト版の場合あり）[注 55]
  - 全国高等学校野球選手権広島大会（ラジオ中継も行っていたが、テレビ中継は1972年に広島ホームテレビへ移行。ラジオ中継の休止時期は不明）[88]

ローカル音楽番組
- 壺（2000年8月 - 2006年9月）
  - ゆる壺
- ブルマン（2006年10月 - 2008年3月）
- 部長に負けるな〜OLミチコのひとりごと

ローカル教養番組
- 広島大学テレビセミナー

ブロックネット番組
- ふれあいの道（1987年10月 - 1998年9月。NTT中国グループの単独提供）
中国・香川ブロックネット番組、RSKテレビ・山陰放送・テレビ山口との4局が持ち回りで制作。
- サンデーバード（1998年10月 - 1998年12月）
中国・香川ブロックネット番組、RSKテレビ・山陰放送・テレビ山口との4局共同制作。
- それゆけホッティーズ!（1994年10月 - 1997年3月）
中国・香川ブロックネット番組、クレジット上は電通との共同制作。

ミニ番組
- コントで安心　お役に立ちま～す!（広島市政番組）
- みよしテスト おしえてきりこ!ちゃん（三次市制番組）
- ゆめタン!（2012年3月2日 - 2013年2月28日）[注 56]
- ひろしまトピックス
- ラブ・グリーン スタイル
- dポンなび
- できるMON!
- at homeプレゼンツ あなたの街のオモシロ動画SHOW!! 拝啓、つぶ神さま
- やっぱり!ココに住みたい。
- ひろがく!劇場
- ひろしま日常劇場 ご老公様 出番ですよ（広島市広報番組）
- お宝ハンター くれきん団→くれきん団と呉のお宝→こちら!くれきん新聞!→くれワンダーランドJourney（呉市広報番組）
- 野々村真の広島!魅力発見
- 翔べ!ドラゴンフライズ
- フューチャー!フューチャー!
- 新井貴浩のWatch Log

テレビドラマ
- RCCテレビ60年特別企画リリーフドラマ 恋より好きじゃ、ダメですか?（2019年4月 - 9月、広島東洋カープ戦中継の試合終了後などで放送）[注 57]
- 叫ばないと生きていけない（2022年1月 - 3月）

その他
- 家族そろって歌合戦（広島県での公開録画は中国放送が製作著作）
- みんなで出よう55号決定版!（同上）[注 58]
- 日本一のおかあさん（広島県での公開録画は中国放送・TBSテレビが共同で製作著作）
- オーケストラがやって来た（広島県での公開録画はテレビマンユニオン・中国放送・TBSテレビが共同で製作著作）
- 中国新聞文字ニュース（1993年4月 - 2005年3月）
深夜・早朝のフィラー番組。
- アジア・ピースロード
第12回アジア競技大会協賛、中国新聞社との共同企画でアジア各国を取材したドキュメンタリー。テーマ曲は村下孝蔵『一粒の砂』。
- 京極夏彦 巷説百物語（2003年10月19日 - 2004年1月11日）（CBCテレビ、RKB毎日放送との共同制作）
- ワカコ酒（BSジャパン〈現：BSテレビ東京〉との共同制作）[注 59]
- 山陽線物語（1964年11月3日、9:30 - 11:20放送、広島テレビの開局後ながら、山口放送との共同制作）[89]
- TAXI A GO!GO!（北海道放送、東北放送、静岡放送、RSKテレビ、RKB毎日放送との共同制作）
- ある勇気の記録
  - 挑戦者 続・ある勇気の記録（以上、NET・東映テレビプロダクションとの共同制作のドラマ。広島ホームテレビ開局以前にNET系番組として放送）
- 聖の青春（テレビマンユニオン・TBSテレビとの共同制作によるドラマスペシャル。2001年1月6日の14:00 - 15:54に放送）

#### TBS系列局制作番組（全局スポンサードネット対象番組を除く）
TBSテレビ制作
- チャージマン研!（ナック制作・TBSテレビ幹事。TBSテレビと同時間帯だが、週遅れネットで放送）[90]
- 王様のブランチ・第2部（打ち切り後、非ネット期間を経て第1部を同時ネット）
- ワンダフル（一時期途中飛び降り）
- ヤマトタケル
- B'T-X
- さくらももこ劇場 コジコジ（ココストアのスポンサードネットだったが、提供読みが出演声優ではなく中国放送のアナウンサーだった）
- RAVE
- ちっちゃな雪使いシュガー（第1話のみ放送。冒頭の原作者のメッセージを広島県出身の監督のメッセージに差し替え）
- そこが知りたい（自社制作番組『週刊パパたいむ』開始時にレギュラー放送打ち切り）
- けいおん!シリーズ
- 噂の現場直行ドキュメン ガンミ!!
- 有田チルドレン
- ナイナイの海外定住実験バラエティー 世界のどっかにホウチ民
- UTAGE!
- Momm!!
- KAT-TUNの世界一タメになる旅!
- アリよりのアリ〜理想の男女をビジュアル化〜
- 恋んトスシリーズ
- 万年B組ヒムケン先生
- Good Time Music
- NEWSな2人
- アメージパング!
- スーパーサッカー
- 上田晋也のサタデージャーナル（レギュラー放送は2018年3月で打ち切り。その後単発放送あり）
- なかい君の学スイッチ（同時ネット）
- 有田哲平の夢なら醒めないで
- 噂の!東京マガジン（編成により同時ネット・遅れネット・打ち切りを繰り返した。番組自体はBS-TBSに移行して継続中）
- トコトン掘り下げ隊!生き物にサンキュー!!（原則として同時ネットだったが、プロ野球中継など自社制作番組のため休止の場合あり。別枠で再放送も実施）
- 中居くん決めて!（同時ネット）
- 有田ジェネレーション
- 中居大輔と本田翼と夜な夜なラブ子さん（同時ネット、2021年3月で打ち切り）
- 月バラナイト（同時ネット）
- スター爆笑座
- まるっと!サタデー（番組開始当初はフルネットだったが、2022年1月から番組終了までは第1部のみのネットに変更）
- 不夜城はなぜ回る（同時ネット）
- よるのブランチ（同時ネット、2023年6月で打ち切り、番組自体は継続中）
- あなたはどれに当てはまる?スター★性格診断SHOW（同時ネット）
- 形から入ってみた
- 夜明けのラヴィット!（同時ネット、2023年12月で打ち切り、番組自体は継続中）
- 賞金奪い合いネタバトル ソウドリ～SOUDORI～（番組自体は継続中）
- DEEPな店の常連さんに密着 イキスギさんについてった（同時ネット）
- TBSスター育成プロジェクト 私が女優になる日（同時ネット）
- 東大王（ローカルセールス時代は原則として同時ネットだったが、プロ野球中継など自社制作番組のため休止の場合があった）
- ワールド極限ミステリー（同時ネット）
- ドラマストリーム（同時ネット、枠自体は継続中）
  - からかい上手の高木さん（テレビドラマ版）[91]
  - さっちゃん、僕は。
  - 毒恋〜毒もすぎれば恋となる〜[92]
  - 地獄の果てまで連れていく

ほか
毎日放送制作
- 毎日放送制作平日14:00 - 14:55枠のワイドショー
  - スタジオ2時→ワイドYOU→ごきげん2時→きらめきワイド→レインボー→（一時廃枠）→はーい!昼ナマ（途中打ち切り）
- モーレツ!!しごき教室（腸捻転時代は広島ホームテレビ・中国放送・広島テレビのいずれも未放送）
- 桂三枝のファイト&ファイト（腸捻転時代の放送状況は不明）
- 仁鶴・たか子の夫婦往来（腸捻転時代の放送状況は不明）
- 素人名人会（腸捻転時代の放送状況は不明）
- 藤山寛美いろは劇場
- 仮面ライダースーパー1（第24話以降、中国放送では月曜 17:30 - 18:00に放送）
- 突然ガバチョ!
- サントリー1万人の第九（1983年・84年は同時ネット、1987年は毎日放送での放送と同日の深夜に遅れネット。その間放送がなかったが、2022年以降はTBS系列全国ネット番組として放送）
- ちちんぷいぷい（打ち切り後も単発放送）
- ジャイケルマクソン
- 女性ホルモン分泌バラエティー 全力☆が〜る
- 土俵ガール!
- ロケみつ〜ロケ×ロケ×ロケ〜（途中打ち切り）
- 闇金ウシジマくんシリーズ
- 吉本陸上競技会ザ・ゴールデン（第13・14回を放送）
- 水野真紀の魔法のレストラン→水野真紀の魔法のレストランR（断続的に放送、番組自体は継続中）
- 歌ネタ王決定戦（2015年・2018年に放送）
- ごぶごぶ（番組自体は継続中）
- 戦え!スポーツ内閣（広島東洋カープが関係した内容や、中国放送の野球解説者・アナウンサーの出演時などに不定期放送）
- メッセンジャーの○○は大丈夫なのか?
- 痛快!明石家電視台（番組自体は継続中）
- 住人十色 〜家の数だけある、家族のカタチ〜（番組自体は継続中）
- アインシュタインの愛シタイン（番組自体は継続中）
- マイホームヒーロー（テレビドラマ版）
- 毎日放送制作深夜アニメ[注 60]
  - コードギアス 反逆のルルーシュ（第1期。第2期はTBS系列全国ネット番組として放送）
  - DARKER THAN BLACK -黒の契約者-（『DARKER THAN BLACK -流星の双子-』は未放送）
  - マクロスF
  - 黒執事（第3期以降は未放送）
    - 黒執事II

  - バスカッシュ!
  - 魔法少女まどか☆マギカ（本放送終了後に放送）
  - 進撃の巨人（第2期まで、第3期以降はNHKで放送）
  - 昭和元禄落語心中（第1期のみ放送）
  - 炎炎ノ消防隊 弐ノ章（第1期はTBS系列全国ネット番組として放送）
  - ハイキュー!! TO THE TOP（第2クール）[注 61]
  - 東京リベンジャーズシリーズ（第1期は未放送）
  - ぽんのみち
  - HIGHSPEED Étoile

ほか
その他系列局制作
- スープカレー（北海道放送制作）
- アーノルド坊やは人気者（CBCテレビ・東北新社制作。金曜 11:15 - 11:45[93]。その後広島テレビへ移行）
- ウルトラマンメビウス（CBCテレビ制作、一部スポンサードネット）
- ノブナガ（CBCテレビ制作）
- 鶴瓶のスジナシ!（CBCテレビ制作、一時BS-i〈現：BS-TBS〉と共同制作）
- 本能Z（CBCテレビ制作）
- 宮川大助・花子のハテはてな?（山陰放送制作）
- はなわの食紀行（RKB毎日放送制作、グリーンコープの単独提供によるスポンサードネット）
- 列車に乗って（RKB毎日放送制作、深夜枠で不定期放送）
- みんなの青春のぞき見TV TEEN!TEEN!（RKB毎日放送制作）
- ミュージックスコップ（RKB毎日放送制作）
- 選抜女子駅伝北九州大会（RKB毎日放送制作、関西・中四国・九州・沖縄ブロックネット。2020年から地上波録画放送がRKB毎日放送とテレビ高知の2局ネットとなり、代替としてBS-TBSで生放送）
- JNN九州・沖縄ドキュメント ムーブ（e-JNN各局の持ち回り制作、深夜枠で単発放送）
- ニッポンど真ん中!（信越放送・新潟放送・北陸放送・チューリップテレビ・テレビ山梨の持ち回り制作、深夜枠で単発放送）
- 静岡発そこ知り（静岡放送制作、深夜枠で単発放送）
- 天狗の台所（BS-TBS制作）

ほか

#### 他系列局の番組

##### テレビ東京系列局制作番組
制作局の表記のない番組は東京12チャンネル→テレビ東京制作。
アニメ・特撮
- グロイザーX
- とびだせ!マシーン飛竜
- スパイダーマン
- 東映制作ロボットアニメ
  - 未来ロボ ダルタニアス
  - 宇宙大帝ゴッドシグマ
  - 百獣王ゴライオン
  - 機甲艦隊ダイラガーXV
  - 光速電神アルベガス
- まんがことわざ事典
- まんが 水戸黄門
- J9シリーズ
  - 銀河旋風ブライガー
  - 銀河烈風バクシンガー
  - 銀河疾風サスライガー
- サイボットロボッチ
- ジャングル大帝（第3作）
- 桃太郎伝説シリーズ
- 三つ目がとおる
- 機甲警察メタルジャック
- 姫ちゃんのリボン
- ミュータント・タートルズ（1987年版）
- スレイヤーズNEXT（途中打ち切り、第1期は県内未放送）
  - スレイヤーズTRY
- 超光戦士シャンゼリオン[注 62]
- 超者ライディーン
- マッハGoGoGo（1997年版）
- ポケットモンスターシリーズ（シリーズ自体は広島ホームテレビへ移行して継続中）[注 63]
  - ポケットモンスター
  - ポケットモンスター アドバンスジェネレーション
  - ポケットモンスター ダイヤモンド&パール
  - ポケットモンスター ベストウイッシュ→ポケットモンスター ベストウイッシュ シーズン2
  - ポケットモンスター XY（第64話まで）
- 超魔神英雄伝ワタル
- トランスフォーマーシリーズ（『マイクロン伝説』以降は広島ホームテレビで放送）
  - ビーストウォーズII 超生命体トランスフォーマー（前番組『ビーストウォーズ 超生命体トランスフォーマー』は未放送）
  - ビーストウォーズネオ 超生命体トランスフォーマー
  - ビーストウォーズメタルス 超生命体トランスフォーマー
  - トランスフォーマー カーロボット
- ロスト・ユニバース
- 彼氏彼女の事情[注 64]
- 電脳冒険記ウェブダイバー
- 朝霧の巫女[注 65]
- たまごっち!シリーズ（第2期『ゆめキラドリーム』から放送）
- かみさまみならい ヒミツのここたま
  - キラキラハッピー★ ひらけ!ここたま
- おそ松さん（第1期のみを本放送終了後に放送）
- けものフレンズ（第1作のみを本放送終了後に放送）
- 宇宙戦艦ヤマト2202 愛の戦士たち
- 蒼穹のファフナー（本放送終了後の2018年に放送）[注 66]
- アイカツプラネット!（以前のシリーズ（『アイカツ!』および『アイカツスターズ!』）は広島ホームテレビで放送）
- SPY×FAMILYシリーズ
- 怪獣8号（第1期）[94]
- キャプテン翼シーズン2 ジュニアユース編（シーズン1は県内未放送）

その他
- 日米対抗ローラーゲーム
- 三菱ダイヤモンド・サッカー（『ワールドサッカー』に改題して放送）
- クイズ地球まるかじり
- 徳光のTVコロンブス
- TVチャンピオン
  - TVチャンピオン2
  - チャンピオンズ〜達人のワザが世界を救う〜
  - TVチャンピオン極 〜KIWAMI〜（不定期放送）
- 出没!アド街ック天国（番組自体は継続中、編成により広島テレビ・広島ホームテレビでも放送）
- クイズ赤恥青恥
- ASAYAN
- たけしの誰でもピカソ（編成により広島テレビ・広島ホームテレビでも放送）
- 出動!ミニスカポリス（途中打ち切り）
- 石橋勝のボランティア21（テレビ大阪制作）
- キネマ地球座
- ハロー!モーニング。（放送途中で広島ホームテレビへ移行）
- 流派-R
- 企業未来!チャレンジ21
- 元祖!でぶや
- たけしのニッポンのミカタ!
- にっぽん!いい旅
- 主治医が見つかる診療所
- コレ考えた人、天才じゃね!? 〜今すぐ役立つ生活の知恵、集めました〜
- 綾小路きみまろの人生ひまつぶし（テレビ大阪制作、途中から広島テレビへ移行）
- イチゲンさん おはつできますか?
- NEO決戦バラエティ キングちゃん
- マスカットナイト・フィーバー!!!（後番組『恵比寿マスカッツ横丁!』は県内未放送）
- おしゃべりオジサンとヤバイ女
- 一茂&良純の自由すぎるTV
- モヤモヤさまぁ〜ず2（番組自体は継続中）
- おさな妻（C.A.Lとの共同制作。1972年に火曜 15:00 - 15:56枠で放送）
- 残りの雪（日経映画社・松竹と共同制作。1975年に、当時TBS系のローカルセールス枠だった火曜22:00枠で放送）
- 海のオルゴール（1977年に、当時TBS系のローカルセールス枠だった火曜22:00枠で放送）
- 大江戸捜査網（再放送は広島テレビ・広島ホームテレビ・テレビ新広島でも実施）
- 銀と金
- 電影少女 -VIDEO GIRL AI 2018-（第2シリーズは未放送）
- レンタルなんもしない人
- ただ離婚してないだけ
- ドラマ24（枠自体は継続中）
  - 下北沢ダイハード
  - 忘却のサチコ
  - フルーツ宅配便
  - きのう何食べた?
    - きのう何食べた? Season2

  - Iターン
  - あのコの夢を見たんです。
  - スナック キズツキ
  - シジュウカラ
  - しろめし修行僧
  - コタキ兄弟と四苦八苦
  - 40万キロかなたの恋
  - 生きるとか死ぬとか父親とか
- ドラマ25（枠自体は継続中、『ひとりキャンプで食って寝る』はテレビ新広島で放送）
  - サ道（『サ道2021』は未放送）
  - 先生のおとりよせ
  - 絶メシロード season2（season1は県内未放送）

ほか

##### NETテレビ→テレビ朝日系列の番組
腸捻転時代に放送された朝日放送テレビ制作の番組
☆は広島ホームテレビへ移行、★は腸捻転時代に完結後、広島ホームテレビでも再放送された番組。
- てなもんや三度笠
- おやじバンザイ（広島県の民放2局時代は遅れネットで放送）
- 東芝日曜劇場（TBSテレビ制作が中心だが、単発ドラマ時代は一部が朝日放送テレビ制作だった〈腸捻転解消後は毎日放送が制作に参加〉。北海道放送・CBCテレビ・RKB毎日放送制作の場合もあり）
- 近鉄金曜劇場（TBSテレビ・北海道放送・CBCテレビ・RKB毎日放送制作の場合もあり）
- 蝶々。雄二の夫婦善哉→ミヤコ蝶々の夫婦善哉☆（広島ホームテレビでの放送は最末期の半年間のみ）
- お荷物小荷物（沖縄編・カムイ編）
- ワイドサタデー☆（中国放送→広島ホームテレビも共同制作として参加）
- 新婚さんいらっしゃい!☆（この番組のみ2023年現在も放送中）
- シャボン玉プレゼント☆
- 必殺シリーズ☆（『暗闇仕留人』までは★）
- ふしぎなメルモ★
- 海のトリトン★（広島ホームテレビでは腸捻転解消直後に再放送を実施）→ど根性ガエル★（1981年のリメイク版アニメと2015年のテレビドラマは広島テレビで放送）→はじめ人間ギャートルズ☆（再放送はTBSテレビ・中国放送での放送分を広島ホームテレビで、NETテレビ・広島ホームテレビでの放送分を中国放送で行った事例あり）
- 霊感ヤマカン第六感☆（腸捻転解消後はローカルセールスによる任意ネット化により、広島ホームテレビでの放送は日曜午後枠を中心に不定期に近い形で行われた後、途中打ち切り）
- お笑い花月劇場☆（吉本新喜劇）
- 道頓堀アワー☆（松竹芸能と共同制作）
- 斬り抜ける★（広島ホームテレビでは腸捻転解消直後に再放送を実施）
- ただいま恋愛中☆（中国放送ではローカルセールス枠時代は遅れネット。広島ホームテレビへの移行後は編成により同時ネット・遅れネットの場合あり）
- プロポーズ大作戦（移行から8か月後にNET系列全国ネット化）☆
- ワイドショー・プラスα☆
- 部長刑事（深夜枠で放送）☆

広島ホームテレビ開局以前に放送されたNETテレビ（現：テレビ朝日）の番組）
★があるものは、広島ホームテレビに移行した番組。
（NETテレビ制作）
- モーニングショー（1964年ネット開始。広島ホームテレビ開局後も1971年3月まで同時並列放送）★
- アフタヌーンショー（1967年10月ネット開始。広島ホームテレビには1970年10月の試験放送開始時に移行）★
- 鉄道公安36号
- 特別機動捜査隊（一時放送を中断した期間あり。広島ホームテレビには1970年10月の試験放送開始時に移行）★
- 氷点
- 白い巨塔（第1シリーズ）
- ナショナルゴールデン劇場★
- ポーラ名作劇場★
- ナショナルキッド→少年ケニヤ
- 七色仮面
- 俺は用心棒
- 待っていた用心棒
- 素浪人 月影兵庫（近衛十四郎主演）→素浪人 花山大吉★
- 旅がらすくれないお仙
- 鬼平犯科帳（NET版第1シリーズ）
- 日曜洋画劇場（別タイトルで土曜深夜に放送）★
- 狼少年ケン
- 月曜19時台前半アニメ枠
  - 海賊王子→魔法使いサリー（第1シリーズ）→ひみつのアッコちゃん★（第1シリーズ。広島ホームテレビにはサービス放送開始時に移行。再放送は基本的に広島ホームテレビ・中国放送を中心に、時折広島テレビでも放送）
- 水曜21時時代劇枠
  - 日本剣客伝→新・日本剣客伝→日本任侠伝
- 少年忍者風のフジ丸
- レインボー戦隊ロビン
- もーれつア太郎（第1シリーズ）★
- 象印スターものまね大合戦★（広島ホームテレビ開局後も1973年3月25日まで放送。広島ホームテレビでは同年3月31日に夕方枠で前週分を単発遅れネットの後、4月1日から正式に同時ネット）
- ワールドプロレスリング（1970年11月までは土曜22時に放送）★
- 百万人の英語（テレビ版、ラジオ版は広島FMで放送）
- 題名のない音楽会（東京12チャンネル制作時代から放送）★

（腸捻転時代の毎日放送制作）
- 奥さん!2時です（東京12チャンネルとの交互制作。『アフタヌーンショー』の1970年10月の試験放送開始時の広島ホームテレビへの移行に伴いネット開始。朝日放送テレビから『ワイドショー・プラスα』ネットのため1972年3月で打ち切り）
- ダイビングクイズ（木曜16:15から遅れネット。1970年6月25日で打ち切り）
- テレビスター劇場（広島ホームテレビ開局後も引き続き放送）
- 八木治郎ショー（『モーニングショー』『アフタヌーンショー』より遅れて1971年10月に広島ホームテレビへ移行後〈広島ホームテレビでは開局時点では当該枠で再放送や外部配給番組を編成〉、腸捻転解消で中国放送へ戻る）
- 野生の王国（基本的に広島ホームテレビへ移行後〈編成により中国放送で放送〉、腸捻転解消で中国放送へ戻る）
- 皇室アルバム（広島テレビ→広島ホームテレビへ移行後、腸捻転解消で中国放送へ戻るが、不定期放送を経て打ち切り）
- がっちり買いまショウ（広島ホームテレビへ移行後、腸捻転解消で中国放送へ戻る）

広島ホームテレビ開局後に放送されたNETテレビ→テレビ朝日の番組
（民間放送教育協会共同制作番組。中国放送他TBS系列局制作の場合あり）
- 親の目・子の目
- いきいき!夢キラリ
- 生きる×2
- 発見!人間力

（広島ホームテレビの編成から漏れた一般番組）
- 宇宙魔神ダイケンゴー（テレビ朝日・東映・鳥プロ制作・在広民放4局化後の1978年10月13日 - 1979年4月13日に放送。金曜 17:00 - 17:30。広島ホームテレビでは1983年に再放送扱いで放送）
- 熱いぞ!猫ヶ谷!!シリーズ（メ～テレを幹事とした製作委員会方式）
- 料理手帖（朝日放送テレビ制作・腸捻転解消前から。テレビ新広島開局後もしばらく放送。番組末期に広島ホームテレビへ移行）
- ヤングおー!おー!（毎日放送制作、1973年放送開始。厳密には東京12チャンネル系扱い。腸捻転解消後もTBSテレビ系番組として放送）[注 67]
- 毎日放送制作金曜21時枠（『狼・無頼控』『幡随院長兵衛お待ちなせえ』『もってのほか』シリーズなど、以上3番組は水曜16:00から時差ネット）
- 東リクイズ・イエス・ノー（毎日放送制作・1974年4月21日 - 1975年3月30日に放送。日曜 11:30 - 11:55）
- Free!（製作委員会方式・朝日放送テレビ制作、第1期のみ放送）

腸捻転解消で広島ホームテレビから中国放送に移行した毎日放送制作の番組（上記以外）
- 仮面ライダーシリーズ（中国放送では『ストロンガー』第1回目から。広島ホームテレビで初回放送された過去の作品の再放送も編成により実施）
- まんが日本昔ばなし（中国放送では1976年1月から。学校長期休暇期間中の再放送ではNETテレビ・広島ホームテレビでの初回放送分も放送）
- ちびっこアベック歌合戦
- 生きものばんざい（広島ホームテレビでは遅れネットだったが、中国放送では同時ネット）

腸捻転解消で広島テレビから中国放送に移行した毎日放送制作の番組
- よしもと新喜劇（腸捻転解消から少し遅れて、テレビ新広島開局後に移行）[注 68]

##### フジテレビ系列の番組
広島テレビ・広島ホームテレビ・テレビ新広島開局以前に放送されたフジテレビ系列の番組
- 鉄腕アトム (実写版)（毎日放送制作だが、関東地区ではフジテレビで放送）
- スター千一夜（フジテレビ制作・広島テレビ→テレビ新広島へ移行）

広島テレビ・広島ホームテレビ・テレビ新広島開局後に放送されたフジテレビ系列の番組
- 一心太助（フジテレビ・国際放映製作。1972年に火曜16:00から放送）[注 69]
- 世紀のびっくりショー（フジテレビ制作・1972年に広島テレビ、広島ホームテレビの編成から外れたために中国放送にて日曜18時から時差ネット）[注 70]
- 忍者部隊月光（広島テレビ開局後だが中国放送で放送。1965年12月時点では金曜 19:00 - 19:30）[注 71]
- 白雪劇場（関西テレビ制作。編成上の都合で広島テレビから移行する形で、1973 - 1974年に一部作品を月曜16:00から放送）

##### 日本テレビ系列の番組
広島テレビ開局以前に放送された日本テレビ系列の番組
- 快傑ハリマオ（日本テレビ制作）
- 頓馬天狗（読売テレビ・東宝制作）
- シャープクライマックス 人生はドラマだ（日本テレビ制作）
- 琴姫七変化（読売テレビ・日本電波映画制作）

広島テレビ開局後に放送された日本テレビ系列の番組
- 0011ナポレオン・ソロ（外国テレビ映画、土曜 23:15 - 24:15。名古屋テレビを発局として放送）[97]
- 特ダネ記者（日本テレビ制作、土曜 20:00 - 20:56、同時ネット）[注 72]
- エプロンおばさん（日本テレビ制作・第1期、水曜 12:00 - 12:45、同時ネット）[99]
- 三菱ダイヤモンドアワー（日本テレビ制作・1969年10月に広島テレビへ移行）
- 健康増進時代（日本テレビ制作・1970年4月に広島テレビへ移行）
- プロ野球ナイター中継（日本テレビ・読売テレビ制作分のネット受けの他、広島主催の制作は中国放送と広島テレビで分担し、中国放送制作時には自社のTBSテレビ系番組編成日にも日本テレビ系への裏送りを実施したこともあった。1968年から広島テレビに一本化）
- 遠くへ行きたい（読売テレビ制作・1973年4月1日から1974年3月31日まで日曜 23:00 - 23:30枠で放送。それ以前の広島テレビまたは広島ホームテレビでの放送実績の有無と、広島テレビへの移行時期は不明）[100]

##### その他の番組
独立局・製作委員会方式
- ロバートの秋山竜次音楽事務所（テレビ埼玉制作）
- ごちそうライフ（チバテレ制作、番組自体は2020年3月まで継続しており、『2』は広島ホームテレビで一時期放送した）
- イジリー・春日の美人妻いただきます（TOKYO MX制作）
- 武井壮しらべ 誰もやらなきゃオレがやる!!（TOKYO MX制作）
- saku saku（テレビ神奈川制作）
- POP PARADE（テレビ神奈川制作）
- 西遊記外伝 モンキーパーマ（東名阪ネット6加盟局・5いっしょ3ちゃんねる加盟局・岡山放送・ひかりTV共同制作）

海外ドラマ
- S.W.A.T.シリーズ
- SCORPION/スコーピオン

UHFアニメ
- 神魂合体ゴーダンナー!!（第2期は未放送）
- ラブライブ!シリーズ（いずれも本放送終了後に放送）
  - ラブライブ!
  - ラブライブ!サンシャイン!![注 73]
- 艦隊これくしょん -艦これ-
  - 「艦これ」いつかあの海で
- ポプテピピック（第1期のみ放送）
- からかい上手の高木さん（第2期は未放送。第3期はTBS系列全国ネット番組として放送）
- ゴールデンカムイ（第3期以降は未放送）
- はたらく細胞（第1期のみ放送）
- アンゴルモア 元寇合戦記
- ソラとウミのアイダ
- BanG Dream!（3rd Seasonのみ放送、『BanG Dream! Ave Mujica』は広島テレビで放送）
- ヴァニタスの手記
- ビルディバイド -#000000-
  - ビルディバイド -#FFFFFF-
- マッシュル-MASHLE-シリーズ
- 『ヒプノシスマイク-Division Rap Battle-』Rhyme Anima+[101]（第1期は未放送）
- 【推しの子】（第2期）（第1期は広島ホームテレビで放送）
- Re:ゼロから始める異世界生活3rd season（以前のシリーズは県内未放送）
- ざつ旅-That's Journey-

その他
- 高田純次のセカイぷらぷら（BS12トゥエルビ製作）
- のの湯（BS12 トゥエルビ制作）
- グラゼニ（BSスカパー!製作）
- Banana Steak
- テリー伊藤のTOKYOひとり暮らし娘2
- Music B.B.
  - B.B.レアリティ
- 内村さまぁ〜ず→内さまワールド

## アナウンサー

### 在職中
所属はラジオ局アナウンス部。左は入社年。

#### 男性
- 1989年 長谷川努（前アナウンス部長）、 横山雄二
- 1990年 一柳信行
- 1994年 青山高治（アナウンス部副部長）
- 1996年 石橋真、小林康秀（報道制作局専任局次長兼務）
- 1999年 坂上俊次（スポーツ部兼務）
- 2007年 石田充（元熊本県民テレビ）
- 2016年 伊東平（2025年7月からはスポーツ部兼務）
- 2025年 稲垣貴大（元長野朝日放送〈テレビ朝日報道局に出向した時期あり〉）

#### 女性
- 1993年 吉田幸（2018年6月に総務局広報部長に就任し、アナウンサー職を離れたが、2025年7月に復帰。同時にアナウンス部部長に就任。2025年7月時点ではアナウンサー公式ウェブサイトに非掲載）
- 1997年 田口麻衣（2025年7月に総務局広報部長に就任後も、アナウンサー業を番組を限定して継続しているため、引き続きアナウンサー公式ウェブサイトに掲載）
- 2014年 中根夕希
- 2018年 渕上沙紀（2025年6月から産休）
- 2019年 田村友里[103]
- 2021年 唐澤恋花
- 2024年 楠本麗奈、新本穂乃佳
- 2025年 橋本莉奈（元青森放送。2025年8月10日時点ではアナウンサー公式ウェブサイトに未掲載）

### 異動・退職したアナウンサー
※は元アナウンス部長。●は故人（在職中に死去した人物も含む）。

#### 男性
- 1952年
  - 山中善和●（ラジオ中国第1期入社のスポーツアナ。後に東京支社次長・報道部長、報道局次長、営業開発局長を歴任。元尾道市議会副議長。2014年6月10日、83歳で死去[104]）
- 1955年
  - 村岡芳行※●（1972年4月より1年間、TBSテレビ報道部へ出向し、『JNNニュースデスク』のキャスターを担当。2013年1月、名古屋で死去）
- 1957年 
  - 田中克佳（ - 1993年、退職後は安田女子大学日本文学科非常勤講師として『日本語アナウンス演習』『日本言語文化』を担当した[105]）
- 1965年 
  - 上野隆紘（ - 2002年定年退職、定年後も2012年3月までフリーで『平成ラヂオバラエティごぜん様さま』に出演した）
  - 橋本雅明●（ - 1997年、『おはようラジオ』を放送開始から23年半の長きに渡り担当した。ラジオセンターアナウンス担当部長として在職中の1997年8月に死去）
- 1966年
  - 柏村武昭（ - 1975年、フリーアナウンサーとして活躍した後2001年からは参議院議員。2007年に広島市長選挙に立候補するも落選。その後再びフリーアナウンサー・タレントとして活動）
  - 安田誠一（ - 1990年頃、『ニュース6』の2代目キャスター。2006年9月末まで中国放送テレビの『夕刊でーす』を担当していた。現在は講演活動を行っている）
- 1969年
  - 煙石博（ - 2007年、ラジオ番組を中心に活躍した）
- 1970年 
  - 鈴木信宏※（ - 2006年、在職中はスポーツアナウンサーとして広島東洋カープ戦中継を数多く担当。定年退職後間もなく『カープとともに真っ赤に燃えたマイク人生』（文芸社刊）という本を出版した[106]。後に番組審議会事務局長、報道制作局スポーツ部長、定年前の2005年度はラジオ局アナウンス部長を歴任）
  - 牧野睦夫（ラジオの『奥さまワイド』の司会やテレビの『中国ウィークエンドけいざい』『RCCエコノPLAZA』『RCCスコープ』などのキャスターを務めた。後にラジオセンター長や事業局長、福山放送局勤務などを経て、2007年定年退職。以後はフリーアナとして広島県内のイベント等で司会業をしている）
  - 室井清司●（ラジオ番組『マツダミュージックドライブ』のパーソナリティやスポーツアナウンサーなどを経て、制作ディレクター・プロデューサー等を務めた。RCC在職中の1999年に病死した。クリエイティブ・ディレクター、室井淳司の父）
- 1971年
  - 田中俊雄（ - 2012年9月、2008年9月末で定年退職後も2012年9月まで契約アナウンサーとしてニュース担当を継続、同年10月からフリーとして出演していた）
- 1972年
  - 丸田清文●（報道記者・福山放送局長を経て2009年定年退職。エフエムふくやまにパーソナリティとして出演したことがある。2018年4月4日に死去[107]）
- 1973年
  - 小沢康甫（ - 2007年、在職中の1991年に開局準備中だったあいテレビへ報道制作部長として一時出向した）
- 1976年
  - 深山計●（ - 1989年、⇒ニッポン放送⇒フリー、スポーツマネジメント会社「ライツ」取締役等を務めていたが、2018年11月1日死去[108]）
- 1977年
  - 川島宏治※（ - 2005年、その後ちゅピCOMひろしま副社長）
- 1980年
  - 橋本裕之※（ - 2013年3月、2016年1月 - 2022年9月）
- 1983年
  - 寺内優（ - 2014年12月、2018年4月 - 2024年3月）
- 1985年
  - 本名正憲（ - 2022年9月、退職時点でアナウンス専任部長。フリーアナウンサーに転身したが、引き続き『おはようラジオ』を担当）
- 1987年
  - 道盛浩（ - 2024年3月）
- 1991年
  - 小西啓介（ - 1997年、営業職で入社後、アナウンサーに異動。フリー転身後、広島FM放送の『-WEEKLY PARTY- 週末オトナ計画』に出演していた）
- 1994年 
  - 宗像総一郎（ - 不明、東京支社ラジオ部長、過去には制作ディレクター・営業職などを歴任）
- 1995年 
  - 池田秀昭（ - 2009年、報道部、かつては、ラジオの『なんでもジョッキー』などを担当していた。一時、テレビの『RCCプロジェクトEタウン』に再登場していた）
  - 桜井弘規（ - 1999年、2年間東京支社営業部勤務の後、2002年 - 2014年。本社営業部に再移動後、2022年時点は本社営業部長だったが、その後他部署に移動した模様[109]）
- 1998年
  - 沖繁義（ - 2004年、九州朝日放送にアナウンサーとして移籍）
- 2019年
  - 豊嶋啓亮（ - 2019年12月、福島テレビから移籍も2019年12月末をもって退職し、古巣の福島テレビに復帰）
- 2021年
  - 小宅世人（ - 2025年3月。2025年4月に文化放送に移籍）

入社年度不明 
- 井尾義信※（テレビの『井尾義信のコーヒータイム』やラジオの『おはようサタデー』を担当していた。退職後は個人での講演会、司会活動、また広島大学非常勤講師などを経て広島県教育委員会「ことばについて考える100人委員会」アドバイザー[110]）
- 角井康（退職後は朗読録音ボランティア養成講座講師などをしている[111]）
- 堀内美文（ラジオの『奥さまワイド』の司会などを務めていた。後にアナウンス部副部長を歴任）
- 山本昭（2006年9月当時は企画室に所属していたが、現在の動向については不明）
- 湯川準一●（番組内のアドリブによる配置転換を巡り法廷闘争になった[112]。1983年9月14日にがんで死去）

#### 女性
- 1964年
  - 羽原好恵●（むしろ放送記者、文化人として評価されている。『ささやくキャンバス』『白馬が跳ぶ海のことば』『ある日突然　海・外・取・材』などの遺稿がある。雑誌『正観』創刊者[113]）
- 1966年
  - 世良洋子●（ - 2004年、定年退職後もフリーで『平成ラヂオバラエティごぜん様さま』に2014年3月まで出演。2025年7月4日、81歳で死去）
- 1968年
  - 藤尾めぐみ※（ - 2006年、定年退職前はアナウンス部所属ながらラジオ番組ディレクター（『平成ラヂオバラエティ午前様さま』）としての勤務が主だった。現在でもラジオの放送終了時のアナウンスで声を聴くことができる）
  - 武藤満貴子●（退職後リポーターとなりフジテレビと専属契約し『おはよう!ナイスデイ』、『情報プレゼンター とくダネ!』に出演。2016年12月5日、71歳で死去）
  - 山原玲子（ - 2005年、定年退職後もフリーで『RCCイブニングワイド』内の『広島ジャパネスク』に出演。ラジオの中継局読みを担当していた）
- 1981年
  - 近藤良恵（『ニュース6』や『なんでもジョッキー』に出演していた）
- 1984年
  - 藤本修子（ - 1987年、上野・世良コンビになる前の『なんでもジョッキー』で上野隆紘アナウンサーの相方を務めていた）
  - 楢崎仁美（ - 1993年、アナウンサーの安田誠一とともに1980年代半ば『ニュース6』のキャスターを務めていた。現性は村田。現在、東京でフリーアナウンサ一[114]）
- 1987年
  - 向井有佳（ - 1989年、アナウンサーの煙石博と∞なんでもジョッキー』を担当していた）
- 1988年
  - 池本恵子（『RCCスコープ』キャスターを務めていた）
  - 木下和恵（ - 1996年、一般職で、所属部署は不明。夫は横山雄二）
- 1990年 
  - 徳丸文（ - 1995年、『週刊パパたいむ』初代アシスタント。退職後も『ニュースひろしまの森』に出演していたことがあった。現在、有限会社プランニングRYU ツーキャス 所属[115]）
- 1993年
  - 北村武子（ - 1997年、『週刊パパたいむ』2代目アシスタント。退職後の2004年-2005年に中国放送テレビの『被爆60年 ヒロシマの記憶の語り手を担当。2009年12月現在、京都在住[116]）
- 1994年
  - 末安彩衣子（ - 2000年、『週刊パパたいむ』3代目アシスタント。寿退社した）
  - 桑原しおり（ - 2007年、寿退社するも、離婚し、2009年にフリーアナとして中国放送へ復帰、現在『平成ラヂオバラエティごぜん様さま』の月曜日を担当中）
- 1995年 
  - 黒川のぞみ（ - 後期に在籍、寿退社。アナウンサーの本名正憲とともに『ニュースひろしまの森』のキャスターを務めていた）
- 1996年
  - 吉川明子（ - 2002年、『週刊パパたいむ』4代目アシスタント。退職後にフランス留学、LACOSTEのプレスを経て、リコーに在籍。2022年時点でコミュニケーション戦略センター所長[117]）
- 1997年 
  - 桑原麻美（ - 2003年、名古屋テレビ放送を経て、現在はフリー）
- 1998年
  - 和佐由紀子（ - 2013年、『つじもと地産地消漫菜食堂』などに出演していた。退社後は開業医の夫の業務を手伝う他、心理カウンセラーとして活動）
- 1999年
  - 荒舩美栄（ - 2002年、⇒テレビ埼玉⇒タレント。タレント転向後は一時期「みずさわ藍」名義でも活動。⇒イベント会社にてタレントキャスティングの仕事を行い、2021年、自身の芸能事務所「ビーラパン」を設立。俳優マネジメントを手掛ける）
  - 吉田千尋（ - 2010年）
- 2004年
  - 岡佳奈（ - 2006年（契約職）、RKB毎日放送から移籍。退職後もフリーアナとしてナレーションや番組出演等がある）
- 2005年
  - 藤村伊勢（ - 2012年）
- 2006年 
  - 伊藤文（元東日本放送、- 2023年6月、事業部に異動後、2025年2月より8月31日付での退職を前提に休職）
- 2010年
  - 泉水はる佳（ - 2019年8月、同年9月にニチエンプロダクションに移籍し、2024年3月まで千葉テレビ放送とアナウンサー契約。契約満了後も引き続きニチエンプロダクション所属のフリーアナウンサーとして活動）
- 2013年 
  - 久保田夏菜（ - 2016年、テレビ愛媛から契約職として移籍。契約満了後の2016年4月以降はフリーアナウンサーとして一部の番組への出演を継続）
- 2014年
  - 河村綾奈（ - 2024年2月）

入社年度不明 
- 浅井満里子（1970年代 - 1990年代に在籍。その後『なんでもジョッキー』などのディレクターを務めた）
- 石津恵子[118]
- 大谷葉子
- 加藤万里子（ - 1993年、奈良県立奈良高等学校在学中にNHK杯放送コンテスト全国優勝、文部大臣賞受賞。JNN・JRNアノンシスト最優秀賞受賞。現在、関西在住。昭和プロダクション所属。夫はマンガ原作者、平井りゅうじ[119]）
- 俵三恵（1980年代初頭頃『ニュース6』キャスターだった）
- 平岡敬子
- 一松真佐子（ひとつまつ・まさこ[120]）
- 古月和（1970年代 - 1980年代に在籍）
- 山野秀子…現：タレント。現在はRCCラジオの『山野秀子のちいさなパティオ』を担当。

### アノンシスト賞受賞歴
- 第1回（1975年度）テレビ「番組」部門最優秀賞（室井清司）
- 第2回（1976年度）ラジオ「番組」部門優秀賞（羽原好恵）
- 第5回（1979年度）ラジオ「CM」部門優秀賞（煙石博）、称楊（俵三恵）
- 第6回（1980年度）ラジオ「番組」部門最優秀賞（山原玲子）
- 第7回（1981年度）テレビ「CM」部門優秀賞（藤尾めぐみ）、称楊（中国放送アナウンス部）
- 第8回（1982年度）ラジオ「番組」部門優秀賞（加藤万里子）
- 第10回（1984年度）テレビ「番組」部門優秀賞（浅井満里子）
- 第11回（1985年度）称楊（中国放送アナウンス部）
- 第13回（1987年度）テレビ「番組」部門優秀賞（本名正憲）、テレビ「CM・テレビショッピング番組」部門優秀賞（藤尾めぐみ）
- 第15回（1989年度）テレビ「番組」部門優秀賞（煙石博）
- 第16回（1990年度）称楊（橋本雅明）
- 第18回（1992年度）テレビ「番組」部門優秀賞（本名正憲）、ラジオ「番組」部門最優秀賞（加藤万里子）
- 第19回（1993年度）テレビ「番組」部門優秀賞（山本昭）、ラジオ「CM」部門優秀賞（小西啓介）
- 第20回（1994年度）テレビ「番組」部門優秀賞（本名正憲）、「CM」部門優秀賞（横山雄二）、称楊（橋本雅明ほか5名）
- 第21回（1995年度）称楊（橋本雅明・中国放送アナウンス部）
- 第22回（1996年度）テレビ「CM」部門優秀賞（井尾義信）、ラジオ「番組」部門優秀賞（煙石博・桑原しおり）
- 第23回（1997年度）テレビ「番組」部門優秀賞（青山高治）、「CM」部門優秀賞（横山雄二）
- 第24回（1998年度）テレビ「CM」部門優秀賞（青山高治）
- 第25回（1999年度）テレビ「実況・フリートーク」部門優秀賞（横山雄二）、ラジオ「実況・フリートーク」部門優秀賞（長谷川努）
- 第26回（2000年度）テレビ「実況・フリートーク」部門優秀賞（宗像総一郎）、ラジオ「読み・ナレーション」部門最優秀賞（山原玲子）
- 第27回（2001年度）スポーツ実況部門賞（長谷川努）
- 第28回（2002年度）CM部門賞（本名正憲）
- 第29回（2003年度）ラジオ「読み・ナレーション」部門最優秀賞（山原玲子）、スポーツ実況（坂上俊次）、活動部門賞（中国放送アナウンス室一同）
- 第30回（2004年度）ラジオ「フリートーク」部門優秀賞（横山雄二）、スポーツ実況（坂上俊次）
- 第31回（2005年度）テレビ「読み・ナレーション」部門優秀賞（藤村伊勢）、「フリートーク」部門最優秀賞（横山雄二）、スポーツ実況部門賞（石橋真）、活動部門賞（中国放送アナウンス室）
- 第32回（2006年度）ラジオ「読み・ナレーション」部門優秀賞（吉田幸）、スポーツ実況部門優秀賞（坂上俊次）
- 第33回（2007年度）テレビ「読み・ナレーション」部門最優秀賞（本名正憲）
- 第38回（2012年度）テレビ「読み・ナレーション」部門優秀賞（伊藤文）
- 第40回（2014年度）ラジオ「フリートーク」部門優秀賞（石橋真）
- 第44回（2018年度）テレビ「フリートーク」部門優秀賞（小林康秀）
- 第45回（2019年度）テレビ「読み・ナレーション」部門優秀賞（中根夕希）
- 第46回（2020年度）テレビ「スポーツ実況」部門最優秀賞（坂上俊次）
- 第49回（2023年度）ラジオ「スポーツ実況」部門優秀賞（伊東平）

その他
在籍中はアナウンサーでなく、その後在籍した放送局でアナウンサーになった社員。
- 1997年
  - 國友真由美（ - 2002年在籍。報道記者。中国放送退職後、テレビ埼玉のアナウンサーになったが2006年3月退職。現在、株式会社エス・オー・プロモーション所属[121]）
- 2009年
  - 楢崎瑞（ - 2013年在籍。ラジオディレクター、放送記者。山口朝日放送のアナウンサーを経て、2023年より南海放送のアナウンサーとして在籍）

### RCCウェザーセンター気象予報士
中国放送社員
- 岩永哲 （ウェザーセンター統括。ディレクター兼。報道記者から現職。NPO法人・気象キャスターネットワーク会員）
- 末川徹（報道記者兼）
- 近藤志保（報道記者兼。元広島エフエム放送アナウンサー）

外部所属
- 下江美帆（ウェザーマップ所属。2024年4月 - ）

過去に出演（いずれも外部所属）
- 岸真弓（オフィス気象キャスター所属）
- 乙藤亮平（ウェザーマップ所属、元山形テレビ報道制作局記者。2024年4月からNHK仙台放送局と契約）

## キャスタードライバー

### 現職
RCCフロンティアに所属している。
- 殿垣内薫（2017年 - 。元日本海テレビアナウンサー）[122]
- 鈴木亜沙子（2018年 - ）元『RadiPrism』アシスタント、一旦上京後帰省し担当
- 宮本幸（2019年 - ）
- 林未夢（2020年 - ）

### 過去
- 山手一義
- 松原恵美
- 小沢典子
- 大本祐子
- 住本明日香 - 現：RCCラジオパーソナリティ、主にカープ関連番組のスタジオ担当
- 伊藤日向子[123]
- 船越悠希[123]
- 金田和恵[123]
- 高尾英里[123]
- 小笠原知恵（2014年 - 2018年2月）[122]現：NHK松江放送局キャスター
- 新木緑（2015年 - 2019年3月）現：RCCラジオパーソナリティ、住本同様カープ関連番組のスタジオ担当
- 関本梨央（2016年 - 2020年3月）現：RCCラジオパーソナリティ、『シェアミュージック』担当

## アナウンサー以外の著名な社員
現職（関連会社在職を含む）
- 上田俊治 - 報道記者・営業職を経て2012年時点で編成局長[注 76]、2016年時点で企画推進部長[124]、2018年3月時点でスポーツ部長[125]、2022年時点で東京支社次長兼営業部長[109]。広島県立広島工業高等学校時代の1986年に主戦投手として春夏連続甲子園に出場。控え投手は高津臣吾（後ヤクルト他。野手として出場[注 77]）。
- 三村千鶴 - ディレクター。2002年に 芸術選奨新人賞受賞。地域情報化アドバイザー。 現在、株式会社RCCフロンティア制作技術本部長（RCCより出向）。
- 佐々岡昇吾 - アシスタントディレクターを経て2023年時点では大阪支社営業職[109]。父親は元広島東洋カープ投手・コーチ・監督の佐々岡真司。

元職
- 秋信利彦 - ラジオディレクター[126]、放送記者などを経て最終は常務取締役[127]。ペンネームは風早晃治。山代巴編、『この世界の片隅で』の「IN UTERO」執筆者[128]。昭和天皇への「秋信質問」などで知られている。
- 脇田晃治 - 株式会社RCCフロンティア所属。映像グループの制作ディレクター。父親は元広島テレビアナウンサーの脇田義信。2020年4月に父・義信が勤務していた広島テレビへ移籍。
- 備後ばあちゃん（原田芳子） - 福山放送局の一般職社員だった時代に、覆面パーソナリティとして出演。定年退職後に本名および社員であったことを公表した。その後は備後弁の伝承者として活動している。
- 門田大地 - ディレクター・プロデューサーとして各番組の制作やイベント企画などを手掛け、定年退職後に『アースモーション株式会社』を設立。2023年4月には広島市議会議員選挙に出馬し、次点で落選。
- 仙田信吾 - 元東京支社長、テレビ局長、RCCフロンティア社長→会長。現サンフレッチェ広島社長。

## 情報カメラ設置ポイント
- RCC本社…広島市中区基町
- 紙屋町…広島市中区紙屋町（メルパルク広島）※HD専用
- 中町付近…広島市中区大手町（広島三井ビルディング）※HD・4：3SD併用
- 広島IC…広島市安佐南区緑井（フジグラン緑井）※HD・4：3SD併用
- 宮島…廿日市市宮島口（レゾナンス宮島）
- 広島空港…三原市本郷町（広島空港展望デッキ内）
- もみのき森林公園…廿日市市吉和（もみのき森林公園付近の山）
- 三次…三次市詳細不明
- 尾道…尾道市東御所町（グリーンヒルホテル尾道）
- 芸北…山県郡北広島町中祖（パインリッジリゾーツ芸北）※冬季限定
- 呉…呉市築地町（クレイトンベイホテル）
  - RCC本社と宮島、尾道にはインターネット用のライブカメラも設置されている。

## スマートフォン向け公式アプリ
- 『RCCラジオアプリ』（2018年（平成30年）10月リリース）[129]
- Carp×中国新聞×RCC『カープ公式アプリ カーチカチ!』（2019年（平成31年）3月1日リリース）[130]
- 『IRAW by RCC』（2021年（令和3年）4月15日リリース）「いらう」は「さわる・ふれる」などの意味を持つ広島の方言に重ね合わせた。報道情報「RCC NEWS」、無料動画配信サイト「RCC PLAY!」の内容を包含しつつ、独自の常時ライブ配信や取材内容の再展開、IRAWならではの記事など新たなコンテンツも発信していく[131]。

## その他
全国で唯一「セントラルキャスティング方式」によるテレビ番組配信を実施（西日本地域限定）
2006年（平成18年）6月から2013年（平成25年）9月まで、愛媛県のあいテレビと共同で「セントラルキャスティング方式」によるテレビ番組配信が行われていた。RCC向けとあいテレビ向けのアナログ・デジタル統合のテレビマスター（両局ともAPC・CMバンクは東芝製）が一括してRCC局内に設置されていた。
地域別放送（県東部・西部）
テレビ・ラジオとも演奏所から地域別に回線が分けられており、これを用いて県東部ではテレビ・ラジオとも県西部のものと番組内容を一部差し替えて放送していた。テレビではコマーシャル（提供では備後有名各社などと紹介されていた）の差し替え等が主で、かなり前に県西部の内容と統一されたが、ラジオでは最近まで県東部向け別番組編成があり、生ワイド番組などを福山放送局で制作、放送していた（小川久志のきょうもいい朝・びんご屋のラジオくん・あおぞらんど等）。
その後、合理化による経費節減の一環として、また備後地域に開局したコミュニティFM放送局（レディオBINGO・エフエムおのみち79.4）との棲み分けという観点から（RCCもこれらの開局に協力した）、2002年（平成14年）に独自のワイド番組は終了し、現在はミニ番組を含めてほとんど統一されているが、現在でもワイド番組内の一部のコーナーと土曜・日曜の一部番組が福山放送局で制作されている。
ウェブサイト
1996年（平成8年）4月、ラジオのカープ中継をインターネット放送するために開設された「Internet Stadium」が始まり。日本最初の野球中継サイトであるため日本中の注目を集め、日経トレンディーにおいて1996年話題のウェブサイト第14位に選ばれた。当時はプロバイダー間がインターネット網交換拠点NSPIXP（1.5Mbps）だけで接続されていたため、RCCがインターネット放送を行うだけで回線がパンクする恐れがあるため事前登録を必要とし、トラフィックをコントロールした。
1997年（平成9年）10月 RCCラジオにおいて「通信と放送の融合」の実験番組として「インターネットコミティア」が毎週土曜日深夜23時30分から30分番組としてスタート。当時は家庭用のインターネット常時接続サービスはなく、NTTのテレホーダイでインターネットに接続したまま、ラジオを聴いてもらおうというアイデアであった。この番組から生まれたサイトバーチャル農場 は無料で楽しめるゲームサイトとして現在も続いている。
1998年（平成10年）JNN系列で使用している「JNN気象システム」の情報をウェブサイトで公開し、他社がアイコンを使用した抽象的なものが多い中、文字による表記にこだわり、英語のページでは気温を摂氏と華氏で表示していた。2007年（平成19年）8月からは、画像も併用するようになった。
ウェブサイトの構造は、後述の理由で「rcc.net」がトップページで、そこに「rcc.co.jp」（会社情報）「rcc-tv.jp」（テレビ）「1350.jp」（ラジオ）がぶら下がる形になっていたが、現在は会社情報以外は「*.rcc.jp」（テレビは「tv.rcc.jp」、ラジオは「radio.rcc.jp」）に集約された（旧ドメインでアクセスすると自動で転送される）。
ドメイン名
日本のドメイン名を所管しているJPNICが当時ドメイン名の第3レベルの一意性を取っており、東広島市のグループが「rcc.or.jp」を取得していたため中国放送が「rcc.co.jp」を取得することはできず、やむなく「rcc-hiroshima.co.jp」を取得した。しかしこのドメイン名は放送では使いにくいのでそれとは別に「rcc.net」を取得し、視聴者へは「rcc.net」を告知した。公開メールアドレスが「（番組名等）@rcc.net」になっているのはこのためである。
その後JPNICが第3レベルの一意性を解除したため「rcc.co.jp」の取得に動いたが、地元の事業者と競合となって物別れ状態が続き、2001年（平成13年）抽選により他業者が取得してしまった。この時、相手のグループが「htv.co.jp」「rkb.co.jp」なども取得していた事が発覚し、中国放送は「JPドメイン名紛争処理方針」に基づき、RCCの商標の不正利用であると紛争処理機関へ申請を行った。同年7月6日、「ドメイン名「rcc.co.jp」の登録を申立人に移転せよ。」という裁定が下され、会社としてのウェブサイトのURIおよびメールアドレスを「rcc.co.jp」として運用を 開始 した。続けて8月8日には、同じ理由で「hiroshima-htv.co.jp」ドメインの運用を余儀なくされていた広島テレビも「htv.co.jp」「htv.jp」の移転を勝ち取った。
2003年、「rcc.jp」「rkb.jp」「rkb.co.jp」のドメインが同年4月末で解約されていることが判明し、中国放送は「rcc.jp」を取得し、最終的には複数ドメインに分かれていたウェブサイトも「*.rcc.jp」に集約した。ただしメールサーバーは「rcc.net」配下から移転していないため、公開メールアドレスは「（番組名等）@rcc.net」のまま。
携帯サイト
1999年（平成11年）NTTドコモのiモードがスタートし、中国放送は放送局として最初の公式サイトとなった（当時はNHKの子会社が公式サイトになっていたのみであった）。
2000年（平成12年）に有料サイト「RCC広島カープ」をスタート、2003年（平成15年）に2つ目の有料サイト「RCC交通天気」をスタート、キー局および準キー局を除くと複数の有料サイトを持っている放送局はほとんどない。
カープキャンプインターネット中継
2004年（平成16年）プロ野球シーズン終了後、IT企業によるプロ野球参入があり、プロ野球をインターネット企業がどの様に料理するか注目を集めていた。中国放送は1996年（平成8年）からインターネット放送を行ってきた経験もあり、広島東洋カープの2005年（平成17年）キャンプインから インターネット生中継 した。カープ以外の球団は準備不足から2月1日のキャンプインから生中継することに失敗し、中国放送だけがインターネット生中継を行ったため、回線がパンクするほどのアクセスを集めた。
皇室情報番組
RCCに限らず、広島県内の民放テレビ局では、皇室情報番組（『皇室アルバム』等）は現在はネット受けしていない。
倫理規定による放送見送り
テレビ東京系『超光戦士シャンゼリオン』第38話『皇帝の握ったもの』を 「内容が優生思想を啓蒙すると曲解されるもので、局の倫理規定に触れる」として、放送見送りとした。
「RCC」略称問題
中国放送が従来から使用している略称「RCC」と同一の略称を整理回収機構が使用（The Resolution and Collection Corporation）しており、一時、「整理回収機構(RCC)の債務超過130億円」等と報道された際、「RCC」という略称が浸透し、また単独で使用されるのは、混同を招くとして申し入れを行っていた。結局、整理回収機構は略称「RCC」の単独使用を自粛する等の対応を取った。なお、整理回収機構のドメイン名は「kaisyukikou.co.jp」（ローマ字で「回収機構」）。
局イメージソング
1980年代 - 90年代のRCCラジオではイメージソングにドリー・ドッツの『レディオ・ギャル』などを使用していた。
火災で2度放送できず
2008年（平成20年）8月14日に黄金山送信所（広島市南区）の受電系統に落雷があり設備が故障し、午前6時半頃から午前11時21分過ぎと、午後5時25分頃から30分過ぎの2回にわたり、RCCテレビのアナログ放送ができなかった。その後ウェブサイトで謝罪をしている。
映画制作
2005年（平成17年）に映画『ヒナゴン』を制作、公開された。2009年（平成21年）にはTBSやMBSなどJNN主要局と『感染列島』の制作にも参加している。県下の大崎上島が主要な舞台となる2013年（平成25年）公開の『東京家族』では、製作がテレビ朝日系であるにも関わらず、系列の広島ホームテレビを差し置いて制作に参加している。
マルチチャンネル放送
2020年（令和2年）10月24日（土曜）には広島県内の民間放送局で初めてマルチチャンネル放送を行った。メインチャンネルでは『よしもと新喜劇』（MBSテレビ制作・遅れネット）をHD画質で、サブチャンネルでは『ホッケー日本リーグ女子 コカ・コーラレッドスパークス対天理大学ベアーズ』（自社制作・生中継。RCC PLAY!でも同時配信）をSD画質で放送した。
広島県外での活動
あいテレビが開局するまで、愛媛県のJNNニュースの報道取材を行っていた。

## 関連会社
- RCC文化センター（RCC文化センター運営、イベント開催、広島県立文化芸術ホールなどの運営委託など）
- RCCフロンティア（テレビ・ラジオ番組の制作協力など）
- eRCC
- オレンジシステム広島（ホームページの制作、Webシステムの管理など）

出典